# Diplomatenstatus

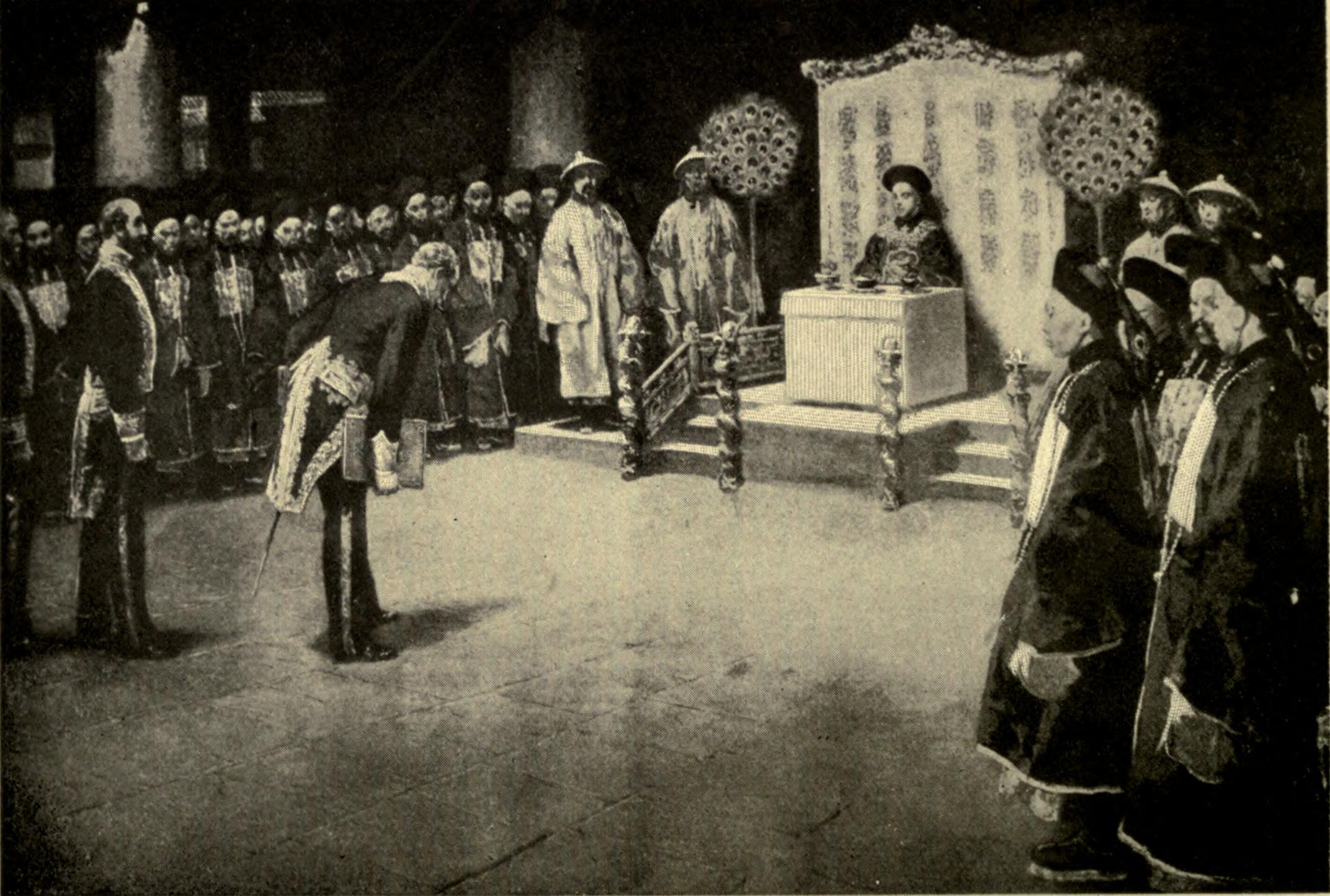
Der chinesische Kaiser empfängt das Diplomatische Corps (um 1900)

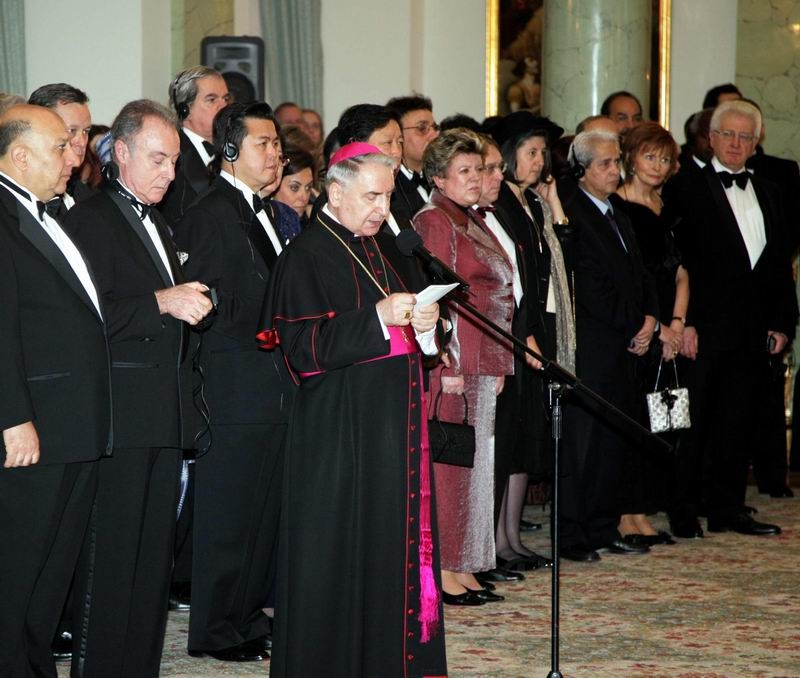
Das polnische Diplomatische Corps unter Vorsitz des Apostolischen Nuntius Jozef Kowalczyk beim Neujahrsempfang 2007 des polnischen Präsidenten

Unter der Bezeichnung Diplomatenstatus werden im allgemeinen Sprachgebrauch bestimmte Vorrechte und Befreiungen verstanden, die Mitglieder diplomatischer Missionen und konsularischer Vertretungen sowie Bedienstete internationaler Organisationen bei ihrem Aufenthalt im Gastland genießen.
Zu den Vorrechten zählen unter anderem der Schutz vor hoheitlichen Maßnahmen des Empfangsstaates, die Befreiung von seiner Gerichtsbarkeit und die Befreiung von allen direkten und teilweise auch indirekten Steuern und umfasst auch den nunmehr in den jeweiligen Wiener Übereinkommen geregelten besonderen Schutz der diplomatischen Einrichtungen (Botschaften und Konsulate).
Der Diplomatenstatus ist kein Rechtsbegriff und wird in den nationalen und internationalen Rechtsvorschriften im Allgemeinen nicht verwendet. Die Vorrechte und Befreiungen, häufig auch als diplomatische Vorrechte oder diplomatische Immunität bezeichnet, beruhen auf jahrhundertelang unter den Staaten praktiziertem Völkergewohnheitsrecht. Lediglich bei internationalen Organisationen konnte sich ein Völkergewohnheitsrecht noch nicht herausbilden, da diese vermehrt erst nach dem Ersten Weltkrieg (z. B. der 1919 gegründete Völkerbund) entstanden sind. Für internationale Organisationen werden diplomatische Vorrechte und Befreiungen erst durch die entsprechenden Vereinbarungen (Übereinkommen, Konventionen) in konstitutiver Weise begründet.
Die völkergewohnheitsrechtlichen Gepflogenheiten wurden auf der Grundlage eines Entwurfs der Völkerrechtskommission (ILC) aus den Jahren 1954–1958 und einer Resolution der XIV. Vollversammlung der Vereinten Nationen auf der Konferenz in Wien vom 2. März bis 18. April 1961 im Wiener Übereinkommen über diplomatische Beziehungen (WÜD) vom 18. April 1961 (BGBl. 1964 II S. 957) zusammengestellt. Ebenso wurde hinsichtlich der Rechte der Konsularbeamten verfahren: Ihr Status ergibt sich heute aus dem Wiener Übereinkommen über konsularische Beziehungen (WÜK) vom 24. April 1963 (BGBl. 1969 II S. 1585).
Beide Übereinkommen sind von nahezu allen Staaten der Erde ratifiziert worden. Gegenüber nicht beigetretenen Staaten werden die Übereinkommen zum Beispiel in Deutschland kraft nationalen Rechts (§ 18 Satz 2 und § 19 Abs. 1 Satz 2 GVG) entsprechend angewendet.

## Zwecke der Vorrechte und Befreiungen
Die Vorrechte und Befreiungen der Diplomaten verfolgen mehrere Zwecke:
- Sie sollen es dem Diplomaten zum einen ermöglichen, die Interessen seines Staates (des Entsendestaates) im Empfangsstaat wirksam zu vertreten, ohne dafür eine Bestrafung befürchten zu müssen. Sie sollen ihn auch allgemein vor staatlicher Willkür oder fremder Rechtspraxis seines Gastgeberlandes schützen.
- Der Diplomat soll zum anderen vom Empfangsstaat nicht zum Objekt einer Revanche am Entsendestaat für dessen unfreundliches Verhalten gemacht werden können; daher genießt der Diplomat auch im außerdienstlichen Bereich Befreiung von jeglicher Strafverfolgung durch den Empfangsstaat. Dies gilt auch dann, wenn ein politischer Konflikt zwischen Entsendestaat und Empfangsstaat offenkundig nicht besteht und eine angemessene Ahndung des Fehlverhaltens des Diplomaten legitim erscheint.
- Steuer- und Zollbefreiungen und die umfassende Befreiung von der Gerichtsbarkeit des Empfangsstaates sind Ausdruck des bestehenden Gleichordnungsverhältnisses zwischen Hoheitsträgern und der Gleichheit aller Völkerrechtssubjekte in der internationalen Staatengemeinschaft. Der Diplomat als Vertreter eines souveränen Staates soll nicht der Hoheitsgewalt eines anderen, sondern nur der seines eigenen Staates unterworfen sein.

Ausweislich der vierten Erwägung in der Präambel des WÜDs dienen Vorrechte und Immunitäten nicht dem Zweck, einzelne zu bevorzugen, sondern haben zum Ziel, die wirksame Wahrnehmung der Aufgaben der diplomatischen Missionen als Vertretungen von Staaten zu gewährleisten.

## Grundsatz
Diplomaten sind unbeschadet ihres besonderen Status verpflichtet, die im Empfangsstaat geltenden Gesetze und anderen Rechtsvorschriften zu beachten und sich nicht in innere Angelegenheiten des Empfangsstaates einzumischen (Art. 41 Abs. 1 WÜD, Art. 55 Abs. 1 WÜK). Die Räumlichkeiten einer diplomatischen und konsularischen Vertretung dürfen nicht in einer Weise benutzt werden, die mit der Wahrnehmung der diplomatischen oder konsularischen Aufgaben unvereinbar ist (Art. 41 Abs. 3 WÜD, Art. 55 Abs. 2 WÜK). Etwaige Verstöße gegen allgemeine Verhaltenspflichten können durch den Empfangsstaat jedoch nur geahndet werden, soweit die besonderen Vorrechte und Befreiungen des Diplomaten dem nicht entgegenstehen.

## Umfang der Vorrechte und Befreiungen

### Unverletzlichkeit des Missionsgebäudes

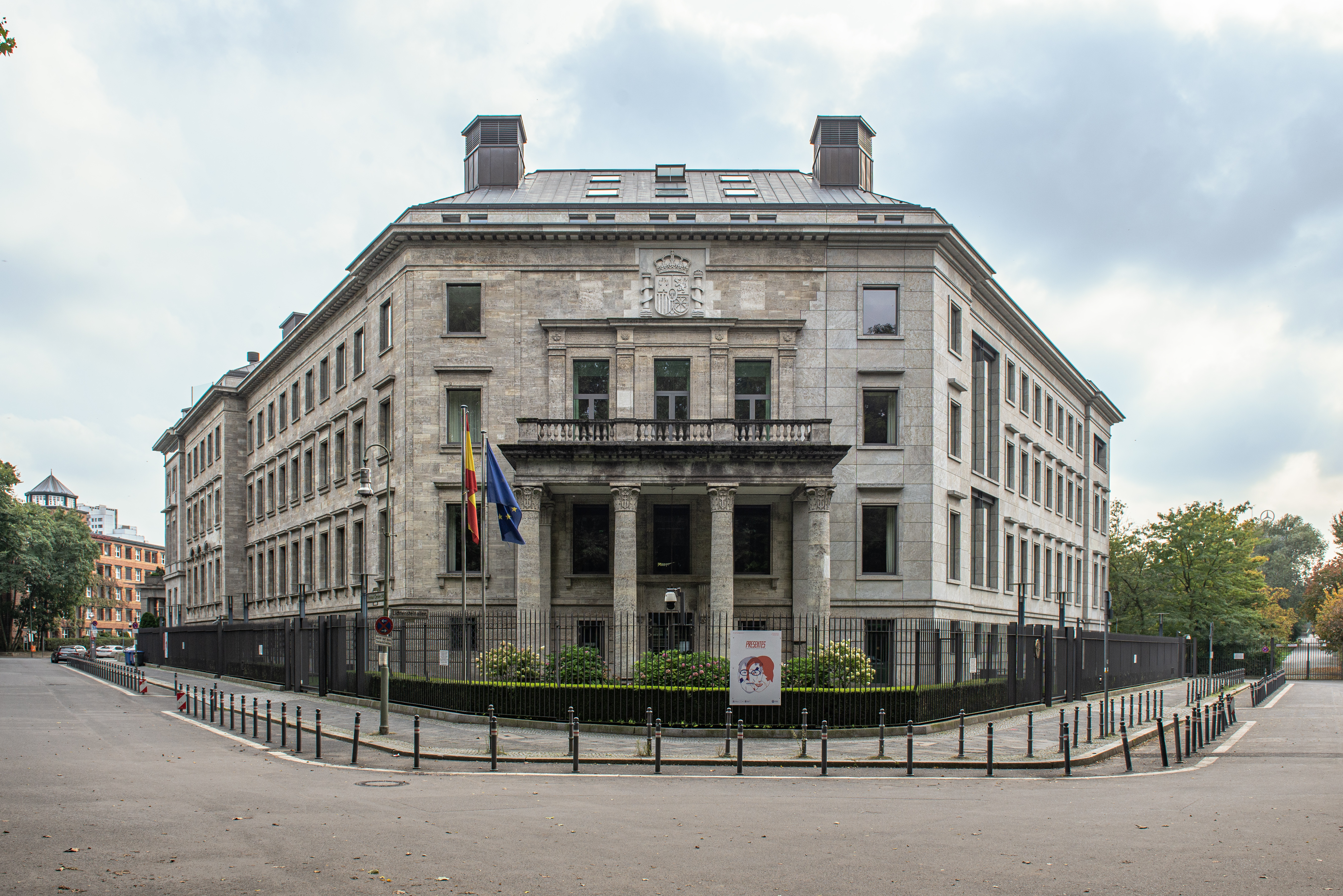
Spanische Botschaft in Berlin-Tiergarten

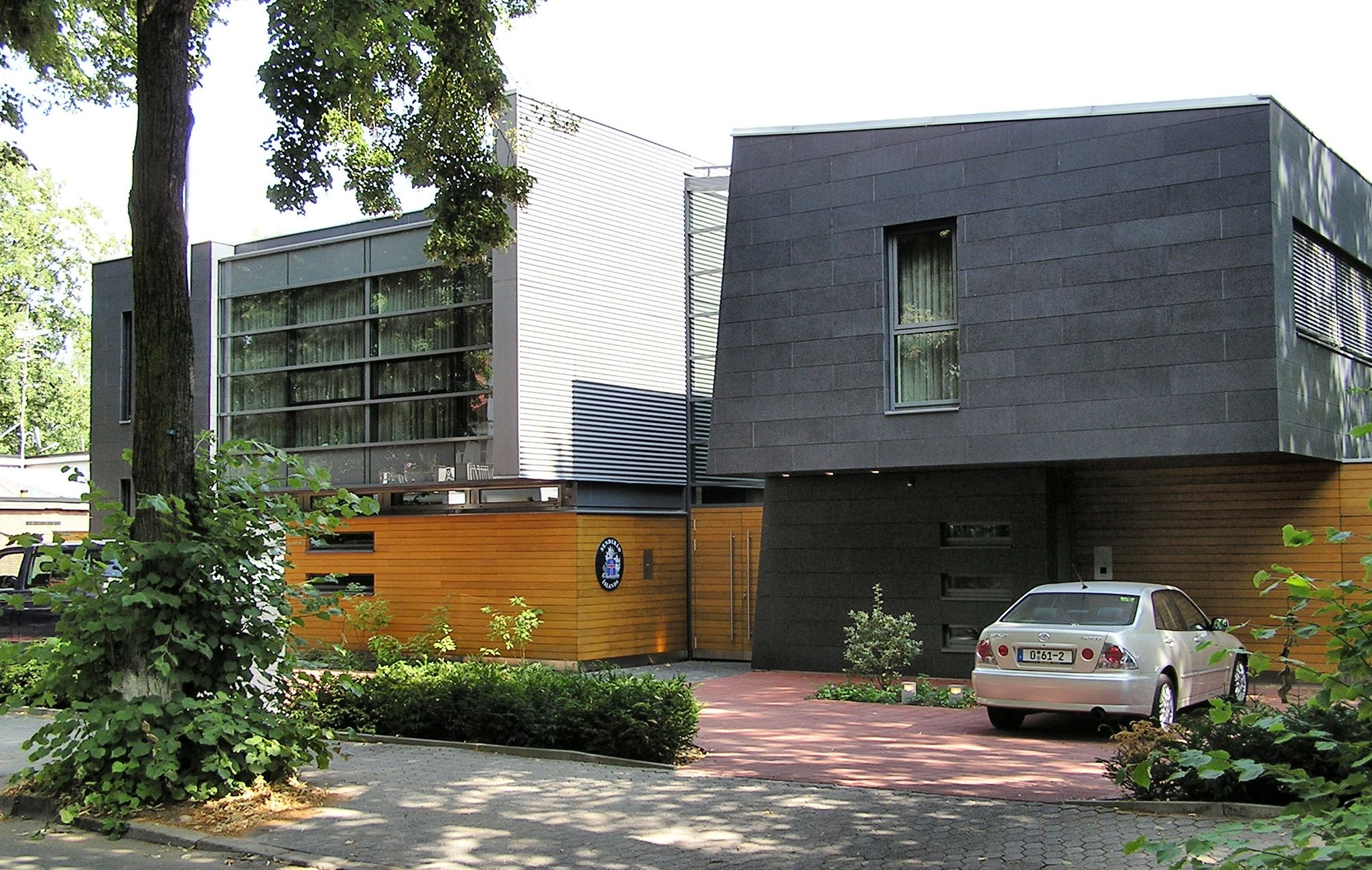
Die Residenz des Botschafters (hier: des isländischen Botschafters in Berlin, dessen nationales Hoheitszeichen am Gebäude gut zu erkennen ist) genießt denselben Schutz wie die Kanzlei der Botschaft.

Die Räumlichkeiten der diplomatischen Mission (Grundstück, Gebäude, Garten, Treppe zum Gebäude) sind unverletzlich. Vertreter des Empfangsstaats dürfen das Grundstück und die Räumlichkeiten nur mit Zustimmung des Missionschefs betreten. Der Empfangsstaat hat die besondere Pflicht, alle geeigneten Maßnahmen zu treffen, um die Räumlichkeiten der Mission vor jedem Eindringen und jeder Beschädigung zu schützen und um zu verhindern, dass der Friede der Mission gestört oder ihre Würde beeinträchtigt wird (Art. 22 Abs. 1 und 2 WÜD). Die iranische Regierung war anlässlich des Sturms auf die US-Botschaft in Teheran (Iran) im November 1979 und eines ähnlichen Vorfalls im November 2011, der sich gegen die britische Botschaft in Teheran richtete, verpflichtet, die Botschaften vor jeglichem Angriff durch Privatpersonen zu schützen und die Besetzungen zu verhindern.
Noch nicht beeinträchtigt ist die Würde der Mission oder ihrer Bediensteten, wenn vor dem Gebäude Demonstranten friedlich Kritik am Entsendestaat äußern. Der Zugang zur und von der Mission muss aber gewährleistet sein, was bedeuten kann, dass Demonstrationen ggf. auf die dem Missionsgebäude gegenüberliegende Bürgersteigseite zu beschränken sind. Ob aus solchen Demonstrationen heraus Beschimpfungen und Beleidigungen gegen Repräsentanten des Entsendestaates zulässig sind, bedarf unter der Geltung der Versammlungs- und Meinungsäußerungsfreiheit einer Einzelfallbetrachtung, wird in der Literatur aber vielfach verneint. In Deutschland war darüber hinaus die Beleidigung ausländischer Staatsoberhäupter, der Leiter diplomatischer Vertretungen oder von sich im Inland aufhaltenden ausländischen Regierungsmitglieder bis 2017 mit Strafe bedroht (§ 103 StGB), auch wenn die Verfolgung solcher Taten nur eingeschränkt möglich war (§ 104a StGB). Im Zuge der Böhmermann-Affäre wurde dies jedoch abgeschafft.
Die Räumlichkeiten der Mission, ihre Einrichtung und die sonstigen darin befindlichen Gegenstände sowie die Beförderungsmittel der Mission genießen Immunität von jeder Durchsuchung, Beschlagnahme, Pfändung oder Vollstreckung (Art. 22 Abs. 3 WÜD). Gerichtsvollzieher, Polizei und Vollstreckungsbeamte des Empfangsstaates dürfen dort keine Amtshandlungen vornehmen, wenn der Missionschef damit nicht einverstanden ist.
Als Amtshandlung gilt auch die förmliche Zustellung eines Schriftstücks an die diplomatische Mission durch Postzustellungsurkunde, da eine solche Zustellung durch die Post als Hoheitsakt des Empfangsstaates gegenüber der diplomatischen Mission anzusehen ist. Gleichwohl ergangene Zustellungen sind nichtig. Möglich bleibt jedoch die formlose Übersendung von Schriftstücken.
Die Unverletzlichkeit der diplomatischen Mission beruht nicht auf der Exterritorialität des Geländes, denn der diplomatische Nutzungszweck des Grundstücks verändert seine Zuordnung zum Hoheitsgebiet des Empfangsstaates nicht. Die Unverletzlichkeit der diplomatischen Mission beschränkt nicht die Geltung, sondern allein die Durchsetzung des nationalen Rechts. Daher gilt für die Ahndung von Straftaten auf dem Missionsgelände das Strafrecht des Empfangsstaates. Das Reichsgericht hat aus diesem Grunde den Mord an dem afghanischen Gesandten im Gebäude der afghanischen Gesandtschaft in Berlin im Jahre 1933 nicht als Auslandstat angesehen. Umgekehrt hat der Diplomat, der im Ausland bei einer Auslandsvertretung Dienst tut, mit der Begründung, er lebe und arbeite an Orten, an denen der Entsendestaat die Hoheitsgewalt ausübe, keine Ansprüche auf öffentliche Leistungen, die nur im Inland gewährt werden.
Zu den Räumlichkeiten der Mission gehört völkervertraglich auch die Residenz des Botschafters oder des Leiters der Mission (Art. 1 Buchstabe i WÜD).
Bei Unglücksfällen auf dem Grundstück der Mission (z. B. Feuer) muss die Feuerwehr grundsätzlich die Genehmigung des Missionschefs oder seines Vertreters zum Betreten einholen. Eine Ausnahme besteht nur, wenn wegen der Dringlichkeit der Maßnahmen (z. B. wegen der Gefährdung von Menschenleben) ein sofortiges Eingreifen geboten ist. In diesem Fall ist der verantwortliche Einsatzleiter nach pflichtgemäßem Ermessen berechtigt, das Betreten anzuordnen. Die Hilfsmaßnahmen haben sich jedoch auf das zur Abwehr der Gefahr Erforderliche zu beschränken.

### Unverletzlichkeit der Person des Diplomaten

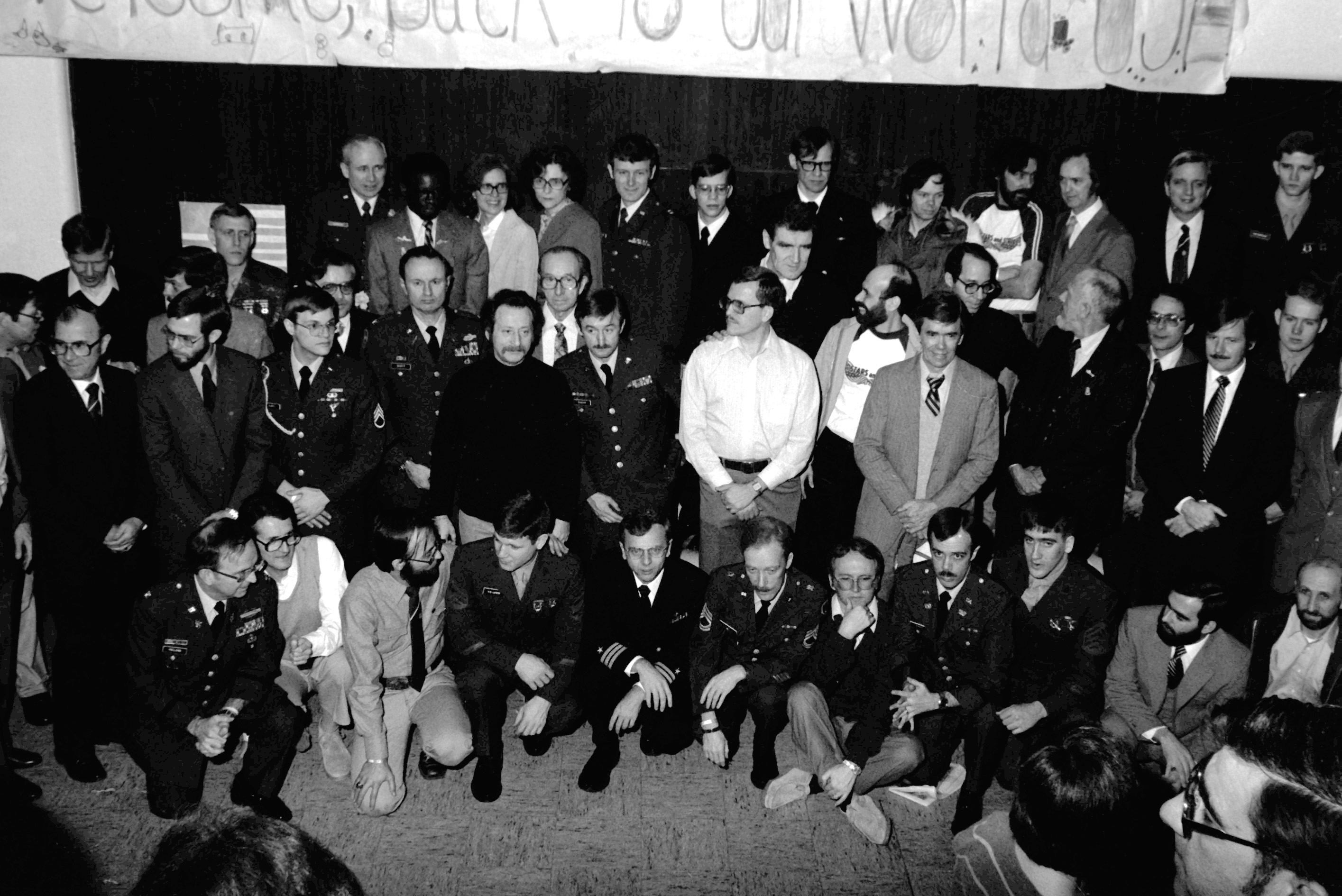
Die Geiselnahme der Angehörigen der US-Botschaft in Teheran (Iran) war ein schwerer Verstoß gegen das Völkerrecht

Die Person des Diplomaten ist unverletzlich. Er unterliegt keiner Festnahme oder Haft irgendwelcher Art. Der Empfangsstaat behandelt ihn mit gebührender Achtung und trifft alle geeigneten Maßnahmen, um jeden Angriff auf seine Person, seine Freiheit oder seine Würde zu verhindern (Art. 29 WÜD). Hieraus ergeben sich nicht nur Unterlassenspflichten, sondern auch aktive Handlungspflichten, wenn Dritte den Diplomaten angreifen. Deutschland war (auch) völkerrechtlich verpflichtet, den irakischen Geschäftsträger, den fünf Täter in der irakischen Botschaft im August 2002 in Berlin als Geisel genommen hatten, zu befreien; hierzu durfte – in Abstimmung mit dem Entsendestaat – das Missionsgebäude von der Polizei betreten werden.
Die 444 Tage andauernde Festsetzung von 52 amerikanischen Diplomaten in Iran in den Jahren 1979 und 1980 war ein besonders schwerwiegender Verstoß gegen Art. 29 WÜD; der Internationale Gerichtshof stellte am 24. Mai 1980 fest, dass Iran gegen seine völkerrechtlichen Pflichten verstoßen habe und die Botschaftsangehörigen sofort freizulassen habe.
Gegen den Diplomaten dürfen keine Maßnahmen ergriffen werden, die in irgendeiner Weise auf hoheitlichen Zwang hinauslaufen. Strafprozessuale Maßnahmen sind unzulässig (beispielsweise die vorläufige Festnahme, Verhaftung, Durchsuchung, Beschlagnahme, auch des Führerscheins, Sicherstellung, Vernehmung gegen den Willen des Betroffenen, Telefonüberwachung, Entnahme von Blutproben zur Feststellung der Blutalkoholkonzentration bei Trunkenheitsverdacht). Ebenso ist die Verhängung von Verwarnungs- oder Bußgeldern (z. B. für Verkehrsordnungswidrigkeiten) unzulässig. Schon das Anheften von Bescheiden an der Windschutzscheibe von Fahrzeugen mit Diplomatenkennzeichen oder das Anbringen von Parkkrallen am Fahrzeug eines Diplomaten hat zu unterbleiben. Möglich sind schlichte – auch schriftliche Hinweise – an den Diplomaten auf den Verkehrsverstoß, solange sie keinen hoheitlich-autoritativen Charakter haben.
Für die deutsche Verwaltungspraxis wurde zwischen Bund und Ländern vereinbart, den Diplomaten in schriftlicher Form (Zettel an der Windschutzscheibe oder Schreiben an die Wohnadresse) auf den begangenen Verkehrsverstoß aufmerksam zu machen. Das Schreiben enthält Angaben zum Tatort und zur Tatzeit und beschreibt den Verkehrsverstoß nach dem Bundeseinheitlichen Tatbestandskatalog für Verkehrsordnungswidrigkeiten. Ein Buß- oder Verwarnungsgeld wird jedoch weder festgesetzt, noch wird dessen Höhe mitgeteilt. Stattdessen wird der Diplomat höflich darum gebeten, die geltenden Rechtsvorschriften künftig zu beachten. Zugleich wird er darauf hingewiesen, dass die begangene Verkehrsordnungswidrigkeit bei den deutschen Behörden gespeichert wurde und im Wiederholungsfall eine Mitteilung an das Auswärtige Amt möglich sei.
Maßnahmen im Bereich der Gefahrenabwehr, wie etwa die Androhung, Festsetzung und Durchführung von Verwaltungszwangsmitteln, dürfen gegen Diplomaten nicht ergriffen werden. Standardmaßnahmen aufgrund der Polizeigesetze der Länder (beispielsweise die polizeiliche Ingewahrsamnahme oder die polizeiliche Durchsuchung und Sicherstellung von Gegenständen, die im Eigentum des Diplomaten stehen, wie etwa sein Kraftfahrzeug) sind unzulässig. Auch das Abschleppen des Kraftfahrzeugs ist grundsätzlich nicht erlaubt. Ausnahmsweise dürfen verbotswidrig abgestellte Diplomatenfahrzeuge abgeschleppt werden, wenn sie Leib und Leben anderer Personen gefährden. Das Auswärtige Amt unterstellt die konkludente Zustimmung des Diplomaten zur Umsetzung seines Fahrzeugs, wenn es Straßenbahnschienen oder Krankenhauseinfahrten blockiert.
Ein kurzzeitiges Festhalten des Diplomaten kann zulässig sein, um dessen Identität und damit seine Privilegien festzustellen. Beruft sich eine Person auf Vorrechte und Befreiungen, kann verlangt werden, dass der Nachweis durch Vorlage des Diplomatenausweises geführt wird. Maßnahmen zum Schutz des Diplomaten sind ebenso zulässig. Wurde beispielsweise ein Diplomat bei einem Verkehrsunfall verletzt und ist nicht ansprechbar, darf er auch ohne sein Einverständnis ins Krankenhaus gebracht werden. Der Entsendestaat ist in diesem Fall schnellstmöglich zu unterrichten. Besteht die akute Gefahr einer Selbstgefährdung (z. B. durch starken Alkoholgenuss), ist es zulässig, den Diplomaten an der Weiterfahrt durch Wegnahme seiner Autoschlüssel zu hindern und ihn zu seinem Schutz nach Hause oder zu seiner Mission zu bringen. Unzulässig ist es dagegen, den Diplomaten daran zu hindern, ein Taxi zu nehmen oder sich zu entfernen.
Nach der Rechtsprechung des Internationalen Gerichtshofs handelt es sich bei dem WÜD um ein geschlossenes Regelungsgefüge (self-contained regime), wonach bei Verstößen nur mit den im WÜD vorgesehenen Maßnahmen reagiert werden dürfe.

Der Schutz vor Durchsuchung des Kraftfahrzeugs eines Diplomaten besteht auch im Falle der Gebrauchsanmaßung oder des Diebstahls fort. Auch bei Überlassung eines Fahrzeugs an eine nichtbevorrechtigte Person (z. B. der deutschen Ehefrau eines in Deutschland akkreditierten Diplomaten) besteht der Schutz fort. Es ist dann aber von einem Privilegienmissbrauch auszugehen, den der Empfangsstaat nicht hinzunehmen braucht.
Diplomaten müssen grundsätzlich den infektionsschutzrechtlichen Vorschriften (z. B. Impfungen) entsprechen und tierseuchenschutzrechtlichen Regelungen auf dem Missionsgelände und in ihren Privatwohnungen (z. B. im Hinblick auf notwendige Impfungen der im Haushalt des Diplomaten lebenden Haustiere) nachkommen. Ob behördliche Maßnahmen insoweit gegen den Willen des Diplomaten durchgesetzt werden können (z. B. Zwangsimpfungen), ist umstritten: Das Auswärtige Amt verneint dies grundsätzlich, ein Gutachten des Eidgenössischen Departements für Auswärtige Angelegenheiten bejaht es.
In Deutschland hat das Auswärtige Amt darauf hingewiesen, dass es unerlässlich sei, den Diplomaten in jedem erdenklichen Fall mit besonderer Höflichkeit zu behandeln. In einem Rundschreiben zur Behandlung von Diplomaten und anderen bevorrechtigten Personen heißt es:

„Maßnahmen sollen die absolute Ausnahme sein; politische Folgen sind zu bedenken. Im Regelfall führt die Anwendung von Maßnahmen zu Spannungen auf politischer Ebene. Da gerade die Einhaltung der Regeln von Sitte, Höflichkeit und Anstand auf dem Gegenseitigkeitsprinzip beruht, fällt ein Verstoß in der Bundesrepublik Deutschland nicht selten auf deutsche Diplomaten im Ausland zurück.“

Situation in Österreich

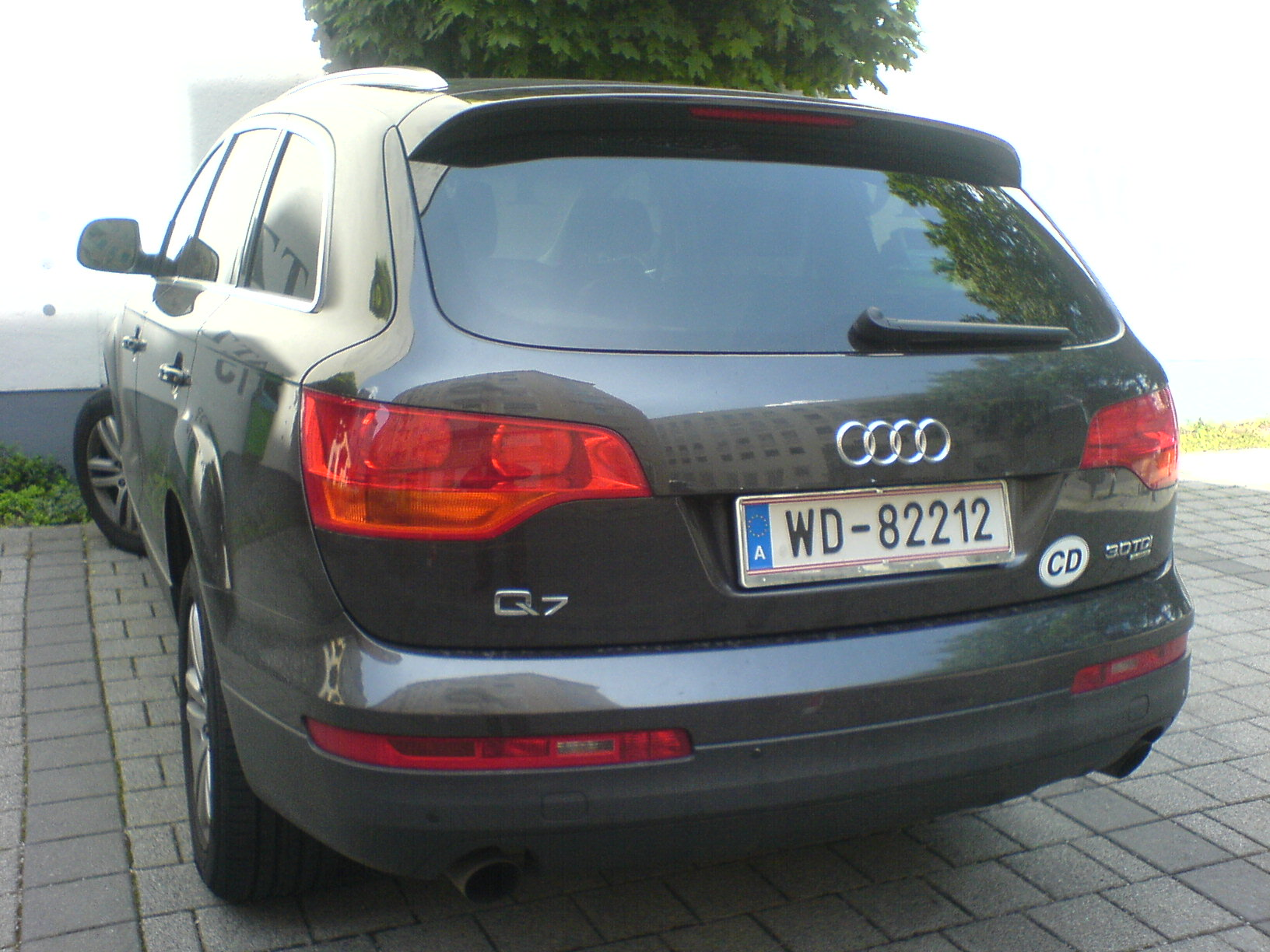
Die österreichischen Behörden bitten Diplomaten seit 2009 um freiwillige Bezahlung der Verwaltungsstrafe

In Österreich wurden Beanstandungen wegen Übertretung der Straßenverkehrsordnung und in Wien des Parkometergesetzes bisher grundsätzlich festgestellt, entsprechende Verfahren in den Jahren 2006 bis 2009 jedoch sämtlich als nicht verfolgbar eingestellt. Seitdem werden Botschaften und Internationale Organisationen zum Zwecke einer Lenkererhebung kontaktiert, wobei angefragt wird, ob etwaige Strafverfügungen freiwillig bezahlt würden. In etwa einem Drittel der Fälle haben diese Anfragen Erfolg.
Situation in der Schweiz
Die Schweiz weicht von den vorstehenden Regelungen insoweit ab, als sie seit 2005 Straßenverkehrsverstöße grundsätzlich verfolgt und den Diplomaten Ordnungsbussen übermittelt. Erfolgt keine Zahlung, werde die Botschaft informiert. Mit Sanktionen müssten Diplomaten jedoch nicht rechnen. Zwar könne sie der Protokollchef zu sich zitieren; ein Landesverweis als ultima ratio erscheine bei Ordnungswidrigkeiten jedoch unverhältnismäßig. Zudem drücke das Eidgenössische Departement für auswärtige Angelegenheiten (EDA) gelegentlich ein Auge zu, um die bilateralen Beziehungen zu schonen. Die in Bern ansässigen Diplomaten halten die Praxis der Bußgeldfestsetzung für völkerrechtswidrig und haben durch den Doyen des Diplomatischen Corps, den Apostolischen Nuntius in der Schweiz, dagegen protestiert.

### Unverletzlichkeit der Privatwohnung des Diplomaten
Die Privatwohnung des Diplomaten genießt dieselbe Unverletzlichkeit und denselben Schutz wie die Räumlichkeiten der Mission. Seine Papiere, seine Korrespondenz und sein Vermögen (z. B. sein privates Kraftfahrzeug) sind ebenfalls unverletzlich (Art. 30 WÜD). Zur Privatwohnung zählen auch Zweitwohnungen wie Ferienhäuser, wenn die Nutzung regelmäßig erfolgt und der Empfangsstaat in der Lage ist, seiner Schutzverpflichtung dort wirksam nachzukommen.

### Freizügigkeit
Der Diplomat hat vorbehaltlich der Gesetze und Rechtsvorschriften über Zonen, deren Betreten aus Gründen der nationalen Sicherheit verboten oder geregelt ist, volle Bewegungs- und Reisefreiheit im Empfangsstaat (Art. 26 WÜD).

### Befreiung von der Gerichtsbarkeit des Empfangsstaates
Nach Art. 31 WÜD genießt der Diplomat uneingeschränkt Immunität von der Strafgerichtsbarkeit des Empfangsstaates. Gegen einen Diplomaten darf in keinem Fall ein Strafverfahren oder Ordnungswidrigkeitenverfahren durchgeführt werden. Er darf nicht zu einem Gerichtstermin geladen werden, ausgenommen zur Klärung seines Diplomatenstatus, wenn eine Klärung anders nicht möglich ist. Ob die Tat, die Gegenstand des Verfahrens ist, in Ausübung des Dienstes oder während der Freizeit begangen wurde, ist unerheblich. Ungeahndet bleiben so Verbrechen wie Freiheitsberaubung, Körperverletzung und sogar Mord. Gleichwohl ergangene Urteile sind nichtig.
Auch von der Zivil- und Verwaltungsgerichtsbarkeit sowie von hiermit in Zusammenhang stehenden Vollstreckungsmaßnahmen genießt der Diplomat grundsätzlich Immunität; es gibt aber einige Ausnahmen (Art. 31 Abs. 1 WÜD).
Keine Befreiung von der Gerichtsbarkeit besteht
- bei dinglichen Klagen in Bezug auf privates unbewegliches Vermögen (z. B. eines dem Diplomaten gehörenden Grundstücks, nicht jedoch einer von ihm angemieteten Wohnung), es sei denn, dass der Diplomat dieses im Auftrag des Entsendestaats für die Zwecke der Mission im Besitz hat,
- bei Klagen in Nachlasssachen, in denen der Diplomat als Testamentsvollstrecker, Verwalter, Erbe oder Vermächtnisnehmer in privater Eigenschaft und nicht als Vertreter des Entsendestaats beteiligt ist und
- bei Klagen im Zusammenhang mit einem freien Beruf oder einer gewerblichen Tätigkeit, die der Diplomat im Empfangsstaat neben seiner amtlichen Tätigkeit ausübt (die ihm aber nach Art. 42 WÜD untersagt ist). Darunter fallen Geschäfte, die nicht alltäglich sind wie das Spekulieren an der Börse oder die Beteiligung an einem insolventen Unternehmen.

Ergehen in solchen Fällen Urteile, darf in das Vermögen des Diplomaten vollstreckt werden, das sich außerhalb der Privatwohnung befindet, z. B. in Bankkonten.
Die Immunität von der Gerichtsbarkeit des Empfangsstaates hindert einen Diplomaten nicht, freiwillig die Gerichte des Empfangsstaates in Anspruch zu nehmen, z. B., wenn er sich um die Anerkennung eines ausländischen Scheidungsurteils bemüht oder wenn er Sozialhilfe beantragt, weil Gehaltszahlungen des Entsendestaates ausbleiben. Strengt ein Diplomat ein Gerichtsverfahren an, so kann er sich zudem in Bezug auf eine Widerklage, die mit der Hauptklage in unmittelbarem Zusammenhang steht, nicht auf die Immunität von der Gerichtsbarkeit berufen (Art. 32 Abs. 3 WÜD, Art. 45 Abs. 3 WÜK).
Der Diplomat hat ein gerichtliches Zeugnisverweigerungsrecht in dienstlichen wie auch in allen privaten Angelegenheiten (Art. 31 Abs. 2 WÜD). Nur der Entsendestaat kann auf das Zeugnisverweigerungsrecht verzichten (Art. 32 Abs. 1 WÜD).

### Steuerbefreiung
Nach den Art. 23 und 34 WÜD genießt der Diplomat Befreiung von der Besteuerung des Empfangsstaates. Der Entsendestaat und der Missionschef sind hinsichtlich der in ihrem Eigentum stehenden und der von ihnen gemieteten bzw. gepachteten Räumlichkeiten der Mission von allen staatlichen, regionalen und kommunalen Steuern oder sonstigen Abgaben befreit, soweit diese nicht als Vergütung für bestimmte Dienstleistungen erhoben werden (Art. 23 Abs. 1 WÜD). Der Diplomat ist von allen staatlichen, regionalen und kommunalen Personal- und Realsteuern oder -abgaben befreit (Art. 34 WÜD). Ausgenommen hiervon sind
- die normalerweise im Preis von Waren oder Dienstleistungen enthaltenen indirekten Steuern (z. B. Mehrwertsteuer); hier hat sich jedoch abweichend von Art. 34 WÜD eine Staatenpraxis herausgebildet, wonach die meisten Staaten auf der Basis der Gegenseitigkeit auch Entlastung von indirekten Steuern (Mehrwertsteuer, Energiesteuer, Kraftfahrzeugsteuer, Versicherungsteuer) gewähren,
- Steuern und sonstige Abgaben von privatem, im Hoheitsgebiet des Empfangsstaats gelegenem unbeweglichen Vermögen, es sei denn, dass der Diplomat es im Auftrag des Entsendestaats für die Zwecke der Mission im Besitz hat,
- Erbschaftssteuern, die der Empfangsstaat erhebt, nicht jedoch in Bezug auf Gegenstände eines verstorbenen Diplomaten (Art. 39 Abs. 4 WÜD),
- Steuern und sonstige Abgaben von privaten Einkünften, deren Quelle sich im Empfangsstaat befindet, sowie Vermögensteuern von Kapitalanlagen in gewerblichen Unternehmen, die im Empfangsstaat gelegen sind,
- Steuern, Gebühren und sonstige Abgaben, die als Vergütung für bestimmte Dienstleistungen erhoben werden,
- Eintragungs-, Gerichts-, Beurkundungs-, Beglaubigungs-, Hypotheken- und Stempelgebühren in Bezug auf unbewegliches Vermögen.

In der Schweiz erhalten die Angehörigen des Diplomatischen Corps bei Vorlage der von der Eidgenössischen Zollverwaltung ausgestellten Petrol-Card bei bestimmten Tankstellen des Unternehmens Shell (Switzerland) abgabenfreie Kraftstoffe.
Keine Befreiung besteht für Parkgebühren an Parkscheinautomaten für die Nutzung des öffentlichen Verkehrsraums, weil sie eine Gegenleistung für eine bestimmte Dienstleistung sind. Die Bezahlung von Parkgebühren kann jedoch nicht mit Verwaltungszwang durchgesetzt werden.

### Zollbefreiung, Kontrolle des persönlichen Reisegepäcks, Flugsicherheitskontrollen
Gegenstände für den amtlichen Gebrauch der Mission und Gegenstände für den persönlichen Gebrauch des Diplomaten oder eines zu seinem Haushalt gehörenden Familienmitglieds einschließlich der für seine Einrichtung vorgesehenen Gegenstände sind von allen Zöllen, Steuern und ähnlichen Abgaben mit Ausnahme von Gebühren für Einlagerung, Beförderung und ähnlichen Dienstleistungen befreit (Art. 36 Abs. 1 WÜD).
Der Diplomat genießt auch Befreiung von der Zollkontrolle seines persönlichen Gepäcks, sofern nicht triftige Gründe für die Vermutung vorliegen, dass es Gegenstände enthält, für welche die Zoll- und Steuerbefreiungen nicht gelten oder deren Ein- oder Ausfuhr nach dem Recht des Empfangsstaats verboten oder durch Quarantänevorschriften geregelt ist. In solchen Fällen darf die Kontrolle nur in Anwesenheit des Diplomaten oder seines ermächtigten Vertreters stattfinden (Art. 36 Abs. 2 WÜD).
Ein triftiger Grund liegt nur vor, wenn objektiv vorhandene, gleichsam „ins Auge springende“ Hinweise auf eine missbräuchliche Verwendung vorliegen.
Am Flughafen ist der Diplomat berechtigt, die im Rahmen der Flugsicherheitskontrollen vorzunehmende Leibesvisitation und Kontrolle seines persönlichen Gepäcks zu verweigern. In diesem Fall wird ihm in Deutschland „mit ausgesuchter Höflichkeit“ (Originalwortlaut Auswärtiges Amt) mitgeteilt, dass er von der Beförderung ausgeschlossen sei, wenn er sich nicht freiwillig der Personenkontrolle unterziehe. Anspruch, unter Berufung auf seinen Diplomatenstatus unkontrolliert durchgelassen zu werden, hat er nicht.

### Weitere Privilegien
Der Diplomat unterliegt nicht den Vorschriften über die soziale Sicherheit (Art. 33 Abs. 1 und 3 WÜD) und ist von persönlichen Dienstleistungen (Art. 35 WÜD) und der Pflicht, sich nach dem Meldegesetz anzumelden und einen Aufenthaltstitel einzuholen, befreit (arg. Art. 10 Abs. 1 Buchst. a WÜD, in Deutschland umgesetzt in § 1 Abs. 2 Nr. 2 und 3 AufenthG sowie in § 26 BMG).

## Inhaber der Vorrechte und Befreiungen
Begünstigte der diplomatischen Vorrechte und Befreiungen sind grundsätzlich alle Bediensteten einer Mission und die im Haushalt der Bediensteten lebenden Familienangehörigen sowie das Hauspersonal. Die vorstehend aufgeführten Vorrechte und Befreiungen stehen jedoch nicht jedem Angehörigen des diplomatischen Personals und teilweise auch nicht allen Mitgliedern der Mission in vollem Umfang zu. Der Umfang der jeweiligen Rechte bestimmt sich nach dem Rang und der Stellung, die dem jeweiligen Bediensteten im diplomatischen Dienst des Entsendestaats zukommt.
In Deutschland hat das Auswärtige Amt das diplomatische Personal in Anlehnung an die Begriffsdefinitionen in Art. 1 WÜD in insgesamt 11 Gruppen eingeteilt, für die der Chef des Protokolls des Auswärtigen Amts besondere Ausweise ausstellt:

### Diplomatische Missionen

#### Diplomaten

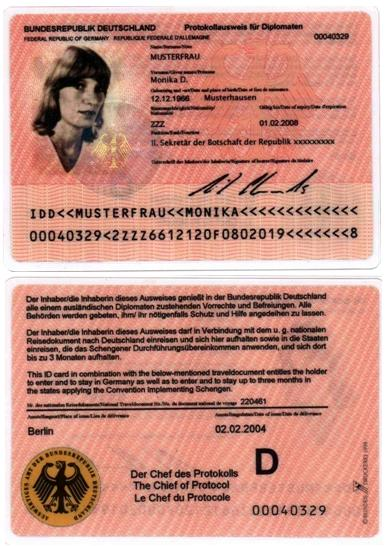
Roter Protokollausweis in Deutschland für die Mitglieder ausländischer Vertretungen und internationaler Organisationen (laminierte Plastikkarte im Format 110 mm × 80 mm); hier mit dem Kennbuchstaben „D“. Die letzte Ausstellung in dieser Form war am 14. Oktober 2019, nun Kreditkartenformat.

Diplomaten im engeren Sinne sind die Missionschefs (Botschafter, Apostolischer Nuntius, Geschäftsträger) und sonstige Mitglieder des diplomatischen Personals wie Gesandte, Botschaftsräte, Botschaftssekretäre und Attachés der Botschaften und der Apostolischen Nuntiatur und die Sonderattachés der Botschaften, z. B. Wirtschafts-, Handels-, Finanz-, Landwirtschafts-, Kultur-, Presse-, Militärattachés und die Botschaftsseelsorger und -ärzte.
Familienangehörige sind die Ehepartner und unverheirateten Kinder, die nicht älter als 27 Jahre sind und mit dem Diplomaten in häuslicher Gemeinschaft leben. Auch gleichgeschlechtliche Lebenspartner können unter bestimmten Bedingungen Familienangehörige eines Diplomaten sein, nicht aber die Eltern oder Schwiegereltern des Diplomaten.
Diplomaten im vorstehenden Sinne genießen alle diplomatischen Vorrechte und Befreiungen sowohl für den dienstlichen als auch im privaten Bereich. Derselbe umfassende Schutz steht den Familienangehörigen eines Diplomaten zu (Art. 37 Abs. 1 WÜD). Diese Form des Schutzes wird auch persönliche Immunität genannt, weil sie im Unterschied zur funktionalen Immunität auch den außerdienstlichen Bereich einschließt.
Diese Personengruppe erhält vom Auswärtigen Amt einen roten Sonderausweis mit dem Kennbuchstaben „D“ (siehe nebenstehende Abbildung).

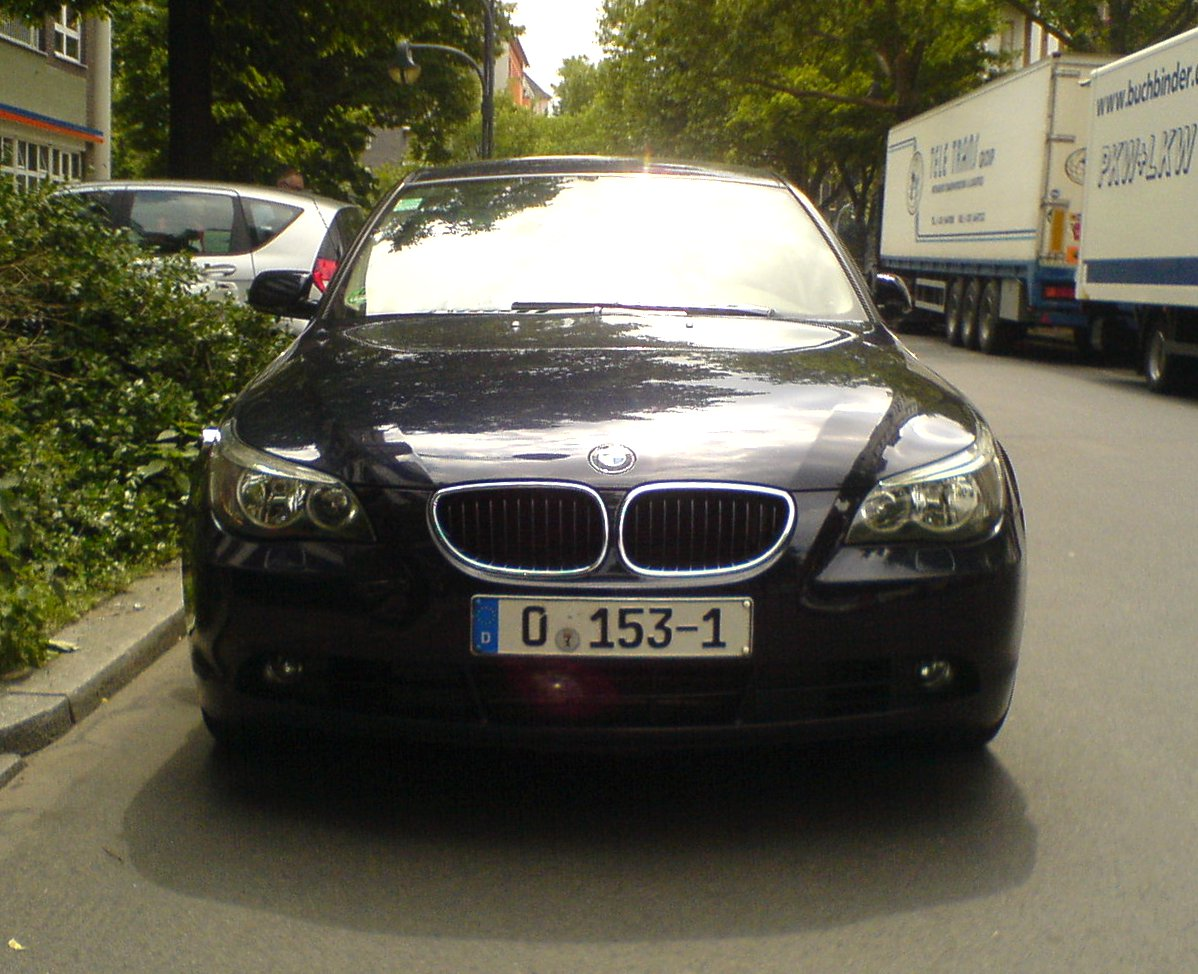
Fahrzeug des zyprischen Botschafters in Deutschland mit einem Sonderkennzeichen

Dienst- und Privatfahrzeuge der Diplomaten und ihrer Familienangehörigen erhalten in Deutschland zur Kennzeichnung ihres Status besondere Kennzeichen, die mit einer Null beginnen. An Personenkraftwagen ist ein länglich-ovales -Zusatzschild anzubringen. Zu den technischen Einzelheiten

#### Bedienstete des Verwaltungs- und technischen Personals an Botschaften
In diese Gruppe fallen Kanzleibeamte, Chiffreure, Übersetzer und Schreibkräfte und ihre Familienangehörigen. Dieser Personenkreis erhält in Deutschland einen Diplomatenausweis mit dem Kennbuchstaben „VB“.
Bedienstete des Verwaltungs- und technischen Personals einer Botschaft genießen die diplomatischen Vorrechte und Befreiungen grundsätzlich wie der Diplomat, Befreiung von der Zivil- und Verwaltungsgerichtsbarkeit jedoch nur in Bezug auf Handlungen, die in Ausübung der dienstlichen Tätigkeit vorgenommen wurden (Art. 37 Abs. 2 WÜD, § 18 GVG). Das sind Handlungen, die für den Dienst oder dienstlich angeordnete Veranstaltungen unumgänglich sind, mithin auch Fahrten zum und vom täglichen Dienst. Insofern wird von der funktionalen Immunität gesprochen.
Da bei den Familienmitgliedern des Verwaltungs- und technischen Personals – der Kreis deckt sich mit dem der Familienangehörigen von Diplomaten – dienstliche Handlungen nicht möglich sind, genießen diese – anders als die Familienangehörigen von Diplomaten – keine Befreiung von der Zivil- und Verwaltungsgerichtsbarkeit.
Dienst- und Privatfahrzeuge des Verwaltungs- und technischen Personals an Botschaften und Fahrzeuge der Familienangehörigen erhalten in Deutschland zur Kennzeichnung ihres Status besondere Kennzeichen, die mit dem Buchstaben „B“ oder „BN“ beginnen und dem eine Zahl als Länderkennung unmittelbar folgt. Ein CD-Zusatzschild darf an diesen Fahrzeugen nicht angebracht sein. Zu den technischen Einzelheiten

#### Dienstliches Hauspersonal an Botschaften
Hierunter fallen beispielsweise Kraftfahrer, Pförtner, Boten, Gärtner, Köche und Nachtwächter der diplomatischen Mission. Dieser Personenkreis – einschließlich der Familienangehörigen – erhält in Deutschland einen Diplomatenausweis mit dem Kennbuchstaben „DP“.
Angehörige dieser Personengruppe genießen die diplomatischen Vorrechte und Befreiungen mit folgenden Einschränkungen: Befreiung von der Straf-, Zivil- und Verwaltungsgerichtsbarkeit genießen diese Personen nur in Bezug auf Handlungen, die in Ausübung der dienstlichen Tätigkeit wahrgenommen werden (Art. 37 Abs. 3 WÜD, § 18 GVG). Dazu gehören Tätigkeiten, die für den Dienst oder dienstlich angeordnete Veranstaltungen unumgänglich sind. Ob dazu auch Fahrten zum und vom täglichen Dienst gehören, ist unklar.
Diese Personengruppe muss keine Steuern oder sonstigen Abgaben auf die erhaltenen Dienstbezüge leisten. Außerdem ist ein solcher Bediensteter von den Vorschriften über die soziale Sicherheit (Art. 37 Abs. 3 WÜD) und von der Pflicht, sich nach dem Meldegesetz anzumelden und einen Aufenthaltstitel einzuholen, befreit (arg. Art. 10 Abs. 1 Buchst. a) WÜD, § 1 Abs. 2 Nr. 2 und 3 AufenthG, § 23 Hess. Meldegesetz und die entsprechenden Vorschriften der Meldegesetze der anderen Länder).
Familienangehörige des dienstlichen Hauspersonals genießen keine Privilegien. Wegen ihres engen Kontakts zu einer bevorrechtigten Person sind sie jedoch mit ausgesprochener Höflichkeit zu behandeln; etwaige Maßnahmen sollten ihnen gegenüber nicht vorschnell getroffen werden. In Deutschland sind sie vom Erfordernis der Einholung eines Aufenthaltstitels befreit (§ 27 Abs. 1 Nr. 2 AufenthV).
Die Privatfahrzeuge des dienstlichen Hauspersonals erhalten keine Sonderkennzeichen, sondern gewöhnliche Zivilkennzeichen. Ihnen sind jedoch für den Sitz Berlin die Kennzeichengruppen B-FA 1000 bis B-FA 9999 und für den Sitz Bonn die Kennzeichengruppen BN-AA 1000 bis BN-AA 9999 zuzuteilen.

### Konsularische Vertretungen

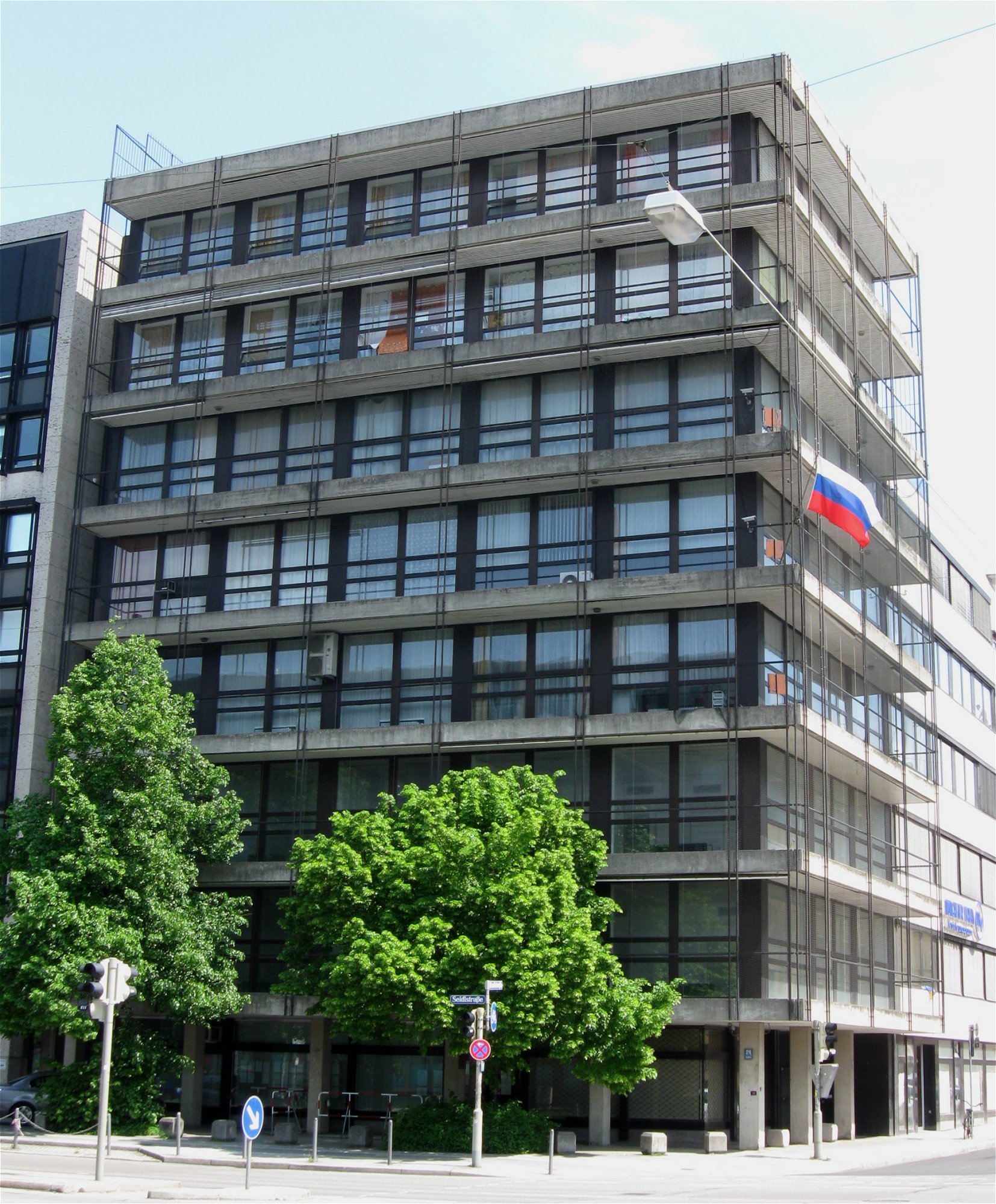
Russisches Generalkonsulat in München

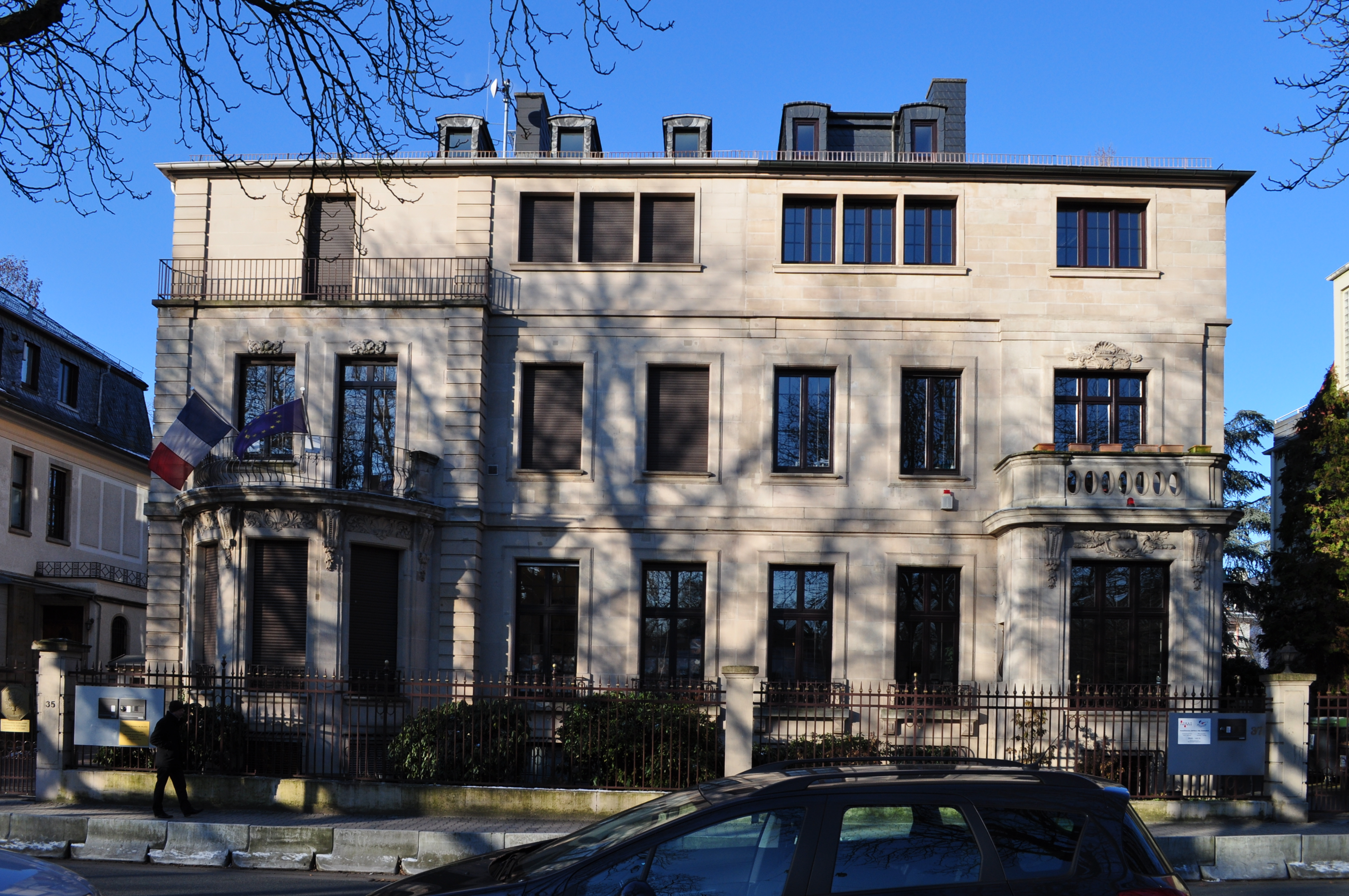
Ehemaliges französisches Generalkonsulat in Frankfurt am Main

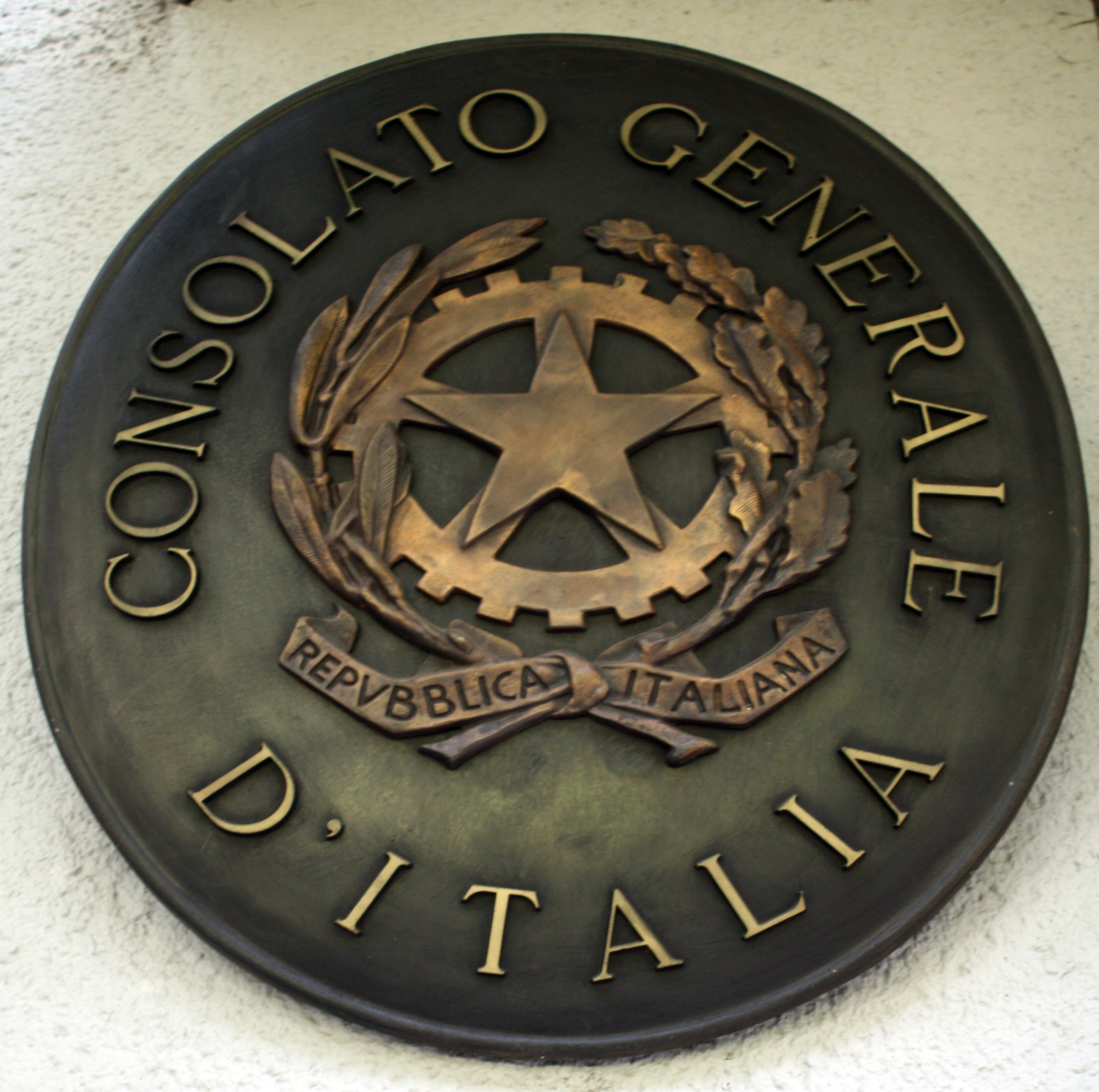
Schild des Italienischen Generalkonsulats in Köln

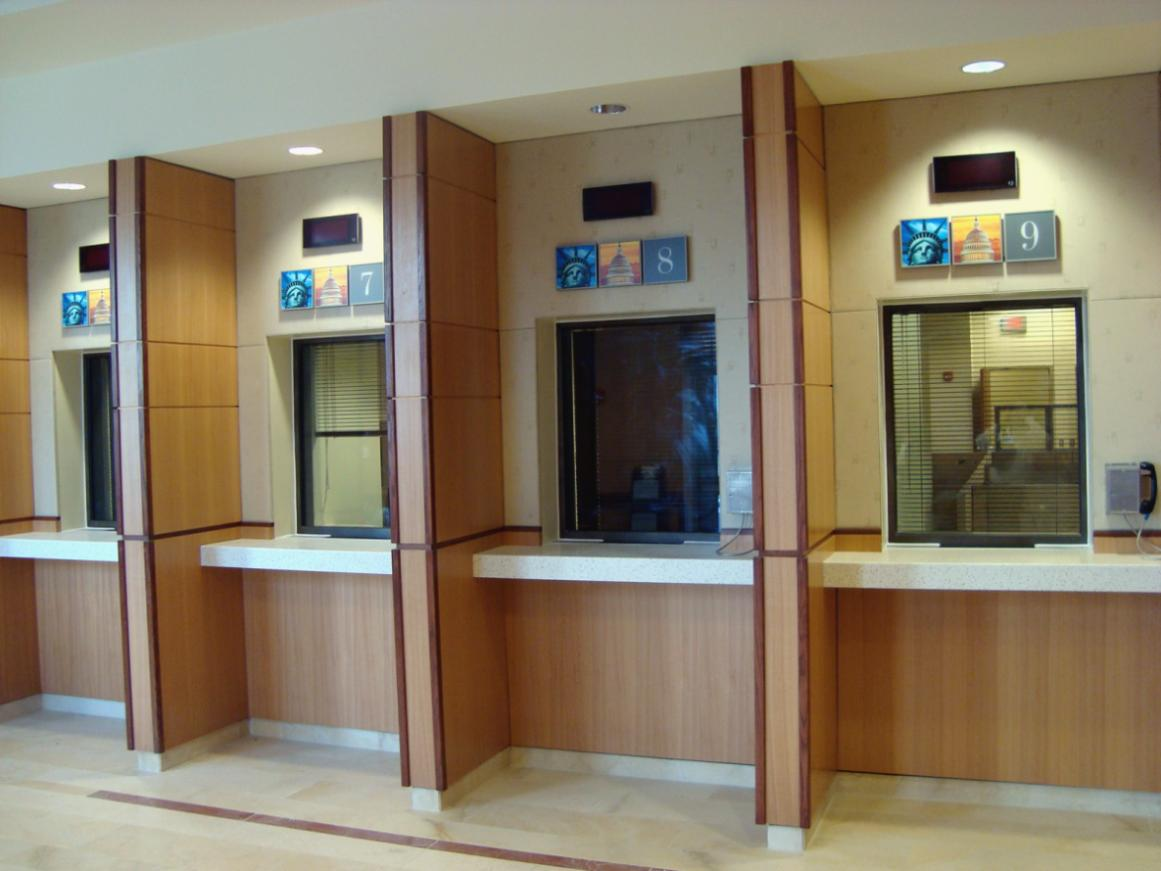
Konsularabteilung der US-Botschaft in Skopje, Nordmazedonien

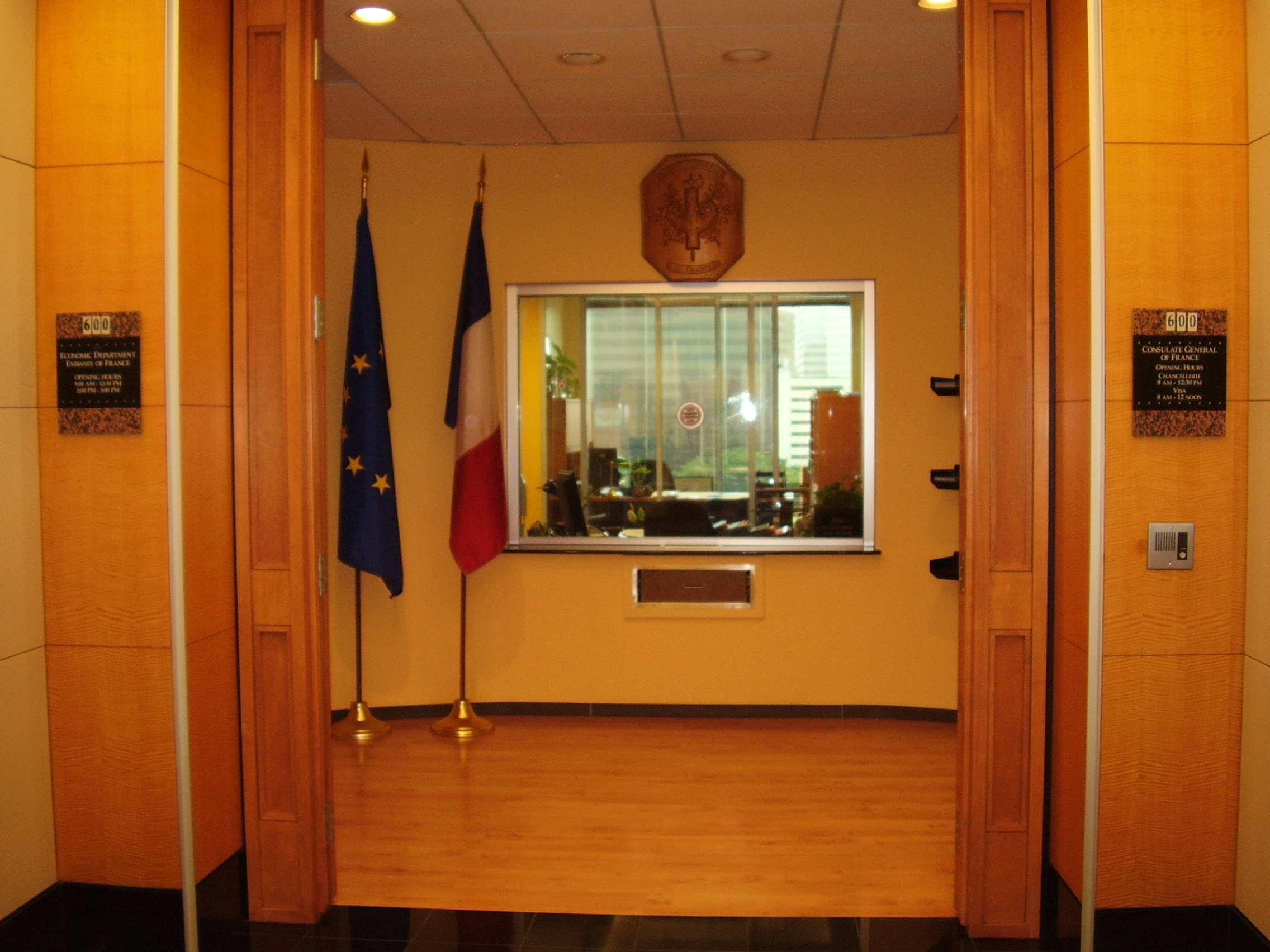
Französisches Generalkonsulat in Houston, USA

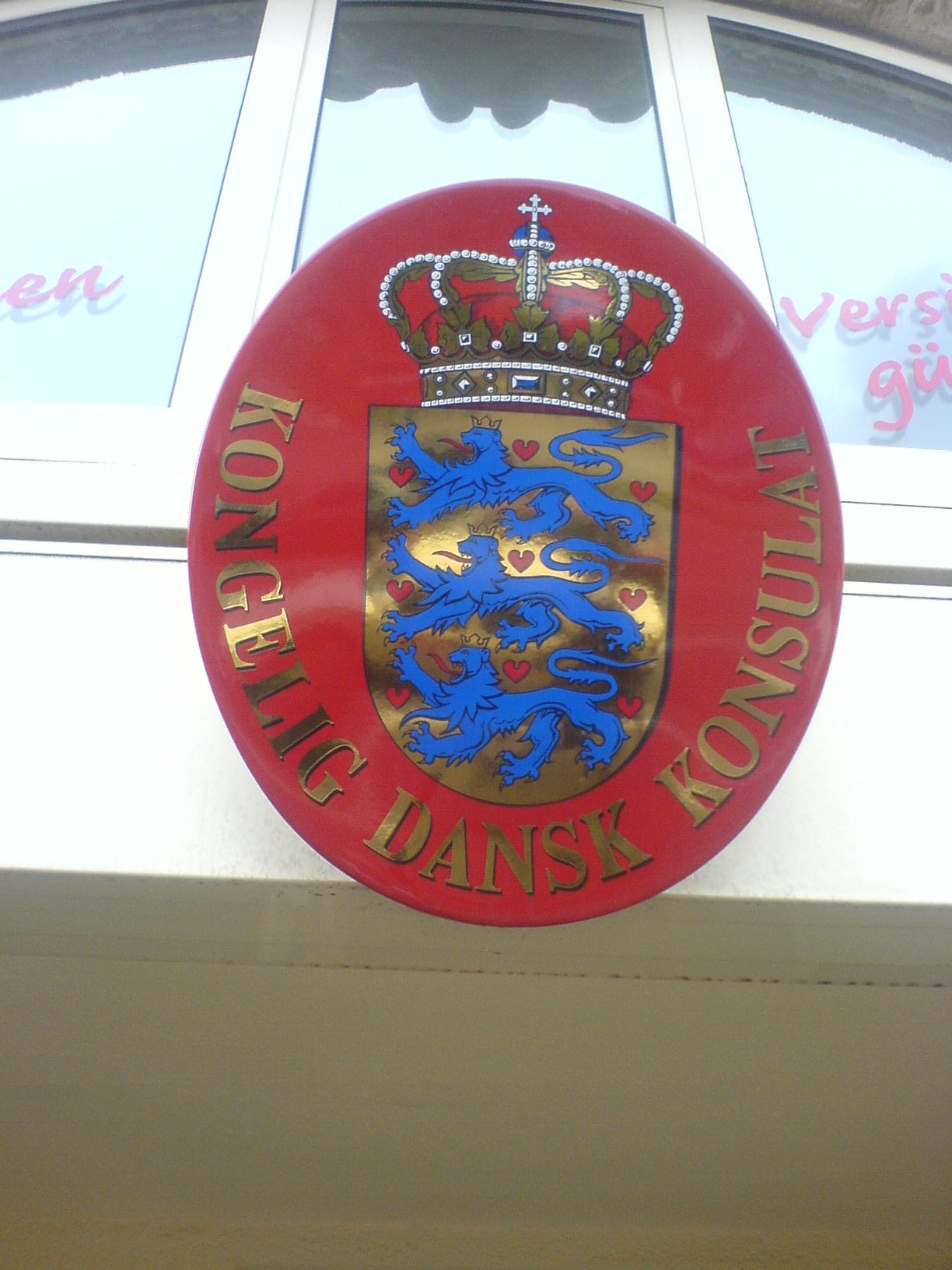
Schild des Dänischen Konsulats in München

Ursprünglich waren Konsuln nicht in erster Linie dazu berufen, die Beziehungen zwischen Herkunftsstaat und Empfangsstaat zu pflegen. Im Mittelalter lebten die Kaufleute eines Herkunftslandes im Ausland in großen Kaufmannskolonien zusammen. Wegen des damals noch geltenden Personalitätsprinzips unterstanden sie der Rechtsordnung ihres Heimatlandes. Der Konsul wurde von diesen Kaufleuten gewählt, um untereinander bestehende Streitigkeiten zu schlichten. Über Jahrhunderte hinweg übten Konsuln die Straf- und Zivilgerichtsbarkeit über ihre Landsleute aus. Seit dem 16. Jahrhundert begann jedoch eine allmählich einsetzende Veränderung. Die Konsuln wurden nicht mehr gewählt, sondern als offizielle Vertreter ihrer Herrscher entsandt. Da mit dem vordringenden Territorialitätsprinzip in der Ausübung von Gerichtsbarkeit ein unzulässiger Eingriff in die Hoheitsgewalt des Gastlandes gesehen wurde, verlagerten sich die Aufgaben des Konsuls auf die Vertretung der Wirtschafts- und Handelsinteressen des Heimatlandes im Gastland.
Während sich die berufskonsularischen Vertretungen in der Gegenwart immer mehr dem Status diplomatischer Missionen annähern und dort Diplomaten des Entsendestaates eingesetzt werden, lebt in den Honorarkonsulaten die alte Tradition des Kaufmanns, der mit hoheitlichen Funktionen ausgestattet ist, weiter: Mit dem Amt eines Honorarkonsuls werden meistens seriöse Geschäftsleute betraut, die sich um die wirtschaftliche Entwicklung der Beziehungen zwischen Entsendestaat und Empfangsstaat verdient gemacht haben. Das Amt wird ehrenhalber verliehen und vom Herkunftsstaat nicht vergütet. Nicht selten ist das Honorarkonsulat in den Geschäftsräumen des Unternehmens untergebracht, das der Honorarkonsul im Hauptberuf leitet. Die meisten Honorarkonsuln sind jedoch – was völkerrechtlich akzeptiert wird – Staatsangehörige des Empfangsstaates.
Vorrechte und Befreiungen gegenüber dem Empfangsstaat bestehen bei Konsularbeamten traditionell nur eingeschränkt; sie sind in der Regel auf den dienstlichen Tätigkeitsbereich beschränkt.

#### Konsularbeamte
Konsularbeamte im Sinne dieses Abschnitts sind Generalkonsuln, Konsuln, Vizekonsuln, Konsularagenten und andere mit der hauptamtlichen Wahrnehmung von konsularischen Aufgaben beauftragte Personen (sogenannte Berufskonsularbeamte). Für Honorarkonsularbeamte gelten besondere Regelungen (siehe Abschnitt Honorarkonsularbeamte).
Berufskonsularbeamte dürfen im Empfangsstaat keinen freien Beruf und keine gewerbliche Tätigkeit ausüben, die auf persönlichen Gewinn gerichtet sind (Art. 57 Abs. 1 WÜK). Dieser Personenkreis erhält in Deutschland einen Diplomatenausweis mit dem Kennbuchstaben „K“.
Berufskonsularbeamte genießen viele Befreiungen und Vorrechte, die auch Diplomaten zustehen:

##### Unverletzlichkeit des Missionsgebäudes
Das Missionsgebäude eines Berufskonsulats (Generalkonsulat, Konsulat) ist unverletzlich (Art. 31 Abs. 1 WÜK). Die Behörden des Empfangsstaats dürfen den Teil der konsularischen Räumlichkeiten, den die konsularische Vertretung ausschließlich für ihre dienstlichen Zwecke benutzt, nur mit Zustimmung des Leiters der konsularischen Vertretung oder einer von ihm bestimmten Person oder des Chefs der diplomatischen Mission des Entsendestaats betreten. Jedoch kann bei Feuer oder einem anderen Unglück, wenn sofortige Schutzmaßnahmen erforderlich sind, die Zustimmung des Leiters der konsularischen Vertretung vermutet werden (Art. 31 Abs. 2 WÜK).
Zur Unverletzlichkeit der konsularischen Vertretung zählen auch die im Konsulat dienstlich genutzten Telefonanschlüsse, die auch dann nicht überwacht werden dürfen, wenn sich der zugrunde liegende Tatverdacht auf private Handlungen bezieht, die der Entsendestaat nicht billigt. Die Protokolle der Gespräche zweier Konsularbeamter, die von einem Telefonanschluss des Generalkonsulats mit einem in einer Haftanstalt beschäftigten Sozialarbeiter geführt wurden, um die vertraulichen Daten von dort inhaftierten eigenen Staatsangehörigen auszuspähen, durften in einem Strafverfahren nicht verwendet werden, weil das Abhören der Telefonate gegen Art. 31 Abs. 2 WÜK verstieß.
Der Empfangsstaat hat die besondere Pflicht, alle geeigneten Maßnahmen zu treffen, um die konsularischen Räumlichkeiten vor jedem Eindringen und jeder Beschädigung zu schützen und um zu verhindern, dass der Friede der konsularischen Vertretung gestört oder ihre Würde beeinträchtigt wird (Art. 31 Abs. 3 WÜK).
Die konsularischen Räumlichkeiten, ihre Einrichtung, das Vermögen der konsularischen Vertretung und deren Beförderungsmittel genießen nach dem WÜK nur Immunität von jeder Beschlagnahme für Zwecke der Landesverteidigung oder des öffentlichen Wohls. Ist für solche Zwecke eine Enteignung notwendig, so werden alle geeigneten Maßnahmen getroffen, damit die Wahrnehmung der konsularischen Aufgaben nicht behindert wird; dem Entsendestaat wird sofort eine angemessene und wirksame Entschädigung gezahlt (Art. 31 Abs. 4 WÜK). Trotz des einschränkenden Wortlauts von Art. 31 Abs. 4 WÜK gilt auch bei Konsulaten das für diplomatische Missionen geltende Verbot der Durchsuchung, Beschlagnahme, Pfändung oder Vollstreckung (Art. 22 WÜD) entsprechend.

##### Steuerbefreiung der konsularischen Vertretung
Die konsularischen Räumlichkeiten und die Residenz des eine konsularische Vertretung leitenden Berufskonsularbeamten, die im Eigentum des Entsendestaats oder einer für diesen handelnden Person stehen oder von ihnen gemietet oder gepachtet sind, sind von allen staatlichen, regionalen und kommunalen Steuern oder sonstigen Abgaben befreit, soweit diese nicht als Vergütung für bestimmte Dienstleistungen erhoben werden (Art. 32 Abs. 1 WÜK). Die Steuerbefreiung gilt nicht für Steuern und Abgaben, die von einer Person zu entrichten sind, die mit dem Entsendestaat oder der für diesen handelnden Person Verträge geschlossen hat (Art. 32 Abs. 2 WÜK).

##### Unverletzlichkeit der konsularischen Archive
Die konsularischen Archive und Schriftstücke sind jederzeit unverletzlich, wo immer sie sich befinden (Art. 33 WÜK).

##### Vorrechte und Befreiungen der Berufskonsularbeamten
Im Übrigen gelten für Berufskonsularbeamte folgende Vorrechte und Befreiungen:
- Befreiung von Besteuerung (Art. 49 Abs. 1 WÜK),
- Maßnahmen zum Schutz der Gesundheit des Diplomaten und der Bevölkerung,
- Befreiung von Zöllen und ähnlichen Abgaben hinsichtlich der Einfuhr persönlicher Gegenstände sowie Zollkontrollen (Art. 50 Abs. 1 WÜK),
- Freizügigkeit (Art. 34 WÜK),
- Befreiung von den Vorschriften über soziale Sicherheit (Art. 48 Abs. 1 WÜK),
- Befreiung von persönlichen und öffentlichen Dienstleistungen (Art. 52 WÜK),
- Befreiung von der Ausländermelde- und Aufenthaltstitelpflicht (Art. 46 Abs. 1 WÜK).

Folgende Einschränkungen bestehen:

##### Befreiung von der Gerichtsbarkeit im dienstlichen Bereich
Die Befreiung von der Straf-, Zivil- und Verwaltungsgerichtsbarkeit genießen Berufskonsularbeamte nur in Bezug auf Handlungen, die sie in Wahrnehmung konsularischer Aufgaben vorgenommen haben (Art. 43 WÜK; § 19 GVG; sogenannte Amtsimmunität oder funktionale Immunität). Der Begriff ist weit zu verstehen. Er umfasst nicht nur die eigentliche Amtshandlung, sondern auch Akte in engem sachlichen und zeitlichen Zusammenhang mit der Amtshandlung, z. B. Fahrten zum und vom täglichen Dienst, Fahrten zum Flughafen, um Kuriergepäck abzuholen, oder Fahrten zu hilfsbedürftigen Staatsangehörigen des Entsendestaats. Kein Bezug zum Dienst besteht bei Urlaubs- oder Wochenendreisen.
Konsularbeamte sind dann nicht von der Zivilgerichtsbarkeit befreit, wenn die Klage aufgrund eines Vertrages erhoben wurde, den der Konsularbeamte geschlossen hat, ohne erkennbar im Auftrag seines Entsendestaates zu handeln (sogenannte Rechtsscheinhaftung) oder wenn die Klage von einem Dritten wegen eines Schadens angestrengt wird, der aus einem im Empfangsstaat durch ein Land-, Wasser- und Luftfahrzeug verursachten Unfall (z. B. Verkehrsunfall) entstanden ist (Art. 43 Abs. 2 WÜK).
Für Handlungen, die amtlich vorgenommen werden, genießt der Konsularbeamte umfassenden Schutz vor staatlichen Eingriffen. Konsularbeamte unterliegen wegen Handlungen, die in Wahrnehmung konsularischer Aufgaben vorgenommen worden sind, weder der Gerichtsbarkeit des Empfangsstaats noch Eingriffen seiner Verwaltungsbehörden (Art. 43 Abs. 1 WÜK). Bei schweren strafbaren Handlungen und wenn eine Entscheidung der zuständigen Justizbehörde vorliegt, kann eine verhältnismäßige Zwangshandlung jedoch gerechtfertigt sein, da der persönliche Schutz des Konsularbeamten völkerrechtlich nicht so umfassend ausgestaltet ist wie bei Diplomaten (vgl. Art. 41 Abs. 1 WÜK).

##### Beschränkte Gerichtsbarkeit im privaten Bereich
Im privaten Bereich ist der Schutz von Berufskonsularbeamten insgesamt geringer als bei Botschaftsangehörigen. Außer in dem Fall einer schweren strafbaren Handlung dürfen Konsularbeamte weder inhaftiert noch auf andere Weise in ihrer persönlichen Freiheit beschränkt werden, es sei denn in Vollstreckung einer rechtskräftigen gerichtlichen Entscheidung (Art. 41 Abs. 2 WÜK). Wird gegen einen Konsularbeamten ein Strafverfahren eingeleitet, hat er vor den zuständigen Behörden zu erscheinen. Jedoch ist das Verfahren mit der ihm auf Grund seiner amtlichen Stellung gebührenden Rücksicht und, außer in dem Fall einer schweren strafbaren Handlung, in einer Weise zu führen, welche die Wahrnehmung der konsularischen Aufgaben möglichst wenig beeinträchtigt. Ist es im Fall einer schweren strafbaren Handlung notwendig geworden, einen Konsularbeamten in Untersuchungshaft zu nehmen, so ist das Verfahren gegen ihn in kürzester Frist einzuleiten (Art. 41 Abs. 3 WÜK).
Was eine schwere strafbare Handlung ist, entscheidet das mit der Haftprüfung befasste Gericht.
Wird ein Mitglied des konsularischen Personals festgenommen, in Untersuchungshaft genommen oder wird ein Strafverfahren gegen dieses Mitglied eingeleitet, hat der Empfangsstaat sofort den Leiter der konsularischen Vertretung zu benachrichtigen. Ist dieser selbst von einer der genannten Maßnahmen betroffen, hat der Empfangsstaat den Entsendestaat auf diplomatischem Wege zu benachrichtigen (Art. 42 WÜK).
Bei außerdienstlichen Fahrten im Straßenverkehr unterliegt der Konsularbeamte der Strafverfolgung oder dem Bußgeldverfahren. Alkoholtests können aber nur dann durchgeführt werden, wenn eine schwere strafbare Handlung vorliegt. Bei folgenlos gebliebenen Trunkenheitsfahrten, die im Erstbegehungsfall in Deutschland mit einer mäßigen Geldstrafe geahndet werden, ist davon in der Regel nicht auszugehen. In anderen Ländern kann jedoch eine andere Beurteilung geboten sein. Der Entzug der Fahrerlaubnis im Zusammenhang mit einer Privatfahrt beeinträchtigt zwangsläufig auch die dienstliche Aufgabenwahrnehmung und ist deshalb nicht zulässig.
In der Staatenpraxis nähert sich der Status der Konsularbeamten bei nicht-dienstlichem Verhalten trotz des hinter Diplomaten zurückbleibenden Schutzes des WÜKs dem Status des Diplomaten. Zwangsmaßnahmen sind jedenfalls dann nicht erlaubt, wenn schon die freiheitsentziehende Maßnahme nicht erlaubt ist, wenn also keine schwere strafbare Handlung vorliegt. Der Konsularbeamte ist in jedem Fall mit besonderer Höflichkeit zu behandeln.

##### Keine Unverletzlichkeit der Privatwohnung eines Konsularbeamten
Die Privatwohnungen von Mitgliedern der konsularischen Vertretungen, einschließlich des Leiters, genießen nicht das Privileg der Unverletzlichkeit.

##### Zeugenschaftliche Einvernahme vor Gericht

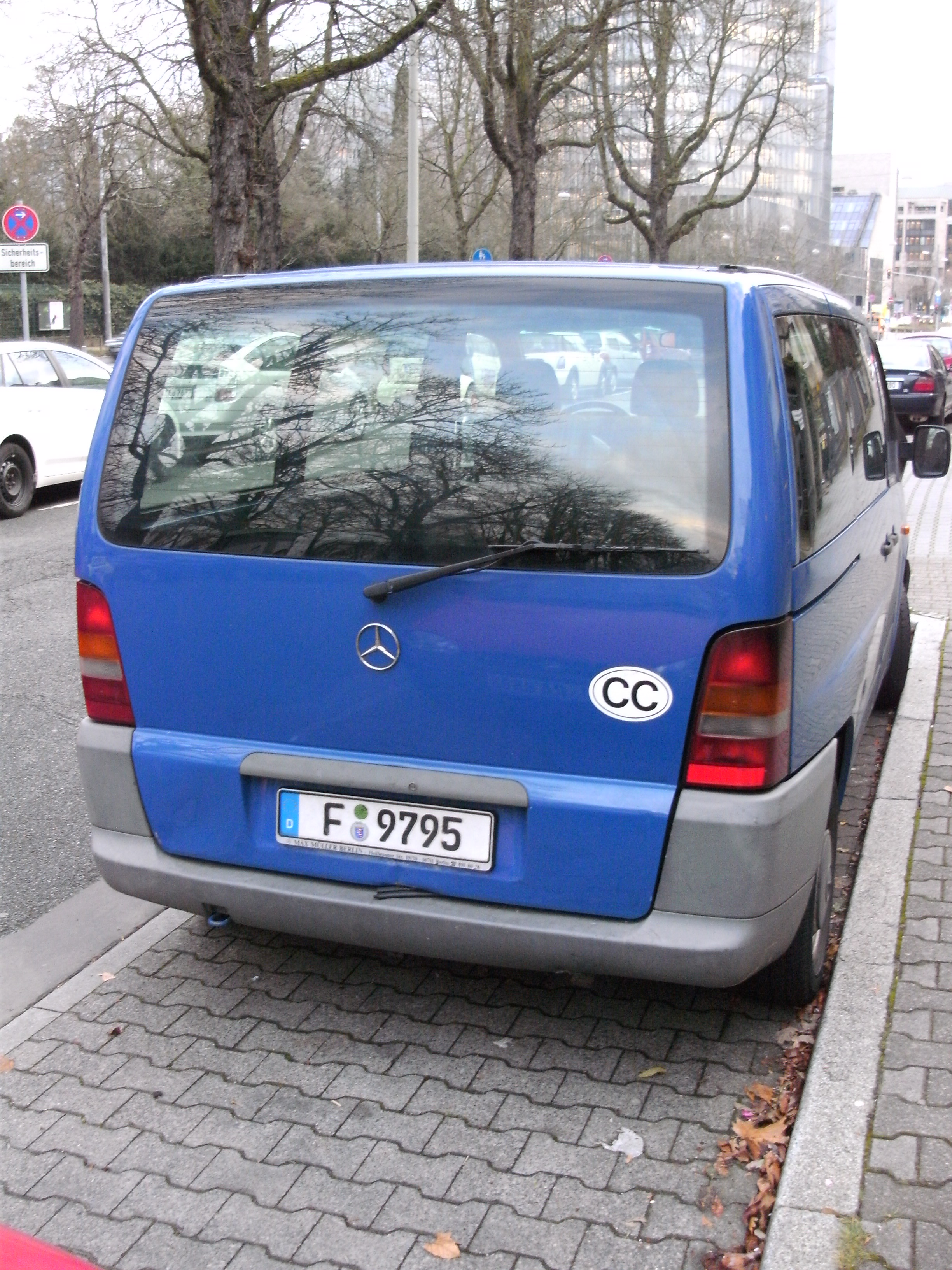
Dienstfahrzeug eines Berufskonsulats in Frankfurt am Main

Mitglieder einer konsularischen Vertretung können in einem Gerichts- oder Verwaltungsverfahren als Zeugen geladen werden (Art. 44 Abs. 1 WÜK). Sie sind jedoch nicht verpflichtet, Zeugnis über Angelegenheiten zu geben, die mit der Wahrnehmung ihrer Aufgaben zusammenhängen, oder die darauf bezüglichen amtlichen Korrespondenzen und Schriftstücke vorzulegen (Art. 44 Abs. 3 WÜK). Darüber hinaus kann der Konsularbeamte auch im privaten Bereich das Zeugnis verweigern (arg. Art. 44 Abs. 1 Satz 2 WÜK). Weigert sich ein Konsularbeamter auszusagen, dürfen gegen ihn keine Zwangs- oder Strafmaßnahmen getroffen werden.

##### Familienangehörige von Berufskonsularbeamten
Die Familienangehörigen von Berufskonsularbeamten genießen Befreiung von der Besteuerung und Zöllen (Art. 50 Abs. 1 Buchstabe b WÜK), von persönlichen Dienstleistungen und Auflagen sowie von der Ausländermeldepflicht und Aufenthaltstitelpflicht (Art. 46 Abs. 1 WÜK) und von den Vorschriften über die soziale Sicherheit (Art. 48 Abs. 1 WÜK). Im Unterschied zum Berufskonsularbeamten (Art. 57 Abs. 1 WÜK) dürfen seine Familienangehörigen einer privaten Erwerbstätigkeit nachgehen, genießen insofern jedoch keine Vorrechte (Art. 57 Abs. 2 WÜK).
Weitere Vorrechte haben die Familienangehörigen nicht. Gesandtschaftlich politische Rücksichtnahme kann es aber – auch ohne völkerrechtlichen Anspruch – erfordern, Familienmitgliedern im privaten Bereich dieselbe persönliche Unverletzlichkeit zuzugestehen wie dem Konsularbeamten selbst.
Familienangehörige von Konsularbeamten erhalten in Deutschland einen Diplomatenausweis mit dem Kennbuchstaben „KF“.
In Deutschland sind die Dienst- und Privatfahrzeuge der Berufskonsularbeamten am Sitz der Vertretung zuzulassen. Sie erhalten ein Kennzeichen mit dem Unterscheidungszeichen des Zulassungsbezirks. Diesem Unterscheidungszeichen folgt unmittelbar eine drei- bis fünfstellige Zahl (z. B. F-9250 für ein in Frankfurt am Main zugelassenes Fahrzeug). Personenkraftwagen sind zusätzlich mit einem länglich-ovalen -Zusatzschild auszustatten. Zu den technischen Einzelheiten
Die Privatfahrzeuge der Familienangehörigen erhalten keine besonderen Kennzeichen.

#### Bedienstete des Verwaltungs- und technischen Personals an Konsulaten

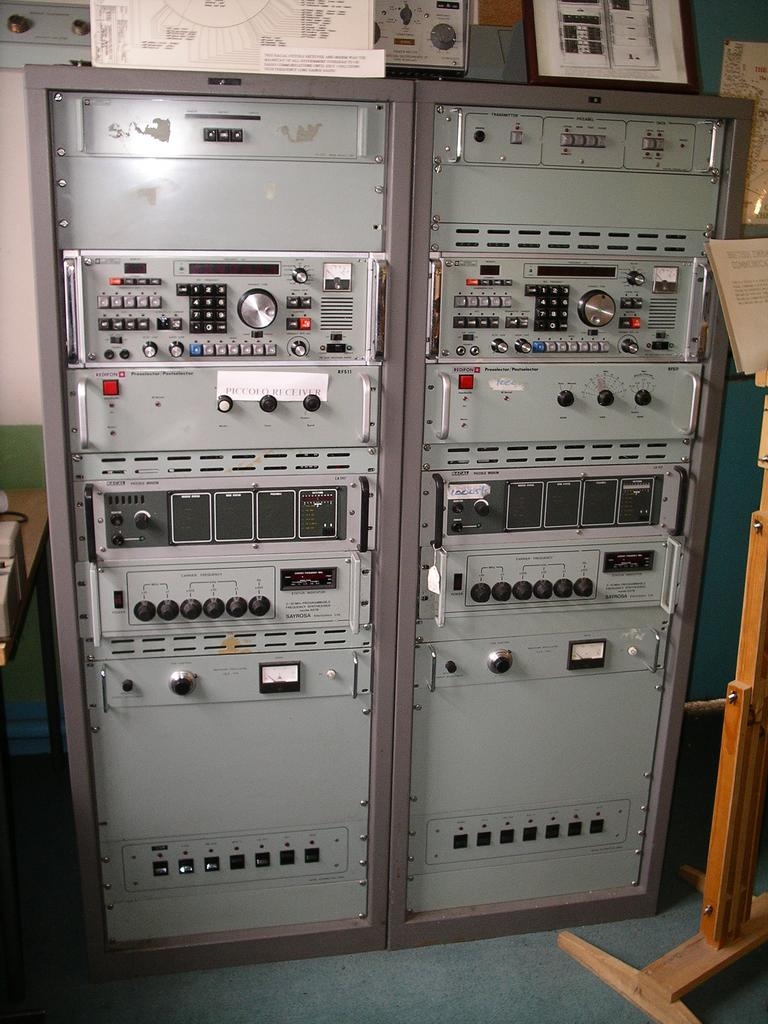
Das bis 1993 im diplomatischen Dienst des Foreign Offices Großbritanniens eingesetzte Radiotelex-Gerät Piccolo

Mitglieder dieser Personengruppe sind Kanzleibeamte, Chiffreure, Übersetzer und Schreibkräfte der konsularischen Einrichtung. Dieser Personenkreis erhält in Deutschland einen Diplomatenausweis mit dem Kennbuchstaben „VK“.
Das Verwaltungs- und technische Personal genießt hinsichtlich seiner dienstlichen Tätigkeit dieselbe (gegenüber Diplomaten begrenzte) Immunität wie Konsularbeamte. In Bezug auf private Erwerbstätigkeit des Verwaltungs- und technischen Personals besteht keine Immunität (Art. 57 Abs. 2 WÜK).
Im privaten Bereich stehen ihnen ebenfalls keine Vorrechte zu, so dass grundsätzlich Zwangsmaßnahmen durchgeführt werden dürfen. Das Auswärtige Amt rät jedoch dazu, im privaten Bereich aus gesandtschaftlich politischer Rücksichtnahme von derselben persönlichen Unverletzlichkeit, auch bei den Familienangehörigen, auszugehen, die Konsularbeamten zusteht.
Bezüglich der übrigen Freiheiten gelten die für Konsularbeamte geltenden Regelungen mit folgenden Ausnahmen:
- Zollfreiheit gilt mit der Maßgabe, dass nur die Ersteinfuhr von persönlichen Gegenständen von Zöllen, Steuern und ähnlichen Abgaben befreit ist (Art. 50 Abs. 2 WÜK),
- Das persönliche Gepäck unterliegt – anders als bei Konsularbeamten – der Kontrolle (arg. Art. 50 Abs. 3 WÜK).
- Das Zeugnisverweigerungsrecht besteht nicht für den privaten Bereich; insofern können Zwangsmaßnahmen durchgeführt werden (arg. Art. 44 Abs. 1 und Abs. 3 WÜK).

Die Familienangehörigen des Verwaltungs- und technischen Personals genießen dieselben Vorrechte und Befreiungen wie die Familienangehörigen der Konsularbeamten mit der Einschränkung, dass ihnen keine Zollfreiheit für eingeführte private Gegenstände gewährt wird (arg. Art. 50 Abs. 2 WÜK) und ihr Gepäck der Zollkontrolle unterliegt (arg. Art. 50 Abs. 3 WÜK). Ein Zeugnisverweigerungsrecht vor Gericht haben sie nicht. Familienangehörige von Verwaltungs- und technischem Personal erhalten in Deutschland einen Diplomatenausweis mit dem Kennbuchstaben „KF“.
Privatfahrzeuge des Verwaltungs- und technischen Personals sind in Deutschland am Sitz der Vertretung zuzulassen und erhalten ein Kennzeichen mit dem Unterscheidungszeichen des Zulassungsbezirks. Diesem Unterscheidungszeichen folgt unmittelbar eine drei- bis fünfstellige Zahl (z. B. F-9250 für ein in Frankfurt am Main zugelassenes Fahrzeug). An diesen Fahrzeugen darf kein länglich-ovales CC-Zusatzschild angebracht sein. Zu den technischen Einzelheiten
Die Privatfahrzeuge der Familienangehörigen erhalten keine besonderen Kennzeichen.

#### Dienstliches Hauspersonal an Konsulaten

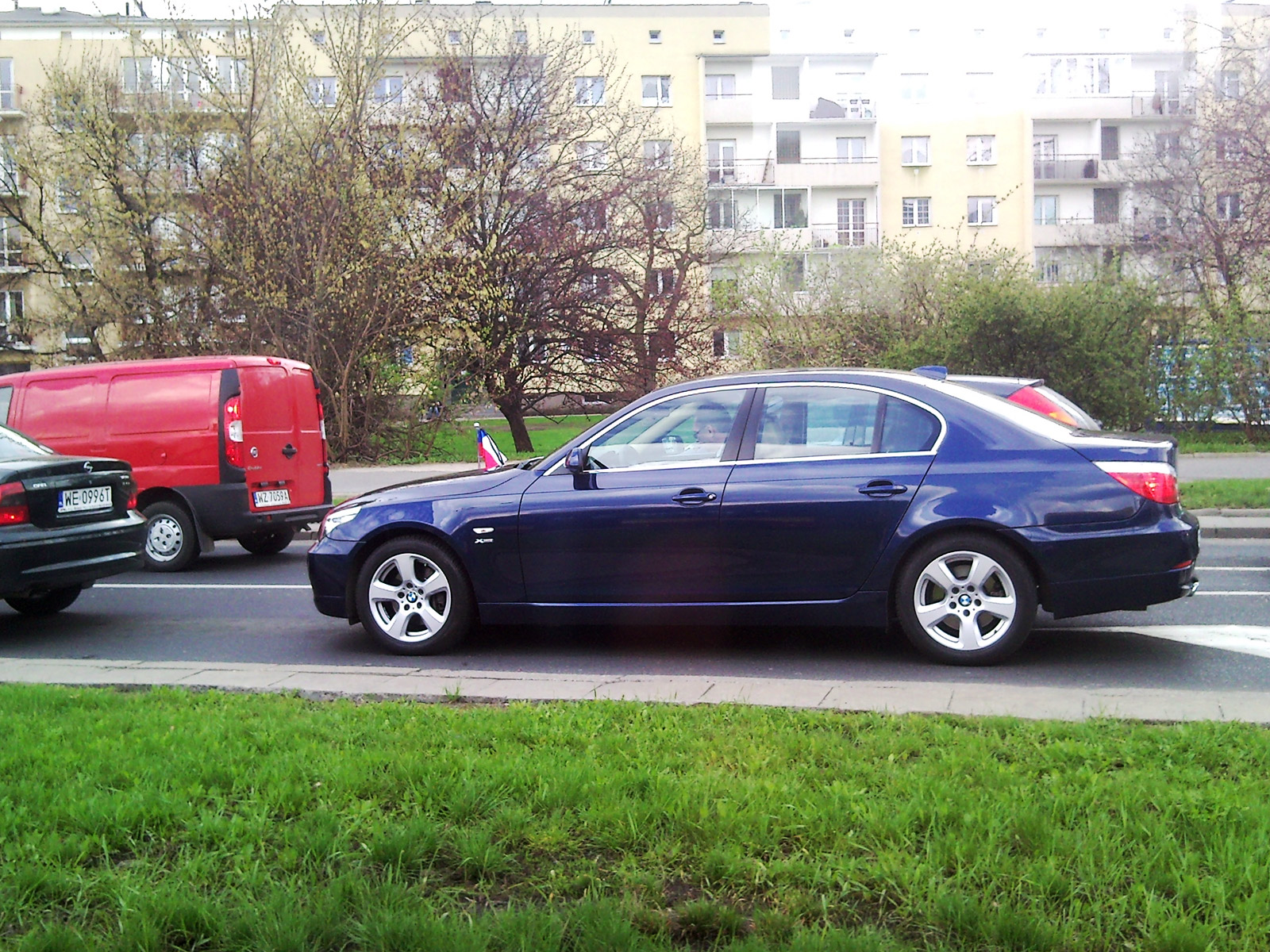
Fahrer im diplomatischen Dienst Chiles in Polen

Mitglieder des dienstlichen Hauspersonals sind z. B. Kraftfahrer, Pförtner, Boten, Gärtner, Köche und Nachtwächter. Dieser Personenkreis erhält in Deutschland einen Diplomatenausweis mit dem Kennbuchstaben „DH“.
Diese Personengruppe ist von der Verpflichtung hinsichtlich einer Arbeitserlaubnis, der Vorschriften über soziale Sicherheit, von Steuern und sonstigen Abgaben auf ihre Dienstbezüge und von persönlichen und öffentlichen Dienstleistungen befreit. Die Privilegien können jedoch nicht in Bezug auf eine private Erwerbstätigkeit in Anspruch genommen werden (Art. 57 Abs. 2 WÜK). Hinsichtlich eines Zeugnisverweigerungsrechts gilt dasselbe wie für Konsularbeamte; verweigert das Mitglied des dienstlichen Hauspersonals im privaten Bereich die Aussage, können Zwangsmaßnahmen durchgeführt werden (Art. 44 Abs. 1 und Abs. 3 WÜK).
Mehr Privilegien genießt das dienstliche Hauspersonal konsularischer Vertretungen nicht. Aber aus gesandtschaftlich politischer Rücksichtnahme empfiehlt das Auswärtige Amt, auch beim dienstlichen Hauspersonal und seinen Familienmitgliedern im privaten Bereich die persönliche Unverletzlichkeit ebenso zu schützen wie beim Konsularbeamten. Ein Anspruch darauf besteht jedoch nicht.
Von der Verpflichtung, einen Aufenthaltstitel einzuholen, kann abgesehen werden, wenn Gegenseitigkeit besteht (§ 27 Abs. 1 Nr. 1 oder 2 AufenthV).
Familienangehörige des dienstlichen Hauspersonals genießen keine Privilegien. Aufgrund der engen Beziehung zu einer bevorrechtigten Person sind sie aber mit besonderer Höflichkeit zu behandeln und Maßnahmen sollten nicht vorschnell ergriffen werden. Familienangehörige von dienstlichem Hauspersonal an Konsulaten erhalten in Deutschland einen Diplomatenausweis mit dem Kennbuchstaben „KF“. Auch sie sind in Deutschland vom Erfordernis der Einholung eines Aufenthaltstitels befreit, wenn Gegenseitigkeit besteht (§ 27 Abs. 1 Nr. 1 oder 2 AufenthV).
In Deutschland sind auf die Kennzeichnung der Privatfahrzeuge des dienstlichen Hauspersonals die für das Verwaltungs- und technische Personal geltenden Regelungen (siehe vorstehend) anzuwenden.

### Hilfskräfte an Botschaften und Konsulaten

#### Ortskräfte
Hierbei handelt es sich um Mitarbeiter einer ausländischen Vertretung (Botschaft oder Konsulat), die auf dem lokalen Arbeitsmarkt angeworben werden und die nicht der Rotation unterliegen, die also grundsätzlich nicht nach einem gewissen Zeitraum durch andere Personen ersetzt werden. Sie besitzen entweder die Staatsangehörigkeit des Empfangsstaats oder haben einen nationalen Aufenthaltstitel, der die Beschäftigung erlaubt. Auch Personal, das die Staatsangehörigkeit des Entsendestaates besitzt, kann Ortskraft sein (sogenannte unechte Ortskraft). Dieser Personenkreis und die Familienangehörigen erhalten in Deutschland einen Diplomatenausweis mit dem Kennbuchstaben „OK“.
Das WÜD und das WÜK erwähnen den Begriff der Ortskraft nicht. Daher besitzen weder echte noch unechte Ortskräfte Privilegien, da sie rechtlich als ständig im Empfangsstaat Ansässige angesehen werden. Allerdings darf der Empfangsstaat seine Befugnisse gegenüber Ortskräften nicht in einer Weise ausüben, dass er die Mission bei der Wahrnehmung ihrer Aufgaben ungebührlich behindert (Art. 38 Abs. 2 WÜD und Art. 71 Abs. 2 WÜK). Der Empfangsstaat bestimmt den Umfang der Vorrechte bei Bediensteten, die entweder die Staatsangehörigkeit des Empfangsstaates besitzen oder die dort ständig ansässig sind.
Die privaten Kraftfahrzeuge von Ortskräften erhalten in Deutschland gewöhnliche zivile Kennzeichen.

#### Privates Hauspersonal
Darunter fallen persönliche Hausangestellte, Fahrer, Erzieher und sonstiges Personal. Dieser Personenkreis erhält in Deutschland einen Diplomatenausweis mit dem Kennbuchstaben „PP“. Das private Hauspersonal von Mitgliedern diplomatischer Missionen muss keine Steuern oder Abgaben auf seine Dienstbezüge leisten (Art. 37 Abs. 4 WÜD). Es ist von der Arbeitserlaubnispflicht sowie den Vorschriften über die soziale Sicherheit befreit, soweit es den im Entsendestaat oder in einem dritten Staat geltenden Vorschriften über soziale Sicherheit untersteht (Art. 33 Abs. 2 WÜD). Soweit Gegenseitigkeit besteht, ist es auch von der Aufenthaltstitelpflicht befreit (in Deutschland gemäß § 27 Abs. 1 Nr. 3 AufenthV). Weitere Privilegien stehen ihm nicht zu. Der Empfangsstaat darf seine Hoheitsgewalt über diese Personen jedoch nur so ausüben, dass er die Mission bei der Wahrnehmung ihrer Aufgaben nicht ungebührlich behindert (Art. 37 Abs. 4 Satz 3 WÜD).
Das private Hauspersonal von Mitgliedern konsularischer Vertretungen unterliegt – nicht nach dem WÜK, aber nach nationalem Recht (in Deutschland gemäß § 3 Nr. 29 EStG) – hinsichtlich seiner Dienstbezüge der Steuerfreiheit, soweit es Staatsangehöriger des Entsendestaates ist. Dies gilt nicht für Personen, die im Inland ständig ansässig sind oder außerhalb ihres Amtes oder Dienstes einen Beruf, ein Gewerbe oder eine andere gewinnbringende Tätigkeit ausüben. Für seine Tätigkeit benötigt das private Hauspersonal von Mitgliedern konsularischer Vertretungen keine Arbeitserlaubnis. Das gilt allerdings nicht für eine zulässigerweise ausgeübte private Erwerbstätigkeit (Art. 47 Abs. 2 WÜK). Das private Hauspersonal ist ferner von den Vorschriften über soziale Sicherheit befreit, sofern es den im Entsendestaat oder einem dritten Staat geltenden Vorschriften über soziale Sicherheit untersteht (Art. 48 Abs. 2 WÜK). Es ist von der Aufenthaltstitelpflicht befreit, wenn Gegenseitigkeit besteht (in Deutschland gemäß § 27 Abs. 1 Nr. 3 AufenthV).
In Deutschland wird der Nachzug von Familienangehörigen von privatem Hauspersonal nicht gestattet.
Die Kraftfahrzeuge von privatem Hauspersonal erhalten in Deutschland gewöhnliche zivile Kennzeichen.

### Sonstige Haushaltsangehörige
Zu diesem Personenkreis zählen sonstige Personen, die im Haushalt eines Angehörigen einer diplomatischen oder berufskonsularischen Vertretung leben und dies schon vor dessen Entsendung in den Empfangsstaat getan haben oder dies mit Rücksicht auf eine rechtliche oder sittliche Pflicht nun tun. Voraussetzung für die Zuerkennung dieses Status ist die Zustimmung des Empfangsstaates.
Hierunter fallen vor allem die ausländischen Lebensgefährten und -gefährtinnen des entsandten diplomatischen oder berufskonsularischen Personals sowie männliche Angehörige weiblicher Diplomaten oder Konsularbeamten, die entsprechend den gesellschaftlichen Schicklichkeitsvorstellungen islamischer Länder diese weiblichen Entsandten zu begleiten pflegen.
Dieser Personenkreis erhält in Deutschland einen Diplomatenausweis mit dem Kennbuchstaben „S“. Mit diesem Status sind keine diplomatischen Vorrechte verbunden; dieser Personenkreis ist jedoch in Deutschland nach § 27 Abs. 1 Nr. 5 AufenthV von der Aufenthaltstitelpflicht befreit. Der Ausweis berechtigt zu Reisen bis zu 90 Tagen auch in den übrigen Schengen-Raum. Ist Gegenseitigkeit vereinbart, kann dieser Personenkreis in Deutschland auch eine selbstständige oder unselbstständige Erwerbstätigkeit aufnehmen (§ 27 Abs. 2 AufenthV).

### Honorarkonsularbeamte

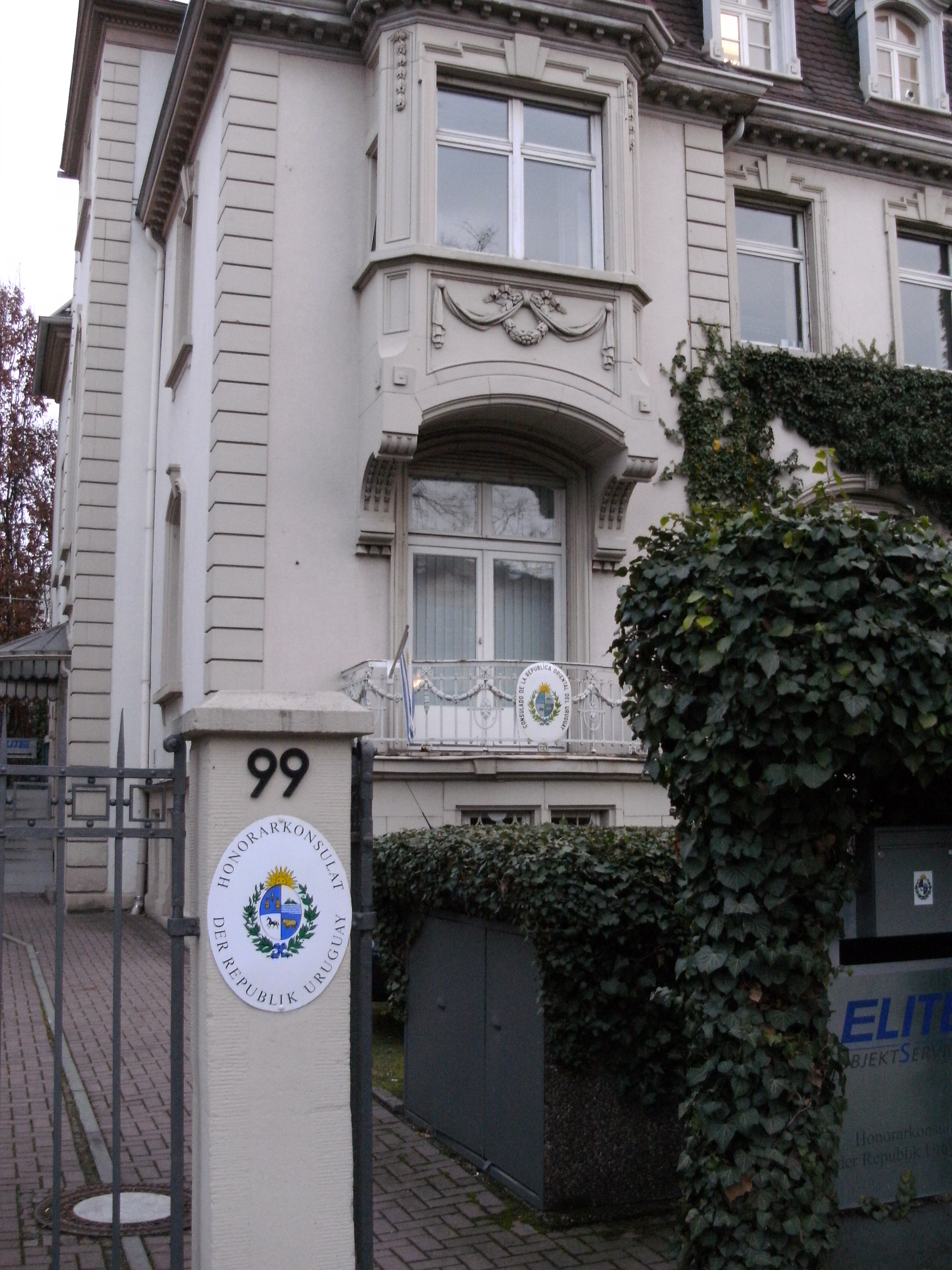
Honorarkonsulat Uruguays in Frankfurt am Main

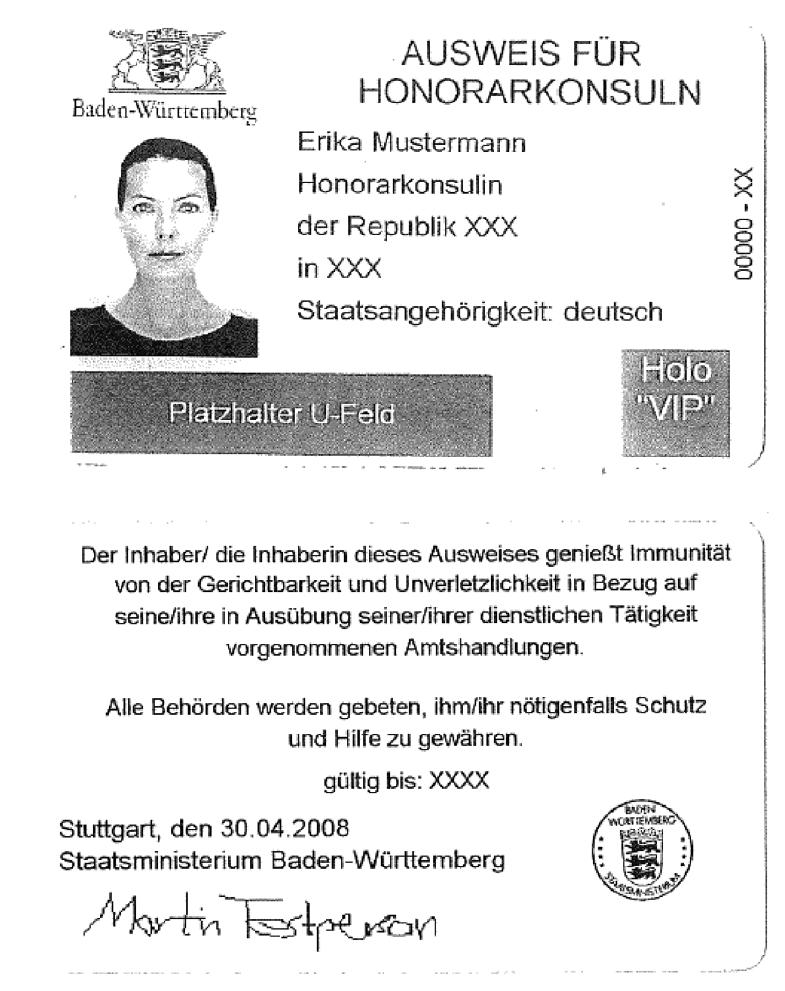
In Deutschland stellen die Staats- und Senatskanzleien weiße Sonderausweise im Scheckkartenformat für Honorarkonsularbeamte aus.

Zu den Honorarkonsularbeamten zählen Honorargeneralkonsuln und Honorarkonsuln.
Die Honorarkonsularbeamten besitzen in der Regel die Staatsangehörigkeit des Empfangsstaates oder sind dort ständig ansässig. Sie genießen lediglich Befreiung von der Gerichtsbarkeit (Immunität) und Schutz vor hoheitlichen Maßnahmen (persönliche Unverletzlichkeit) wegen ihrer in Wahrnehmung konsularischer Aufgaben vorgenommenen Amtshandlungen (Art. 71 Abs. 1 WÜK). Diese sogenannte Amtshandlungsimmunität ist enger als die den Berufskonsularbeamten zustehende Amtsimmunität und umfasst nur die Amtshandlung selbst, nicht aber andere – von der Amtsimmunität noch erfasste – Handlungen, die mit der eigentlichen Amtshandlung lediglich in einem engen zeitlichen Zusammenhang stehen (z. B. Fahrten zum und vom Dienst).
Der ausländische, bei Übernahme des Amts nicht schon im Empfangsstaat ansässige Honorarkonsularbeamte genießt dagegen Amtsimmunität wie ein Berufskonsularbeamter. Ihm wird Befreiung von
- der Ausländermelde- und Aufenthaltstitelpflicht, soweit der Honorarkonsul nicht im Empfangsstaat einen freien Beruf oder eine gewerbliche Tätigkeit ausübt, welche auf persönlichen Gewinn gerichtet ist (vgl. Art. 65 WÜK),
- der Besteuerung hinsichtlich seiner Bezüge, die er für seine amtliche Tätigkeit erhält (Art. 66 WÜK),
- persönlichen Dienstleistungen und Auflagen (Art. 67 WÜK).

gewährt.
Für nichtamtliche Handlungen genießen (ausländische wie deutsche) Honorarkonsuln weder Befreiung von der Gerichtsbarkeit, noch Schutz vor hoheitlichen Maßnahmen. Allerdings ist es geboten, ein Strafverfahren in einer Weise zu führen, welche die Wahrnehmung der konsularischen Aufgaben möglichst wenig beeinträchtigt (Art. 63 und Art. 71 Abs. 1 Satz 3 WÜK).
Die Räumlichkeiten einer honorarkonsularischen Vertretung – diese befindet sich oft in den Geschäftsräumen des privaten Unternehmens, in dem der Honorarkonsul hauptberuflich tätig ist – genießen nicht das Privileg der Unverletzlichkeit; es darf also von den Behörden des Empfangsstaates betreten werden. Honorarkonsularische Archive und Schriftstücke in einer von einem Honorarkonsularbeamten geleiteten konsularischen Vertretung sind nur insoweit unverletzlich, als sie von anderen Papieren und Schriftstücken getrennt gehalten werden, insbesondere von der privaten Korrespondenz sowie von den Gegenständen, Büchern oder Schriftstücken, die sich auf den Beruf oder das Gewerbe beziehen (Art. 61 WÜK).
Hinsichtlich eines Zeugnisverweigerungsrechts vor Gericht gilt dasselbe wie für Konsularbeamte (Art. 58 Abs. 2 und 71 Abs. 1 Satz 1 i. V. m. Art. 44 Abs. 3 WÜK).
Die Familienangehörigen von Honorarkonsularbeamten genießen keine Privilegien (Art. 58 Abs. 3 WÜK).
Honorarkonsularbeamte werden in Deutschland zwar vom Auswärtigen Amt akkreditiert, erhalten aber keinen Diplomatenausweis. Ihnen wird von den Staats- und Senatskanzleien der Länder ein besonderer Ausweis (siehe nebenstehende Abbildung) ausgestellt.
Die Kraftfahrzeuge von Honorarkonsularbeamten erhalten in Deutschland die üblichen Zivilkennzeichen. Auf der Grundlage von § 10 Abs. 11 Fahrzeugzulassungsverordnung (FZV) kann einem Honorarkonsul das Führen des Zusatzschildes  an einem einzigen auf ihn persönlich zugelassenen oder ausschließlich von ihm genutzten Personenkraftwagen genehmigt werden. Diese Regelung gilt für alle Honorarkonsuln ohne Rücksicht auf die Staatsangehörigkeit.
Immer wieder nutzen Kriminelle das Amt eines Honorarkonsuls, um unter Ausnutzung diplomatischer Freiheiten leichter kriminellen Geschäften nachgehen zu können. Eine Recherche investigativer Journalisten deckte 2022 auf, dass mehr als 500 derzeitige und ehemalige Honorarkonsuln weltweit in Straftaten, Skandale und staatliche Ermittlungen verwickelt waren. 57 von ihnen wurden dabei während ihrer Amtszeit strafrechtlich verurteilt. Ein ehemaliger italienischer Honorarkonsul in Ägypten wurde verurteilt, weil er fast 22.000 ägyptische antike Gegenstände in einem Diplomatencontainer außer Landes geschafft hat, darunter Totenmasken und sogar einen ganzen Sarkophag. Im Internet wirbt eine russische Agentur damit, Menschen gegen entsprechende Bezahlung zu Honorarkonsuln verarmter Länder zu machen. Dies erspare nicht nur „lästige Zollkontrollen“, sondern führe auch zu „unbegrenzten Ein- und Ausreiseprivilegien“.

### Kuriere und Kuriergepäck

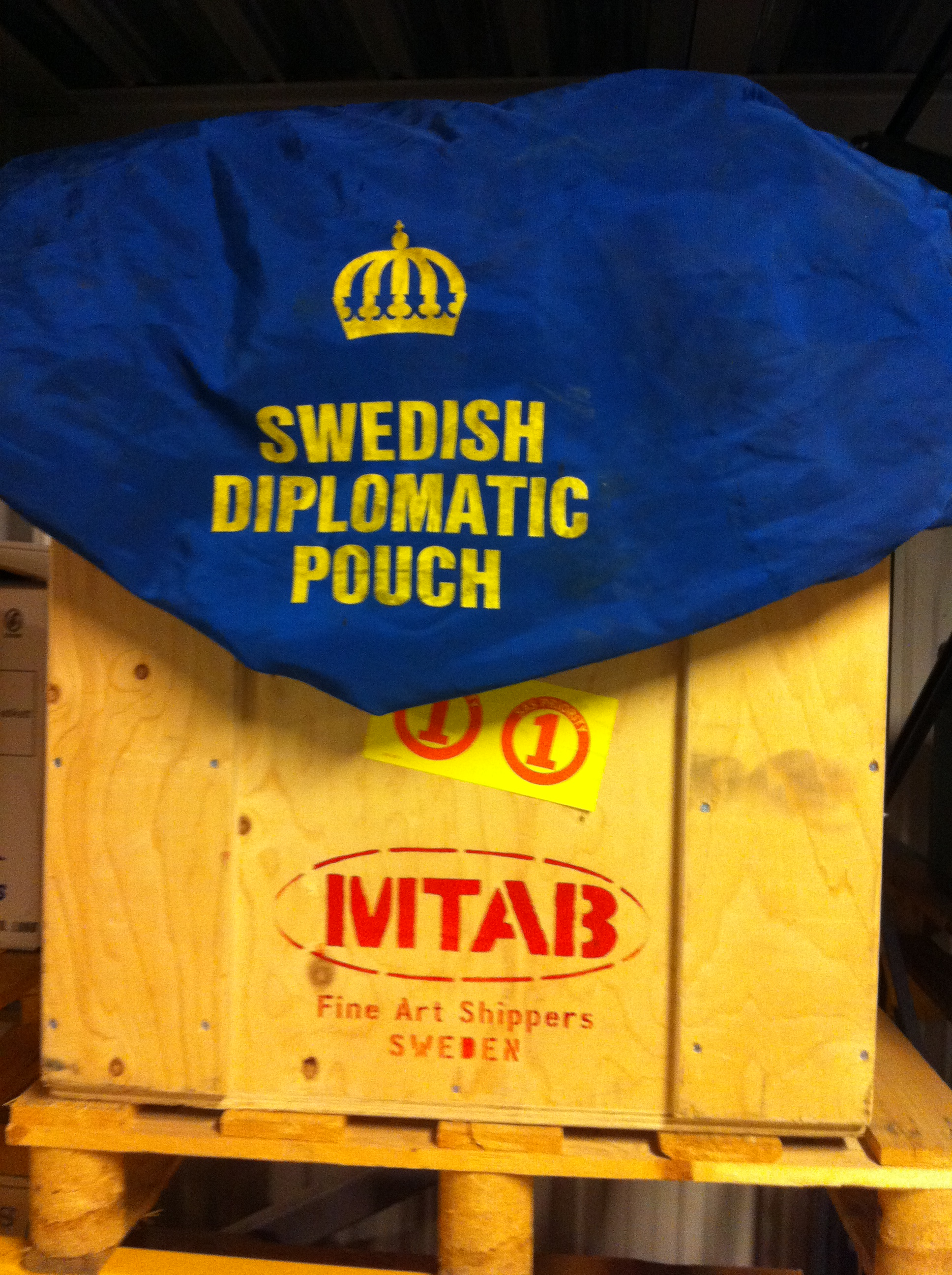
Besonders gekennzeichnetes Diplomatengepäck darf von den Behörden des Empfangsstaates nicht geöffnet werden.

Nach Art. 27 WÜD und Art. 35 WÜK muss der Empfangsstaat den freien Verkehr der Mission und der Vertretung für alle amtlichen Zwecke gestatten und schützen. Der Mission ist es gestattet, sich im Verkehr mit ihrer Regierung und ihren anderen Missionen und Konsulaten neben der Versendung verschlüsselter Nachrichten auch diplomatischer Kuriere zu bedienen. Die gesamte amtliche Korrespondenz der Mission und des Konsulats ist unverletzlich.
Gepäckstücke, die das Kuriergepäck bilden, müssen äußerlich sichtbar als solches gekennzeichnet sein; sie dürfen nur diplomatische oder konsularische Schriftstücke oder für den amtlichen Gebrauch bestimmte Gegenstände enthalten (Art. 27 Abs. 4 WÜD, Art. 35 Abs. 4 WÜK).

#### Kontrolle von Kurier und Kuriergepäck
Das diplomatische Kuriergepäck (hierunter fallen nicht nur Reisegepäckstücke wie Koffer und Taschen, sondern auch größeres Transportgut wie Kisten) darf weder geöffnet noch zurückgehalten werden. Auch die Durchleuchtung und die Identifizierung des Inhalts mit elektronischen Mitteln sind unzulässig. In der Staatengemeinschaft scheint aber Einigkeit über den Einsatz von Hunden bei Verdacht des Drogenschmuggels mit dem diplomatischen Gepäck zu bestehen. Lediglich in Fällen des dringenden Verdachts eines besonders gravierenden Missbrauchs des Kuriergepäcks darf im äußersten Notfall im Beisein eines Botschaftsmitgliedes eine Überprüfung (Durchleuchtung) gefordert werden. In Deutschland muss hierzu zuvor die Weisung des Auswärtigen Amtes eingeholt und eine umfassende Güterabwägung mit dem Ergebnis getroffen worden sein, dass es sich um einen rechtfertigenden Notstand handelt. Verweigert der Entsendestaat die Überprüfung, ist nur eine Rücksendung an den Ursprungsort möglich. Eine andere Reaktion kommt nur bei lebensgefährlichen Bedrohungen in Betracht.
Im Fall Dikko war der ehemalige nigerianische Verkehrsminister Umaru Dikko, der im Exil in London lebte, am 5. Juli 1984 entführt worden. Er sollte in einer Holzkiste, die als Diplomatengepäck ausgegeben war, in sein Heimatland zurückgebracht werden, wo ein Strafverfahren wegen Annahme von Schmiergeldern und Wahlmanipulation auf ihn wartete. Da die britischen Behörden Verdacht schöpften, wurde die Kiste im Beisein eines Attachés der nigerianischen Botschaft auf dem Flughafen London-Stansted geöffnet. Darin befanden sich der bewusstlose Dikko und ein weiterer Mann, der ihn während des Fluges permanent mit Spritzen betäuben sollte. Großbritannien vertrat den Standpunkt, der überragende Schutz eines Menschenlebens habe Vorrang vor der Unverletzlichkeit des Diplomatengepäcks.
Bei konsularischem Kuriergepäck kann dagegen die Öffnung durch einen ermächtigten, d. h. entsprechend ausgewiesenen Vertreter des Entsendestaates in Gegenwart eines Vertreters der Behörden des Empfangsstaates verlangt werden, wenn triftige Gründe die Annahme rechtfertigen, dass das konsularische Kuriergepäck nicht nur amtliche Korrespondenz oder für den amtlichen Gebrauch bestimmte Schriftstücke oder Gegenstände enthält. Lehnen die Behörden des Entsendestaates dieses Verlangen ab, ist das Gepäck zurückzuschicken. Eine zwangsweise Öffnung ist nicht zulässig.

#### Kuriere
Der diplomatische Kurier muss ein amtliches Schriftstück mit sich führen, aus dem seine Stellung („Kurierausweis“) und die Anzahl der Gepäckstücke ersichtlich sind, die das diplomatische Kuriergepäck bilden; er wird vom Empfangsstaat bei der Wahrnehmung seiner Aufgaben geschützt. Er genießt persönliche Unverletzlichkeit und unterliegt keiner Festnahme oder Haft irgendwelcher Art (Art. 27 Abs. 5 WÜD, Art. 35 Abs. 5 WÜK). Die Privilegierung beginnt mit der Anreise, erstreckt sich gemäß Art. 40 Abs. 3 WÜD auf Zwischenaufenthalte in Drittstaaten, bleibt während des Aufenthalts im Empfangsstaat bestehen und endet erst mit der Rückkehr in den Entsendestaat.
Aus der Unverletzlichkeit seiner Person ergibt sich ein Recht des Kuriers, bei den Sicherheitskontrollen auf den Flughäfen eine Leibesvisitation zu verweigern. Ihm ist es jedoch nicht möglich, unter Berufung auf seinen besonderen Status ein unkontrolliertes Passieren zu erreichen. Beruft sich der Kurier zur Begründung seiner Weigerung auf seinen Diplomatenstatus, wird er darauf hingewiesen, dass er von der Beförderung ausgeschlossen werde, wenn er sich nicht freiwillig der Personenkontrolle und der Kontrolle seines persönlichen Gepäcks (nicht aber der Kontrolle des amtlichen Kuriergepäcks) unterzieht. Hält der Kurier seine Weigerung aufrecht, darf er den Kontrollpunkt nicht passieren.
Sind Kuriere Diplomaten oder Konsularbeamte, genießen sie Befreiung von der Kontrolle ihres persönlichen Gepäcks. Dies schließt nicht die Befreiung von den Luftsicherheitskontrollen ein. Eine Befreiung von den Luftsicherheitskontrollen gilt nur für Kuriergepäck.

#### Ad-hoc-Kuriere
Der Entsendestaat oder die Mission oder Vertretung kann Kuriere ad hoc ernennen. Auch in diesen Fällen muss sich der Ad-hoc-Kurier durch ein Schriftstück ausweisen und Unterlagen über die Anzahl der Gepäckstücke vorlegen können. Die Immunität erlischt, sobald der Kurier das ihm anvertraute Kuriergepäck dem Empfänger ausgehändigt hat (Art. 27 Abs. 6 WÜD, Art. 35 Abs. 6 WÜK).

#### Flugkapitäne oder Schiffskapitäne als Kuriere
Kuriergepäck kann auch dem Kommandanten eines gewerblichen Luftfahrzeugs oder dem Kapitän eines Seeschiffs anvertraut werden, dessen Bestimmungsort ein zugelassener Einreiseflugplatz oder Einreisehafen ist. Kommandant und Kapitän müssen ein amtliches Schriftstück mit sich führen, aus dem die Anzahl der Gepäckstücke hervorgeht, die das Kuriergepäck bilden; beide gelten jedoch nicht als diplomatische oder konsularische Kuriere.

#### Übergabemodalitäten im Empfangsstaat
Die Mission kann eines ihrer Mitglieder entsenden, um das Kuriergepäck unmittelbar und ungehindert von dem Kommandanten oder Kapitän entgegenzunehmen. In Bezug auf konsularisches Kuriergepäck gilt dies nur, wenn zuvor eine Abmachung mit den zuständigen Ortsbehörden getroffen worden ist. An der Entgegennahme des Kuriergepäcks darf das entsandte Mitglied der Mission dann nicht gehindert werden (Art. 27 Abs. 7 WÜD, Art. 35 Abs. 7 WÜK).

### Sonderbotschafter
Die Stellung von sogenannten Sonderbotschaftern, auch Ad-hoc-Botschafter genannt, die von einem Staat mit dem Einverständnis des Empfangsstaates dorthin entsandt werden, um spezielle Fragen zu verhandeln oder einen besonderen Auftrag (Krisenmanagement) auszuführen, regelt das Übereinkommen über Spezialmissionen aus dem Jahre 1969, das bisher nur von ca. 40 Staaten, darunter Österreich, der Schweiz und Liechtenstein, nicht aber von Deutschland ratifiziert worden ist. Die überwiegende Mehrheit der Staaten lehnt die Konvention unter anderem ab, weil sie befürchtet, mit Sonderbotschaftern überzogen zu werden.
Ein Sonderbotschafter und seine Begleitung genießen diplomatische Immunität und die sonstigen Vorrechte von Diplomaten (Art. 27 ff. des Übereinkommens). Ihre Unterkunft genießt den Rang eines Missionsgeländes, ist also unverletzlich (Art. 25 des Übereinkommens). Sonderbotschafter können auch für Staaten bestellt werden, zu denen der Entsendestaat keine diplomatischen Beziehungen unterhält (Art. 7 des Übereinkommens).
Ob der Inhalt der Konvention auch diejenigen Staaten bindet, die sie bisher nicht ratifiziert haben, hängt davon ab, ob ihr Inhalt dem Völkergewohnheitsrecht zuzuordnen ist. Das wird in der völkerrechtlichen Literatur unterschiedlich beurteilt. Im seinerzeit Aufsehen erregenden Fall des iranischen Sonderbotschafters Sadegh Tabatabai, in dessen Gepäck bei der Einreise nach Deutschland im Januar 1983 Drogen gefunden wurden und der im Nachhinein von Iran zum Sonderbotschafter erklärt wurde, stellte der Bundesgerichtshof fest, dass es …

„[…] – unabhängig von der Konvention – eine von der Staatenpraxis mit Rechtsüberzeugung getragene gewohnheitsrechtliche Regel gäbe, wonach es möglich sei, von dem Entsendestaat mit einer besonderen politischen Aufgabe ausgestatteten ad-hoc-Botschaftern durch Einzelabsprache mit dem Empfangsstaat über diese Aufgabe und über ihren Status Immunität zu verleihen und sie auf diese Weise insoweit den – völkervertragsrechtlich geschützten – Mitgliedern der ständigen Missionen der Staaten gleichzustellen.“

Das Beispiel verdeutlicht, dass das vorherige Zustimmungserfordernis leicht unterlaufen werden kann, indem vollendete Tatsachen geschaffen werden und der Empfangsstaat gehalten ist, die Zustimmung im Nachhinein zu erteilen, um die Beziehungen zum Entsendestaat nicht zu belasten.

### Mitglieder Internationaler Organisationen

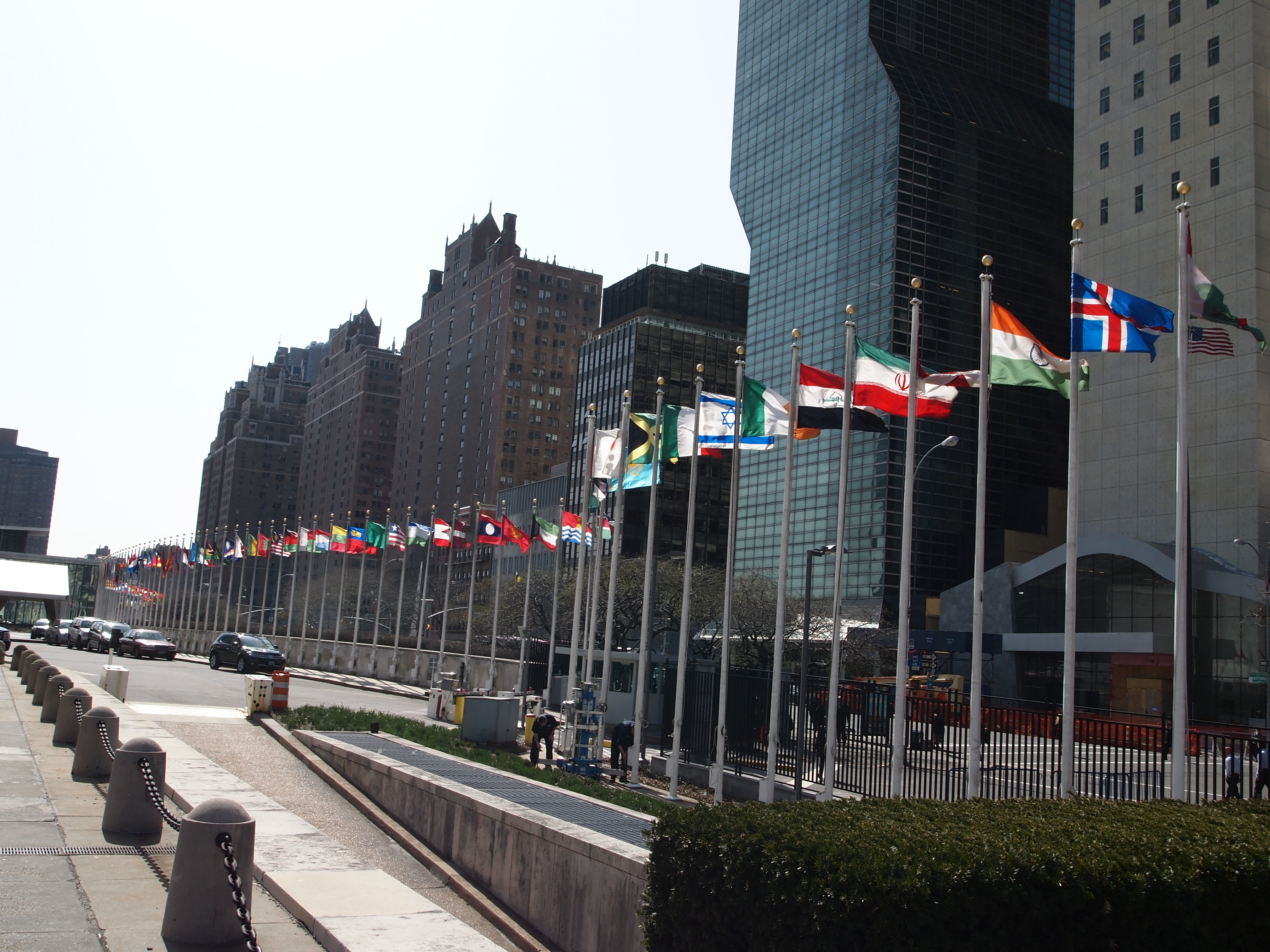
Internationale Organisationen und ihre Bediensteten genießen Vorrechte und Befreiungen in unterschiedlichem Maße.

Bediensteten von internationalen Organisationen, Supranationaler Organisationen und zwischenstaatlicher Einrichtungen und ihren Familienangehörigen werden nach Maßgabe der völkerrechtlichen Vereinbarungen und der dazu erlassenen innerstaatlichen Vorschriften Vorrechte und Immunitäten gewährt (in Deutschland gemäß § 20 Abs. 2 GVG). Sie sind je nach Organisation unterschiedlich ausgestaltet.
Dieser Personenkreis erhält in Deutschland einen Diplomatenausweis mit dem Kennbuchstaben „IO“. Diejenigen Personen, die zugleich persönliche Immunität genießen (teilweise die Leiter der internationalen Organisationen), erhalten einen Diplomatenausweis mit dem Kennbuchstaben „D“.
Begünstigt sind in aller Regel
- Vertreter der Mitgliedstaaten und deren Familienangehörige,
- Bedienstete Internationaler Organisationen und deren Familienangehörige,
- die im Auftrag der betreffenden Organisationen tätigen Sachverständigen.

Begünstigt sind unter bestimmten Voraussetzungen auch die Teilnehmer an Kongressen, Seminaren oder ähnlichen Veranstaltungen der Vereinten Nationen, ihren Sonderorganisationen oder den durch zwischenstaatliche Vereinbarungen geschaffenen Organisationen unter dem Schirm der Vereinten Nationen. In eingeschränkter Form gilt dies auch für solche Teilnehmer, die die Staatsangehörigkeit des Empfangsstaates haben.
Das Dienstrecht der Beschäftigten internationaler Organisationen, auch internationales Dienstrecht genannt, unterliegt dem internen Recht der jeweiligen Organisation (siehe zum Beispiel: das Common System genannte Dienstrecht der Vereinten Nationen und das Europäische Dienstrecht). Die Organisation genießt auch gegenüber ihren Beschäftigten, den internationalen Bediensteten, Immunität. Um die Bediensteten dadurch nicht rechtlos zu stellen, wurden internationale Verwaltungsgerichte eingerichtet, so auch das Verwaltungsgericht der Internationalen Arbeitsorganisation.
Einige der in Deutschland akkreditierten Einrichtungen hat das Auswärtige Amt in einer Übersicht zusammengestellt, die regelmäßig aktualisiert wird. Ähnliche – ebenfalls unvollständige – Zusammenstellungen der internationalen Organisationen gibt es für Österreich und die Schweiz.

#### Vereinte Nationen, Nebenorgane und Sonderorganisationen

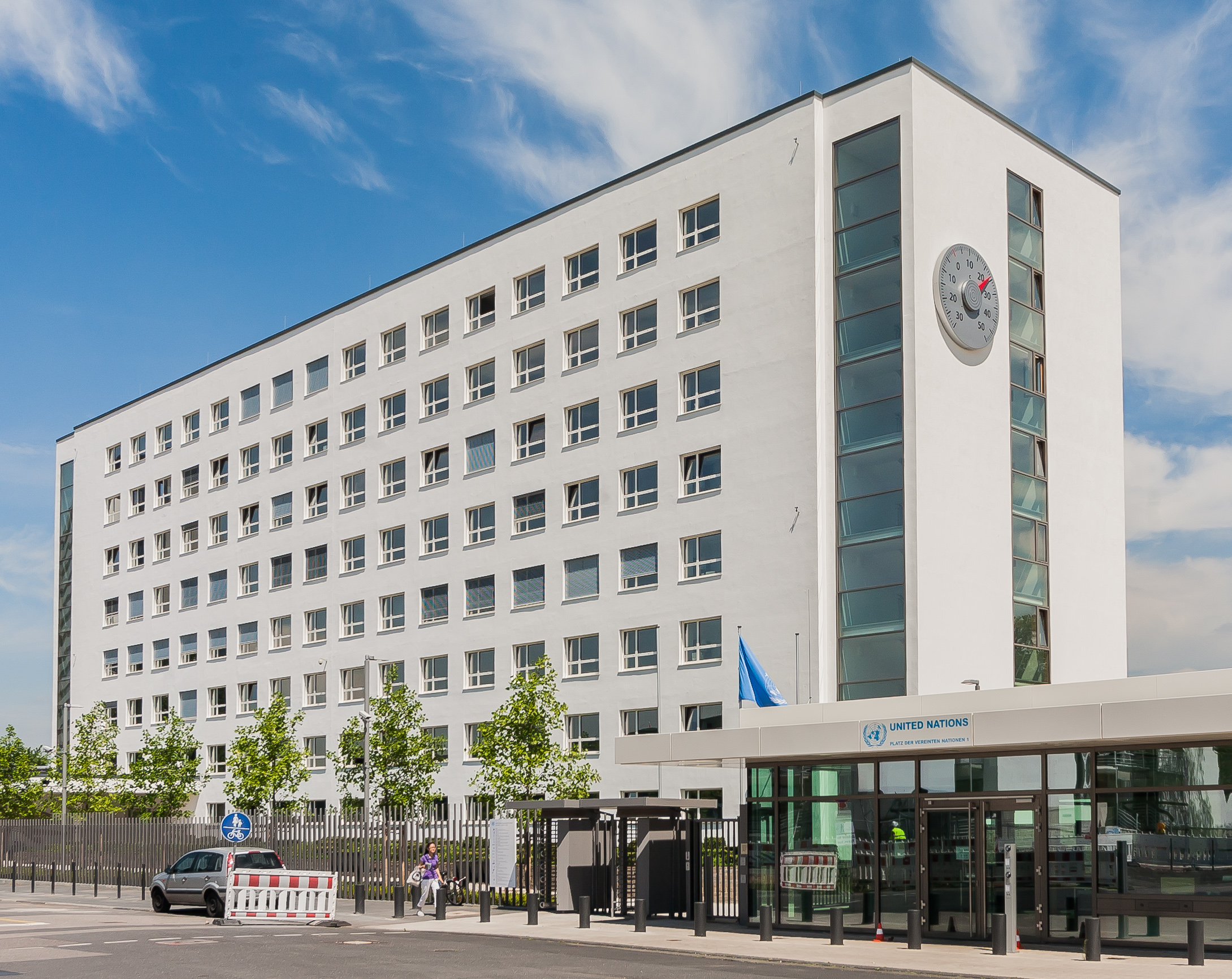
Eingang zu den UN-Einrichtungen in Bonn

Die Vorrechte und Befreiungen für die Vertretungen der Vereinten Nationen beruhen auf Art. 105 Abs. 1 der Charta der Vereinten Nationen. Zusätzlich genießen die Bediensteten der Mitgliedstaaten, die in den Ständigen Vertretungen bei der UN in New York, Genf und Wien tätig sind, beruhend auf Art. 105 Abs. 2 der Charta, Vorrechte und Befreiungen. Gestützt auf Art. 105 Abs. 3 der Charta ergingen mehrere Abkommen, denen jedoch nicht alle Staaten beigetreten sind. Hier ist vor allem das Übereinkommen vom 13. Februar 1946 über die Vorrechte und Immunitäten der Vereinten Nationen zu nennen, das ca. 150 Staaten, darunter Deutschland, Liechtenstein, Österreich und seit 2012 auch die Schweiz, ratifiziert haben. Dieses Abkommen regelt die Immunitäten der Hauptorgane der Vereinten Nationen und ihrer Nebenorgane, z. B. UNHCR, UNICEF und UNU, nicht hingegen ihrer Sonderorganisationen.
Für die derzeit 17 Sonderorganisationen der Vereinten Nationen – FAO, IBRD (Weltbank), ICAO, IDA (Weltbank), IFAD, IFC (Weltbank), ILO, IMF, IMO, ITU, UNESCO, UNICEF, UNIDO, UNWTO, UPU, WHO, WIPO und WMO – gilt das Abkommen vom 21. November 1947 über die Vorrechte und Befreiungen der Sonderorganisationen der Vereinten Nationen, das bisher nur ca. 115 Staaten – und insoweit auch nicht immer mit Geltung für sämtliche der 17 Organisationen – anwenden, darunter Deutschland, Österreich und die Schweiz, nicht aber Liechtenstein.
Hinzu kommen diverse Sitzabkommen (auch Sitzstaatabkommen, engl. headquarters agreement genannt) der Vereinten Nationen und ihrer Sonderorganisationen mit den Staaten, in denen die jeweilige Organisation ansässig ist. Solche Abkommen haben vor allem für die Schweiz Bedeutung, die die Abkommen von 1946 und 1947 nicht anwendet. Auch in Deutschland existiert für die seit 1996 erfolgten vermehrten Ansiedlungen der Vereinten Nationen in Bonn das Sitzstaatabkommen für das VN-Freiwilligenprogramm vom 10. November 1995, das die Regelungen des Abkommens von 1946 und des WÜDs präzisiert und erweitert.
Nach dem Abkommen von 1946 genießt das Vermögen der UN Immunität (Abschn. 2). Ihre Räumlichkeiten (Abschn. 3) und ihre Archive (Abschn. 4) sind unverletzlich und unterliegen keiner Durchsuchung, Beschlagnahme, Einziehung und Enteignung. Die UN genießen freien Geld- und Kapitalverkehr (Abschn. 5). Die UN genießen Steuer- und Zollfreiheit und Befreiung von allen Ein- und Ausfuhrbeschränkungen (Abschn. 7). Indirekte Abgaben sind den UN nach Möglichkeit vom Sitzstaat zu erstatten (Abschn. 8). Die UN besitzen hinsichtlich des Nachrichtenverkehrs dieselben Rechte wie eine ausländische Mission im Sitzstaat. Der amtliche Nachrichtenverkehr unterliegt keiner Zensur (Abschn. 9 und 10).
Die Vertreter der Mitglieder der Haupt- und Nebenorganisationen der UN genießen diplomatische Immunität hinsichtlich ihrer in amtlicher Eigenschaft vorgenommenen Handlungen (Abschn. 11), auch nach Beendigung ihrer Tätigkeit (Abschn. 12). Ihr persönliches Gepäck unterliegt denselben Immunitäten und Befreiungen wie das Gepäck von Diplomaten. Lediglich Zollfreiheit wird ihnen nur hinsichtlich ihres persönlichen Gepäcks gewährt; Befreiung von Verbrauchssteuern und Verkaufsabgaben steht ihnen nicht zu. Erleichterungen in Bezug auf Währungs- und Devisenbeschränkungen sind ihnen in gleichem Maße zu gewähren wie gegenüber offiziellen Vertretern ausländischer Regierungen (Abschn. 11).
Abschn. 14 stellt klar, dass die Vorrechte und Immunitäten den Vertretern der Mitglieder nicht zu ihrem persönlichen Vorteil gewährt werden, sondern zu dem Zweck, die unabhängige Wahrnehmung ihrer Aufgaben bei der Organisation sicherzustellen. Infolgedessen ist ein Mitglied nicht nur berechtigt, sondern verpflichtet, die Immunität seines Vertreters in allen Fällen aufzuheben, in denen sie nach Auffassung des Mitglieds verhindern würde, dass der Gerechtigkeit Genüge geschieht, und in denen sie ohne Schädigung des Zweckes, für den sie gewährt wird, aufgehoben werden kann. Abschn. 15 stellt klar, dass die Immunität nicht im Verhältnis eines Vertreters zu den Behörden des Staates gilt, dessen Angehöriger er ist. Straftaten, die während der amtlichen Tätigkeit begangen werden, können also jederzeit vom Staat verfolgt werden, dessen Staatsangehöriger der Täter ist.
In neueren Abkommen wird zunehmend ein „Zufluchtgewährungsverbot“ in Bezug auf sich auf das Missionsgelände flüchtende Straftäter vereinbart (teilweise auch diplomatisches Asyl genannt). Die internationale Organisation darf Drittpersonen, die sich auf das Missionsgelände begeben haben, um sich der Verfolgung durch Behörden des Sitzstaates zu entziehen, keine Zuflucht gewähren.
Der UN-Generalsekretär bestimmt, welche UN-Bediensteten unter das Übereinkommen fallen (Abschn. 17). Die Bediensteten der UN
- genießen Immunität von der Gerichtsbarkeit hinsichtlich der von ihnen in ihrer amtlichen Eigenschaft vorgenommenen Handlungen,
- sind von allen Steuern auf von den UN gezahlten Dienstbezügen befreit,
- genießen für sich selbst, ihre Ehegatten und die von ihnen unterhaltenen Familienmitglieder Befreiung von allen Einwanderungsbeschränkungen und der Ausländermeldepflicht,
- genießen in Bezug auf Devisenerleichterungen dieselben Vorrechte wie Bedienstete vergleichbaren Ranges, die den bei der betreffenden Regierung beglaubigten diplomatischen Missionen angehören,
- genießen für sich selbst, ihre Ehegatten und die von ihnen unterhaltenen Familienmitglieder in Zeiten internationaler Krisen dieselben Erleichterungen bezüglich der Heimschaffung wie diplomatische Vertreter und
- sind berechtigt, ihre Möbel und ihre persönliche Habe bei ihrem ersten Amtsantritt in dem betreffenden Staat zollfrei einzuführen (Abschn. 18).

Der UN-Generalsekretär und alle beigeordneten Generalsekretäre genießen überdies für sich selbst, ihre Ehegatten und minderjährigen Kinder die nach dem Völkerrecht diplomatischen Vertretern zustehenden Vorrechte, Immunitäten, Befreiungen und Erleichterungen (Abschn. 19). Sie genießen somit persönliche Immunität, auch für Handlungen außerhalb des dienstlichen Bereichs.
Abschn. 20 bestimmt, dass die Vorrechte und Immunitäten den Bediensteten lediglich im Interesse der Vereinten Nationen und nicht zu ihrem persönlichen Vorteil gewährt werden. Der Generalsekretär ist berechtigt und verpflichtet, die einem Bediensteten gewährte Immunität in allen Fällen aufzuheben, in denen sie nach Auffassung des Generalsekretärs verhindern würde, dass der Gerechtigkeit Genüge geschieht, und in denen sie ohne Schädigung der Interessen der Organisation aufgehoben werden kann. Die Immunität des Generalsekretärs kann der Sicherheitsrat aufheben. Nach Abschn. 21 arbeiten die UN mit den Behörden der Mitgliedstaaten zusammen, um eine geordnete Rechtspflege zu erleichtern, die Einhaltung polizeilicher Vorschriften sicherzustellen und jeden Missbrauch der Vorrechte, Immunitäten und Erleichterungen zu verhindern.
Neben den bei den UN beschäftigten Bediensteten genießen auch Sachverständige der UN Vorrechte und Befreiungen (Abschn. 22).
Vergleichbare Vorrechte, Befreiungen und Immunitäten gewährt das Abkommen von 1947 den UN-Sonderorganisationen. Den Leitern und ihren Vertretern gewährt das Abkommen überdies persönliche Immunität auch für den außerdienstlichen Bereich (§ 21). Es enthält zusätzlich zum Abkommen von 1946 Regelungen, wie im Falle des Missbrauchs von Vorrechten und Befreiungen zu verfahren ist (§§ 24 und 25).
Im Fall des in New York wegen des Vorwurfs der sexuellen Nötigung und versuchten Vergewaltigung festgenommenen französischen Diplomaten Strauss-Kahn, der zu dieser Zeit geschäftsführender Direktor des Internationalen Währungsfonds in Washington, D.C., einer Sonderorganisation der Vereinten Nationen, war, war das Abkommen von 1947 jedoch nicht anwendbar, da die USA nicht zu den Unterzeichnerstaaten gehören. In Bezug auf die USA gilt für die Bediensteten des IWFs das ältere Abkommen über den Internationalen Währungsfonds vom 1. bis 22. Juli 1944 (BGBl. 1952 II S. 637), dem die USA beigetreten sind. Dessen Art. IX Abschnitt 8 gewährt den Beamten und Angestellten des Fonds lediglich Immunität von der Gerichtsbarkeit des Empfangsstaates in Bezug auf Handlungen, die sie in ihrer offiziellen Stellung vorgenommen haben. Der Vorfall im Hotelzimmer. ereignete sich im privaten Umfeld von Strauss-Kahn auf einer privaten Reise, für die ihm keine Immunität zustand, sodass die amerikanischen Behörden gegen ihn ermitteln und Strauss-Kahn auch in Untersuchungshaft nehmen durften.
Als Einrichtungen der Vereinten Nationen in Deutschland einschließlich ihrer Sonderorganisationen sind zu nennen:

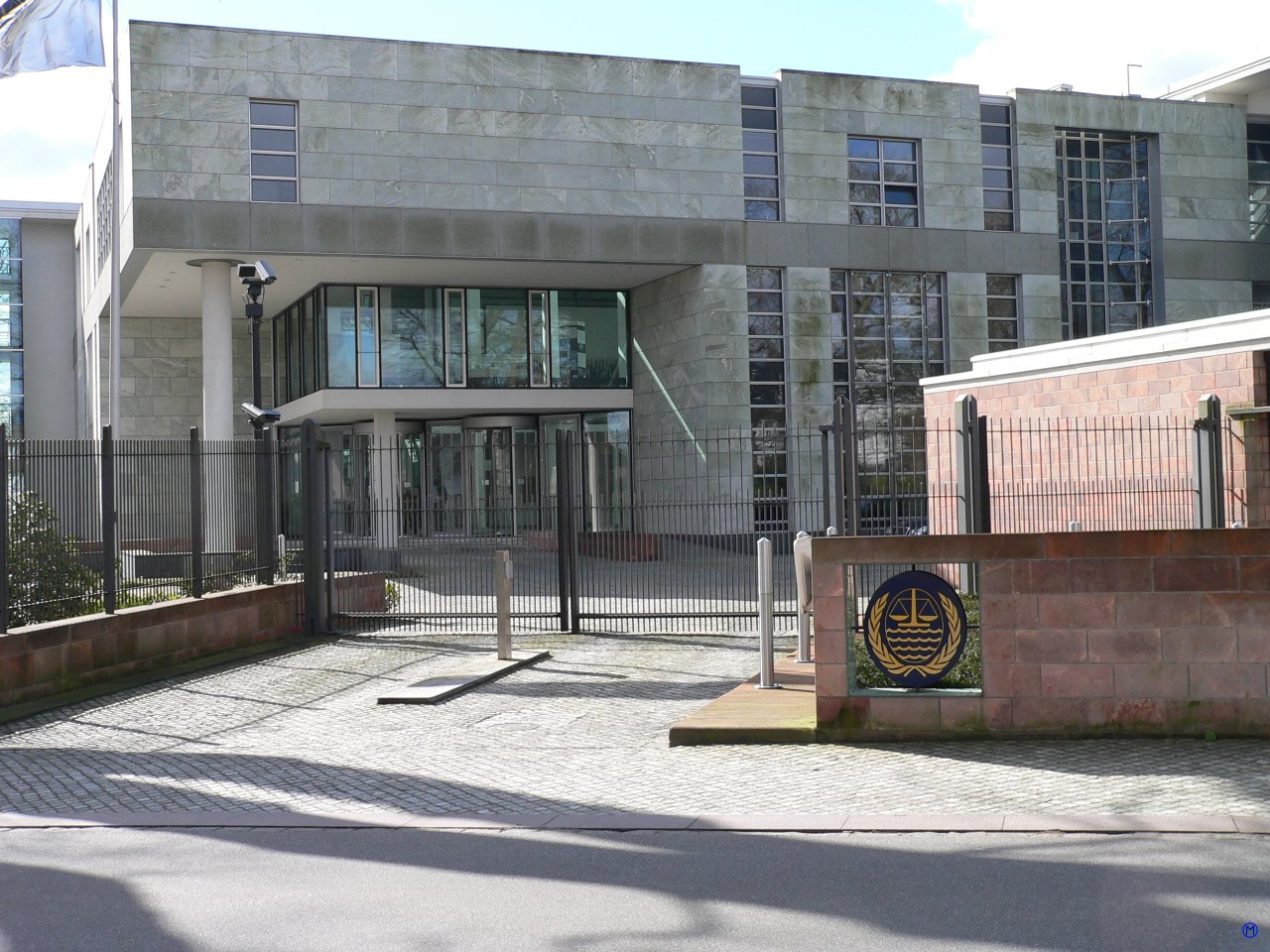
Internationaler Seegerichtshof in Hamburg

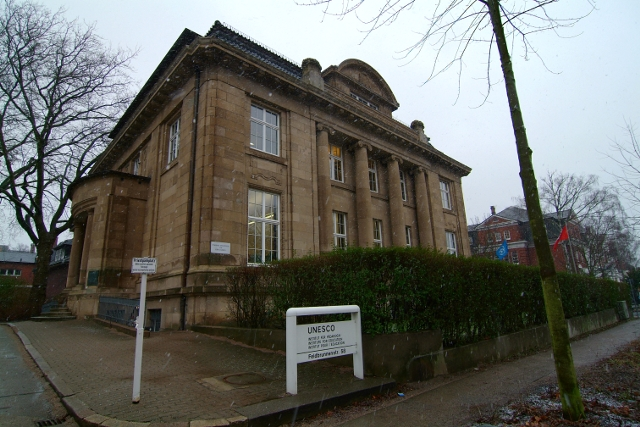
UNESCO-Institut für Lebenslanges Lernen in Hamburg

- Der Hohe Flüchtlingskommissar der Vereinten Nationen – Vertretung für Deutschland und Österreich (UNHCR), Berlin,
- Freiwilligenprogramm der Vereinten Nationen (UNV), Bonn,
- Internationale Arbeitsorganisation (ILO) – Vertretung in Deutschland, Berlin,
- Internationale Finanz-Corporation – Die Weltbankgruppe (IFC) – Büro in Deutschland, Frankfurt am Main,
- Internationale Strategie zur Katastrophenvorsorge der Vereinten Nationen – Plattform zur Förderung der Frühwarnung (UN/ISDR-PPEW),[61] Bonn,
- Internationaler Seegerichtshof (ISGH), Hamburg,
- Internationales Zentrum für Berufsbildung der UNESCO (UNESCO-UNEVOC), Bonn,
- Plattform der Vereinten Nationen für raumfahrtgestützte Informationen für Katastrophenmanagement und Notfallmaßnahmen (UNOOSA/UN-SPIDER),[62] Bonn
- Programm für Kapazitätenentwicklung im Rahmen der Wasserdekade der Vereinten Nationen (UNW-DPC),[63] Bonn,
- Regionales Informationszentrum der Vereinten Nationen für Westeuropa – Verbindungsbüro in Deutschland (UNRIC), Bonn,
- Sekretariat der Studie „Die Ökonomie von Ökosystemen und der Biodiversität“ (UNEP-TEEB), Bonn,
- Sekretariat des Abkommens zur Erhaltung der afrikanisch-eurasischen wandernden Wasservögel (UNEP/AEWA), Bonn,
- Sekretariat des Abkommens zur Erhaltung der Europäischen Fledermauspopulationen (UNEP/EUROBATS), Bonn,
- Sekretariat des Abkommens zur Erhaltung der Kleinwale in der Nord- und Ostsee, des Nordostatlantiks und der irischen See (UNEP/ASCOBANS), Bonn,
- Sekretariat des Rahmenübereinkommens der Vereinten Nationen über Klimaänderungen (UNFCCC), Bonn,
- Sekretariat des Übereinkommens der Vereinten Nationen zur Bekämpfung der Wüstenbildung (UNCCD), Bonn,
- Sekretariat des Übereinkommens zur Erhaltung der wandernden wildlebenden Tierarten (UNEP/CMS), Bonn,
- UNESCO-Institut für Lebenslanges Lernen (UNESCO-UIL), Hamburg,
- Universität der Vereinten Nationen – Institut für Umwelt und menschliche Sicherheit (UNU-EHS),[64] Bonn,
- Universität der Vereinten Nationen – Internationales Programm zur sozialen Dimension der globalen Umweltveränderung (UNU-IHDP),[65] Bonn,
- Universität der Vereinten Nationen – Vizerektorat in Europa (UNU-ViE),[66] Bonn,
- Weltbank, Büro Berlin,
- Welternährungsprogramm der Vereinten Nationen (WFP) – Verbindungsbüro Berlin,
- Weltgesundheitsorganisation – Regionalbüro für Europa, Europäisches Zentrum für Umwelt und Gesundheit (WHO-ECEH),[67] Bonn,
- Welttourismusorganisation – Beratungsstelle für biologische Vielfalt und Tourismus für vom Tsunami betroffene Länder (UNWTO),[68] Bonn.

UN-Einrichtungen in Österreich sind:

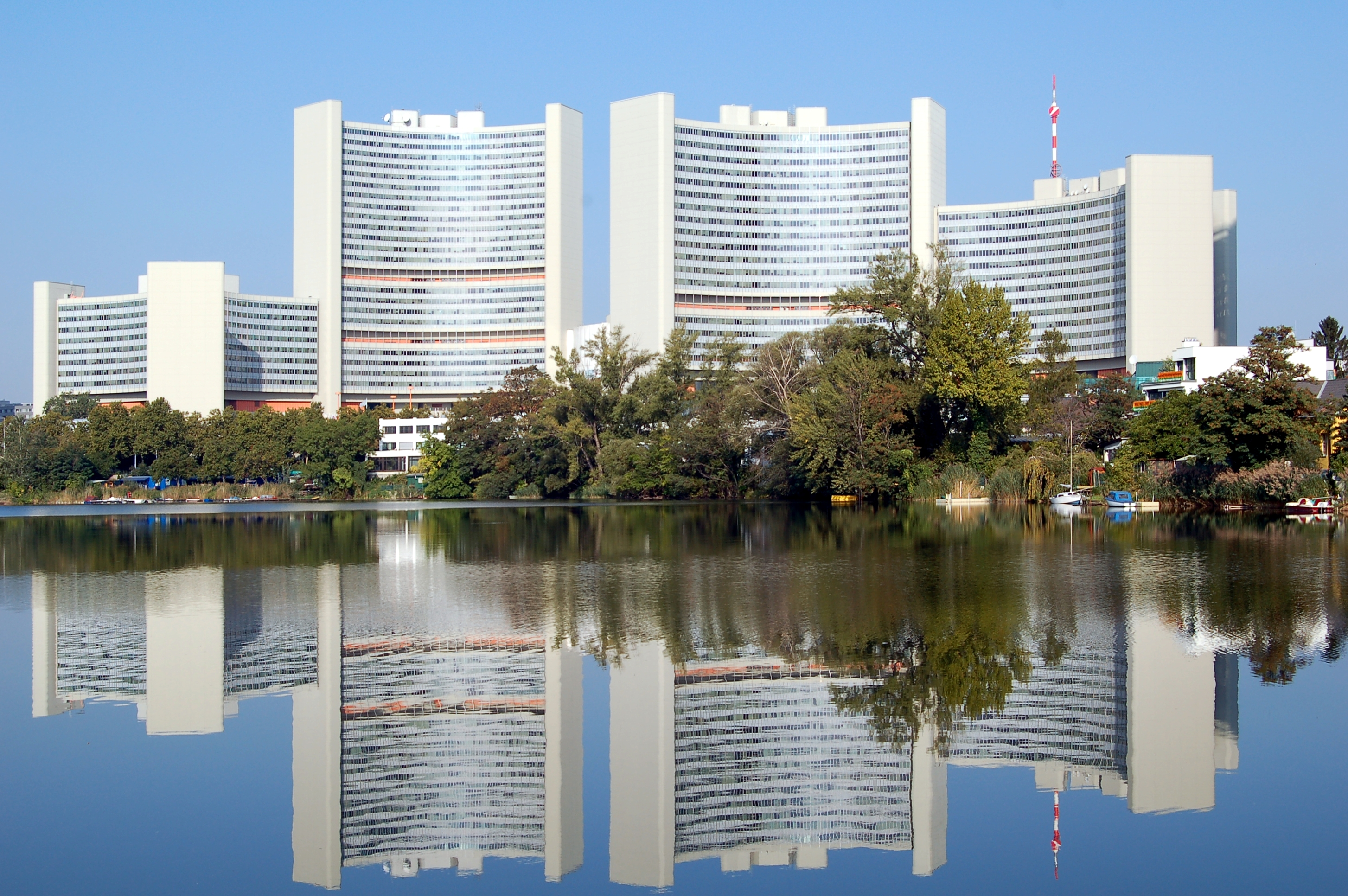
UNO-City in Wien

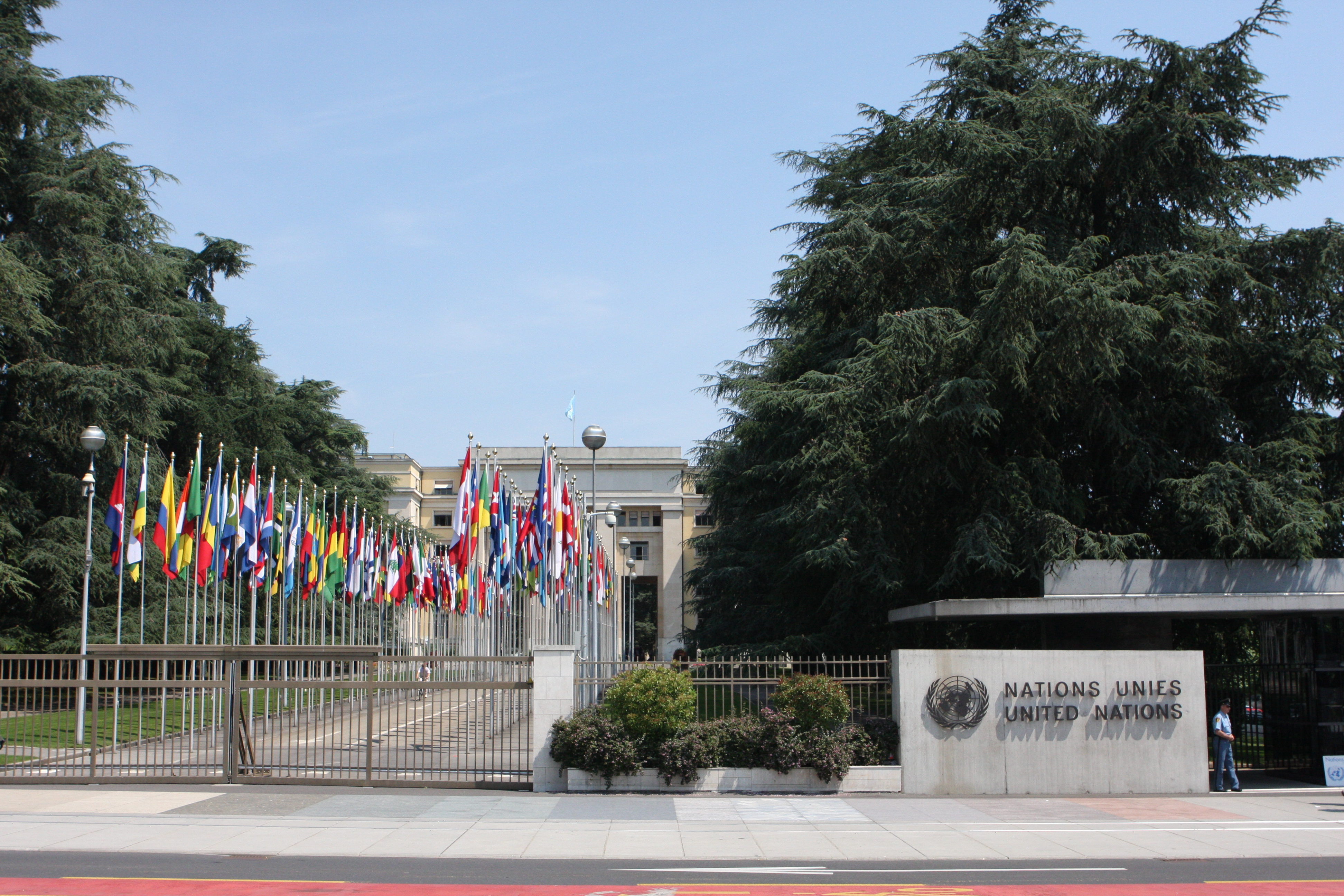
Büro der Vereinten Nationen in Genf

- Büro der Vereinten Nationen in Wien (UNOV), Wien,
- Der Hohe Flüchtlingskommissar (UNHCR), Wien,
- Konferenz der Vereinten Nationen für Handel und Entwicklung (Welthandelskonferenz), Wien,
- UNCITRAL, Wien,
- Organisation der Vereinten Nationen für industrielle Entwicklung (UNIDO), Wien,
- Vorbereitungskommission für die Organisation des Vertrags über das umfassende Verbot von Nuklearversuchen (CTBTO), Wien,
- Weltbank – Internationale Bank für Wiederaufbau und Entwicklung (IBRD), Wien,
- Weltbank – Investment Climate Department of the World Bank Group (ICD), Wien.

In der Schweiz bestehen unter anderem folgende UN-Einrichtungen:
- Büro der Vereinten Nationen in Genf (UNOG), Genf,
- Internationale Arbeitsorganisation (ILO), Genf,
- Internationale Fernmeldeunion (ITU), Genf,
- Internationales Erziehungsbüro/Organisation der Vereinten Nationen für Erziehung, Wissenschaft und Kultur (UNESCO-IBE),[69] Genf,
- Weltgesundheitsorganisation (WHO), Genf,
- Weltorganisation für geistiges Eigentum (WIPO), Genf,
- Weltorganisation für Meteorologie (WMO), Genf,
- Weltpostverein (UPU), Bern.

#### Europäische Union

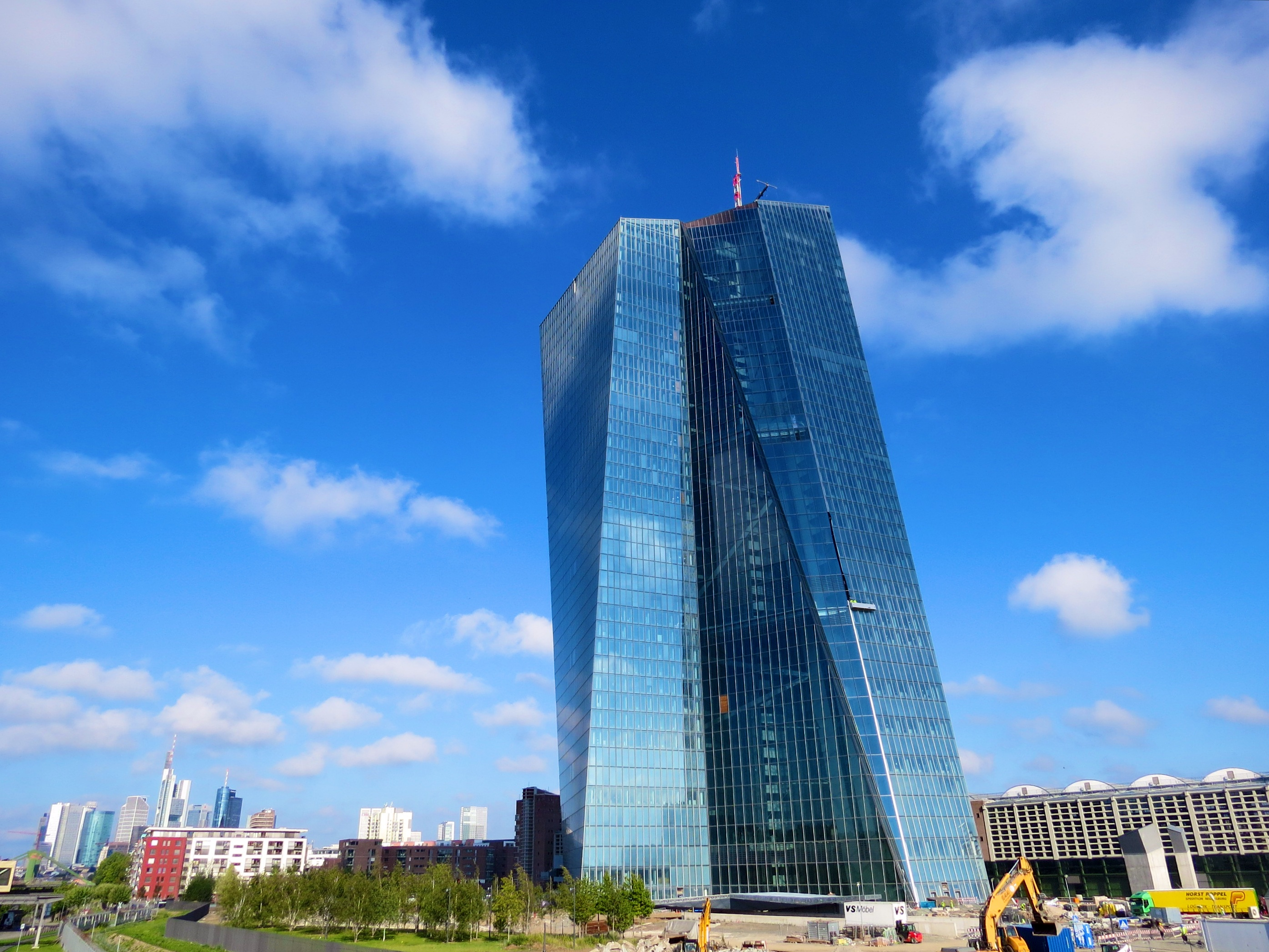
Europäische Zentralbank in Frankfurt am Main

Für die Tätigkeit der Bediensteten der Europäischen Union gelten diplomatische Vorrechte und Befreiungen gemäß Art. 343 des Vertrags über die Arbeitsweise der Europäischen Union (AEUV) i. V. m. dem Protokoll Nr. 7 über die Vorrechte und Befreiungen der Europäischen Union.
Die Räumlichkeiten der Union sind hiernach wie eine Botschaft unverletzlich (Art. 1). Dasselbe gilt für ihre Archive (Art. 2). Die Union ist von allen direkten Steuern der Mitgliedstaaten befreit. Nach Maßgabe des nationalen Rechts werden ihr gezahlte indirekte Steuern von den Mitgliedstaaten erstattet (Art. 3). Bezüglich der zum Dienstgebrauch bestimmten Gegenstände besteht Befreiung von allen Zöllen und Ein- und Ausfuhrverboten (Art. 4). Für die Nachrichtenübermittlung stehen der Union dieselben Rechte wie diplomatischen Missionen zu (Art. 5).
Mitglieder des Europäischen Parlaments unterliegen keinen Reisebeschränkungen zum Versammlungsort. Bei der Zollabfertigung und Devisenkontrolle erhalten sie seitens ihres eigenen Landes dieselben Vergünstigungen wie hohe Beamte, die in offiziellem Auftrag ins Ausland reisen, und bezüglich des Gastlandes dieselben Erleichterungen, die ausländischen Regierungsvertretern in offiziellem Auftrag gewährt werden (Art. 7). Gegen sie darf wegen einer in Ausübung ihres Amtes erfolgten Äußerung oder Abstimmung weder ermittelt werden, noch dürfen sie festgenommen oder verfolgt werden (Art. 8). Während der Sitzungsperiode des Parlaments steht den Abgeordneten in ihrem eigenen Staat die den dortigen Parlamentsmitgliedern zuerkannte Unverletzlichkeit (parlamentarische Immunität) zu, während sie im Gastland weder festgehalten noch gerichtlich verfolgt werden können (Art. 9).
Den Vertretern der Mitgliedstaaten der Union, die an den Arbeiten der Organe der Union teilnehmen, stehen während der Ausübung ihrer Tätigkeit und auf der Reise zum und vom Veranstaltungsort die üblichen Vorrechte, Befreiungen und Erleichterungen zu (Art. 10).
Beamten der Union stehen im Hoheitsgebiet jedes Mitgliedstaates Befreiung von der Gerichtsbarkeit bezüglich der von ihnen in amtlicher Eigenschaft vorgenommenen Handlungen zu, nicht jedoch in Bezug auf die Haftung gegenüber der Union und nicht in Bezug auf die Gerichtsbarkeit des Europäischen Gerichtshofs. Die Befreiung gilt für die Zeit nach Beendigung ihrer Amtstätigkeit fort. Ihre persönlichen Gegenstände, ihre Wohnungseinrichtung und ihr Kraftfahrzeug dürfen sie zollfrei ein- und nach Beendigung ihrer Tätigkeit wieder ausführen (Art. 11). Ihre von der Union gezahlten Gehälter unterliegen lediglich der Besteuerung durch die Union, nicht jedoch der Besteuerung der Mitgliedstaaten (Art. 12).
Der Staat, in dessen Hoheitsgebiet sich der Sitz der Union befindet (Belgien), gewährt den bei der Union beglaubigten Vertretern dritter Länder die üblichen diplomatischen Vorrechte und Befreiungen (Art. 16).
Die Vorrechte, Befreiungen und Erleichterungen werden den Beamten und sonstigen Bediensteten der Union ausschließlich im Interesse der Union gewährt. Jedes Organ der Union hat die Befreiungen eines Bediensteten aufzuheben, wenn dies seiner Auffassung nach den Interessen der Union nicht zuwiderläuft (Art. 17).
Der Präsident des Europäischen Rates, die Mitglieder der Kommission und des Europäischen Gerichtshofs haben dieselben Vorrechte und Befreiungen wie die Beamten der Union (Art. 19 und 20). Auch die Bediensteten der EIB und der EZB genießen Vorrechte und Befreiungen (Art. 21 und 22).
Ständige Einrichtungen der Europäischen Union in Deutschland sind:
- Europäische Agentur für Flugsicherheit (EASA), Köln,
- Europäische Zentralbank (EZB), Frankfurt am Main.

In Österreich bestehen:
- Agentur der Europäischen Union für Grundrechte (FRA), Wien,
- Europäische Energiegemeinschaft,[72] Wien,
- Europäische Investitionsbank (EIB), Büro Wien.

#### Zwischenstaatliche Einrichtungen

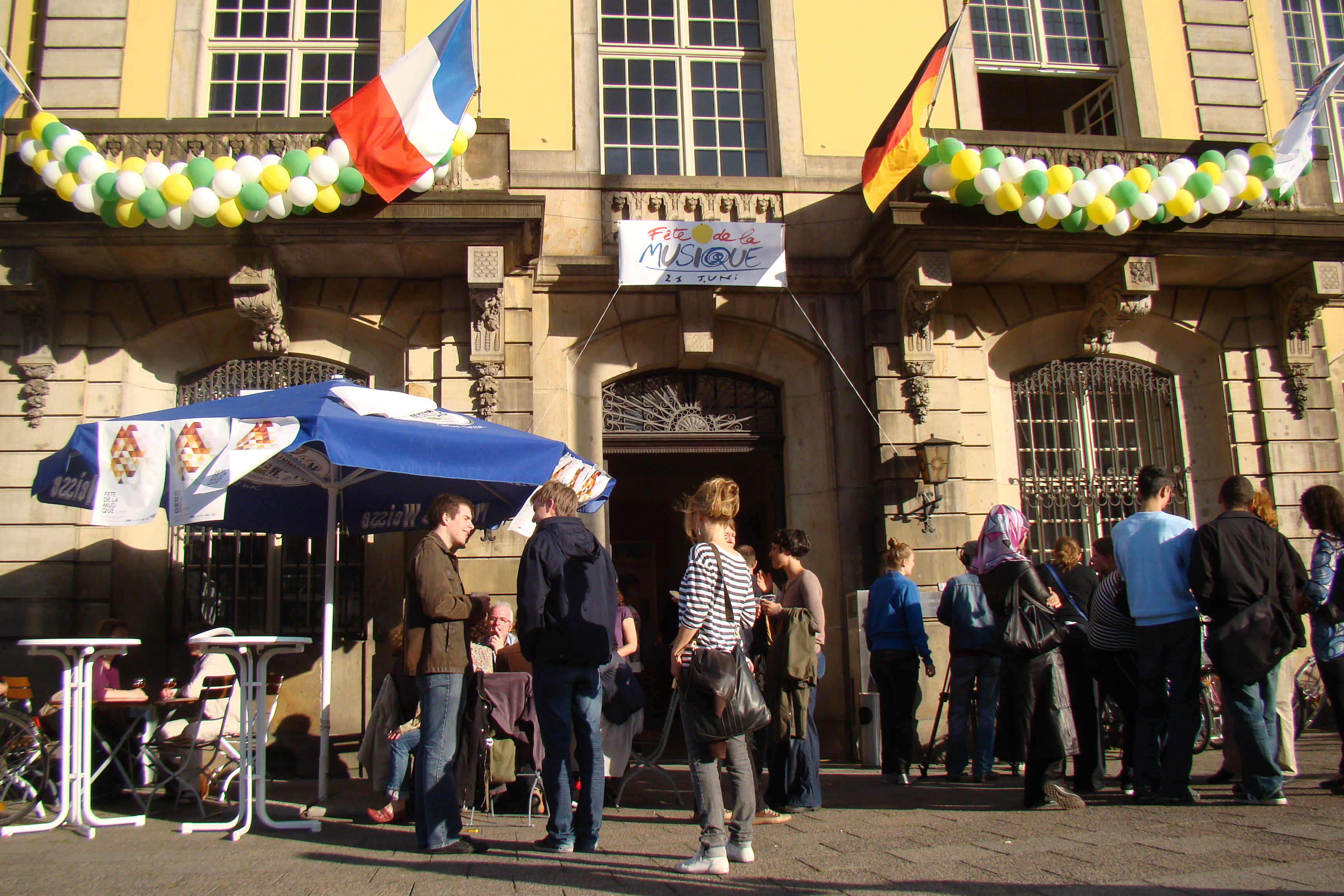
Fest des Deutsch-Französischen Jugendwerks in Berlin

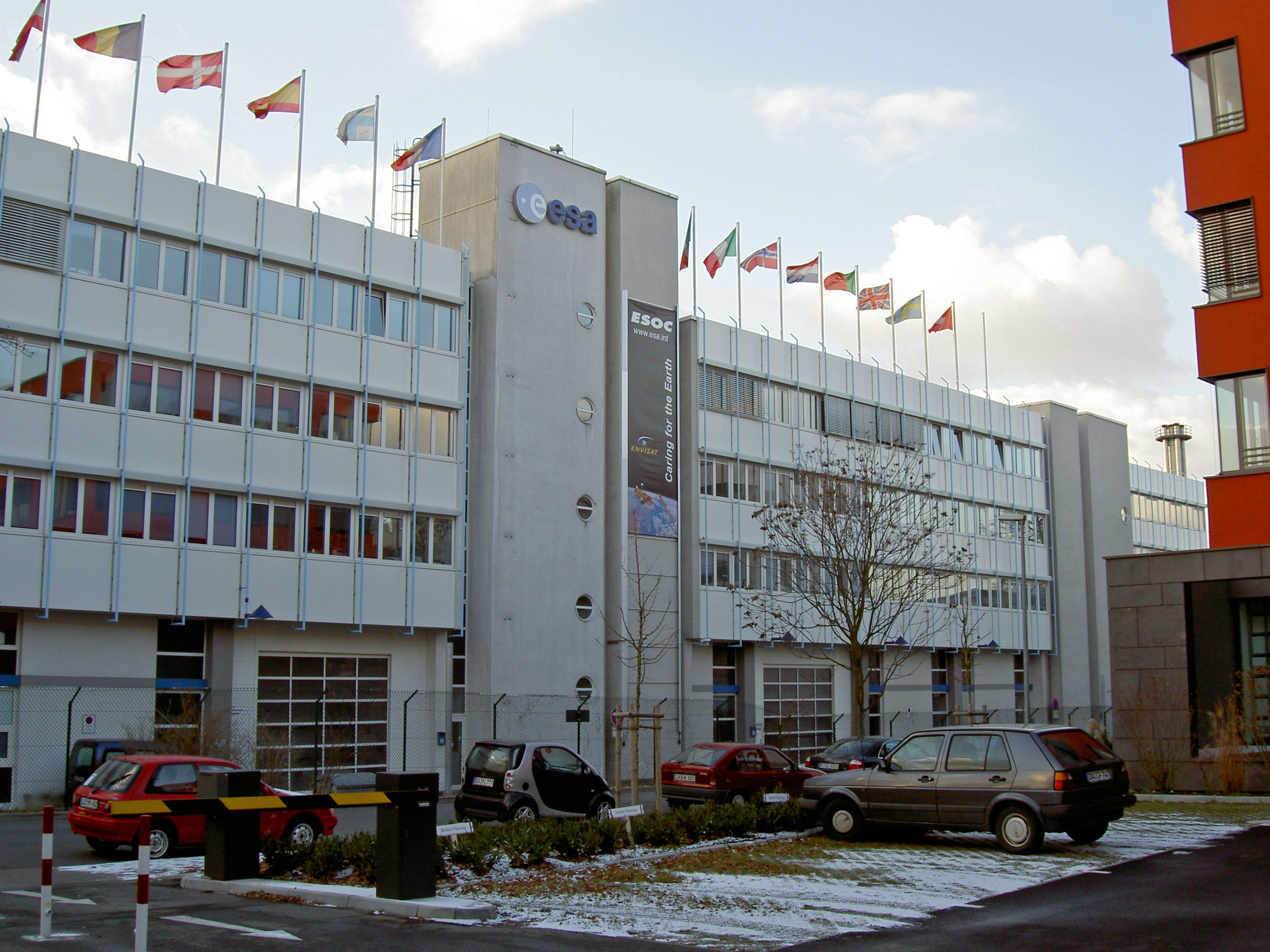
ESOC/ESA-Haupteingang in Darmstadt

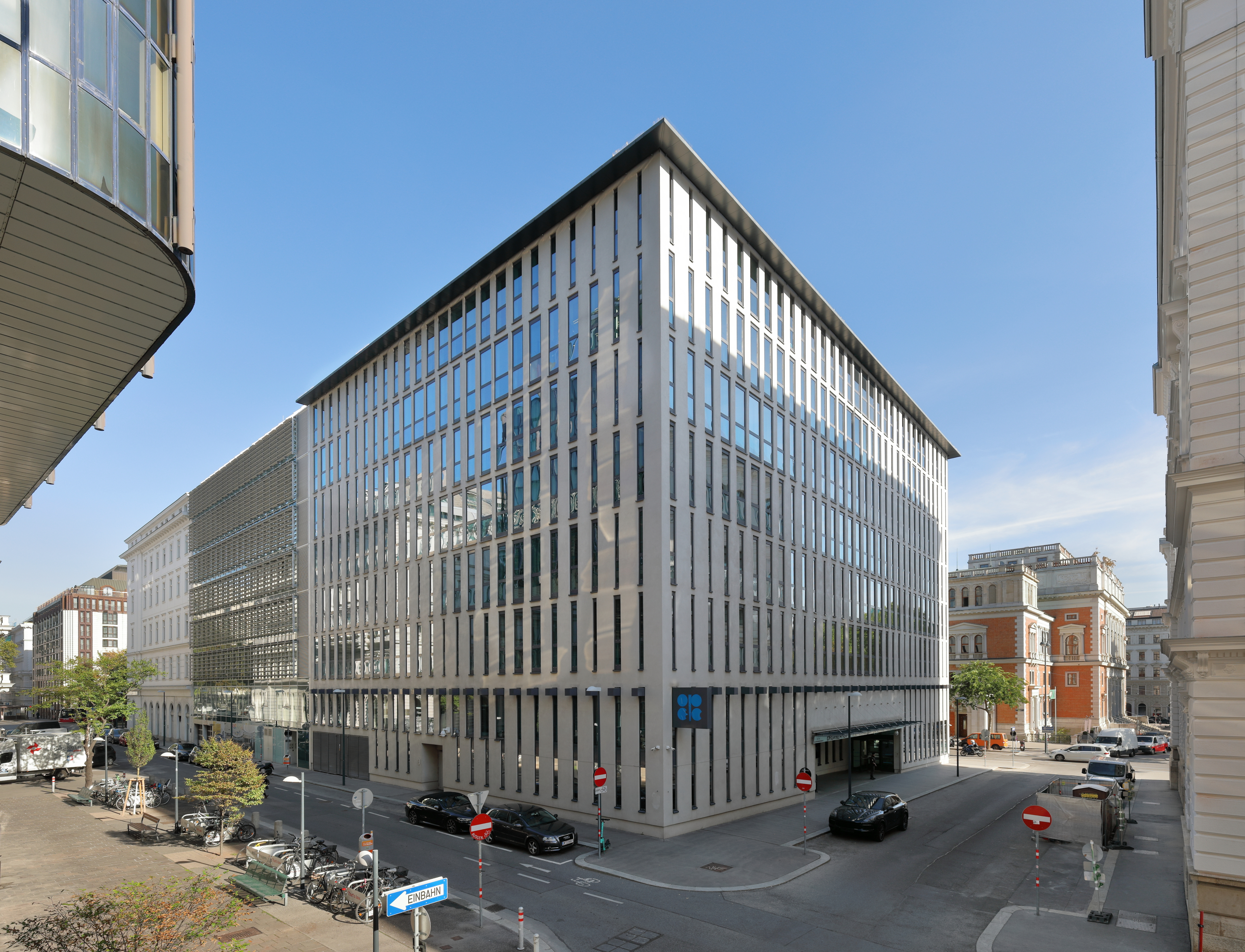
OPEC-Gebäude in Wien

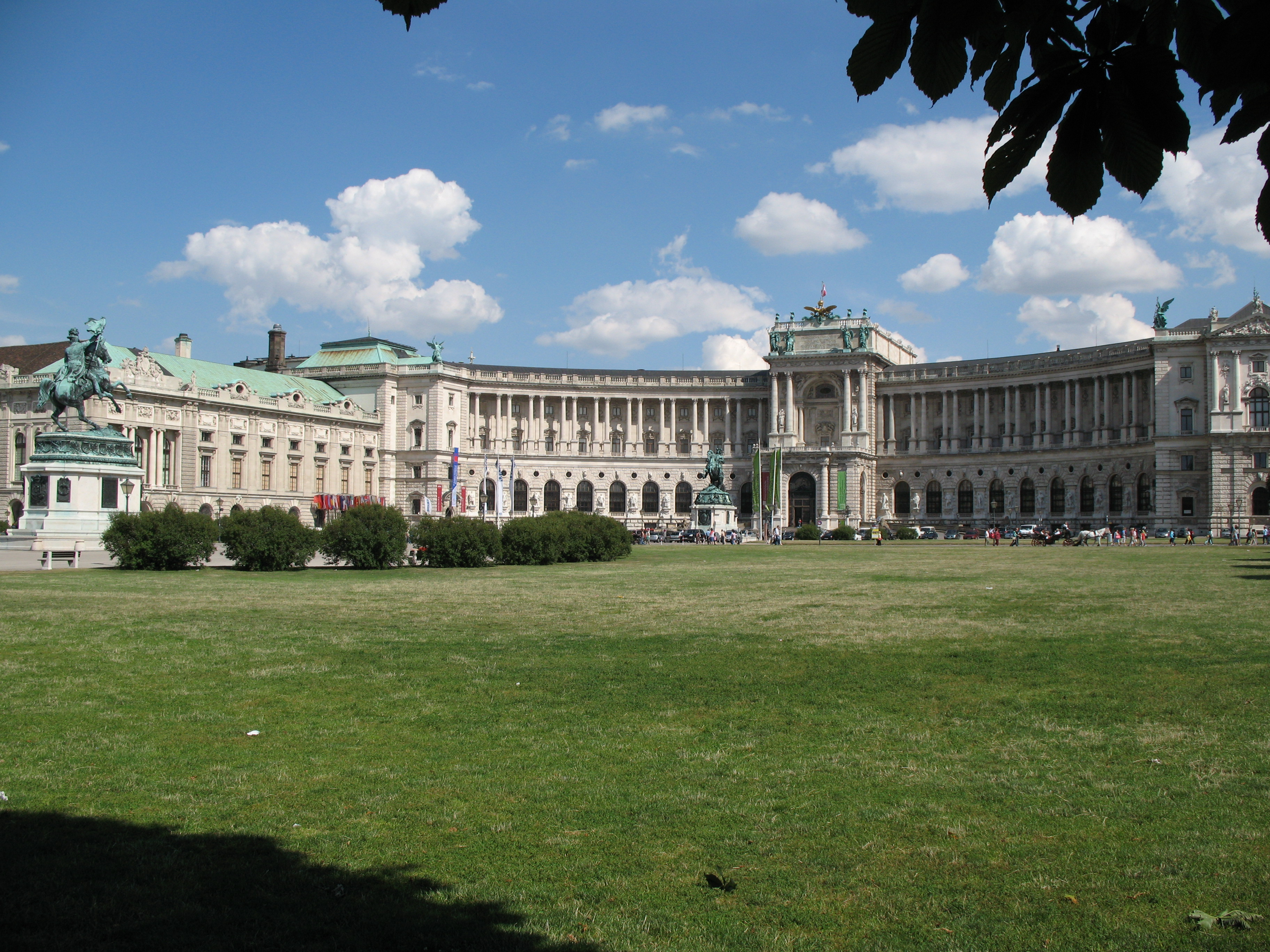
Hauptsitz der OSZE in der Wiener Hofburg

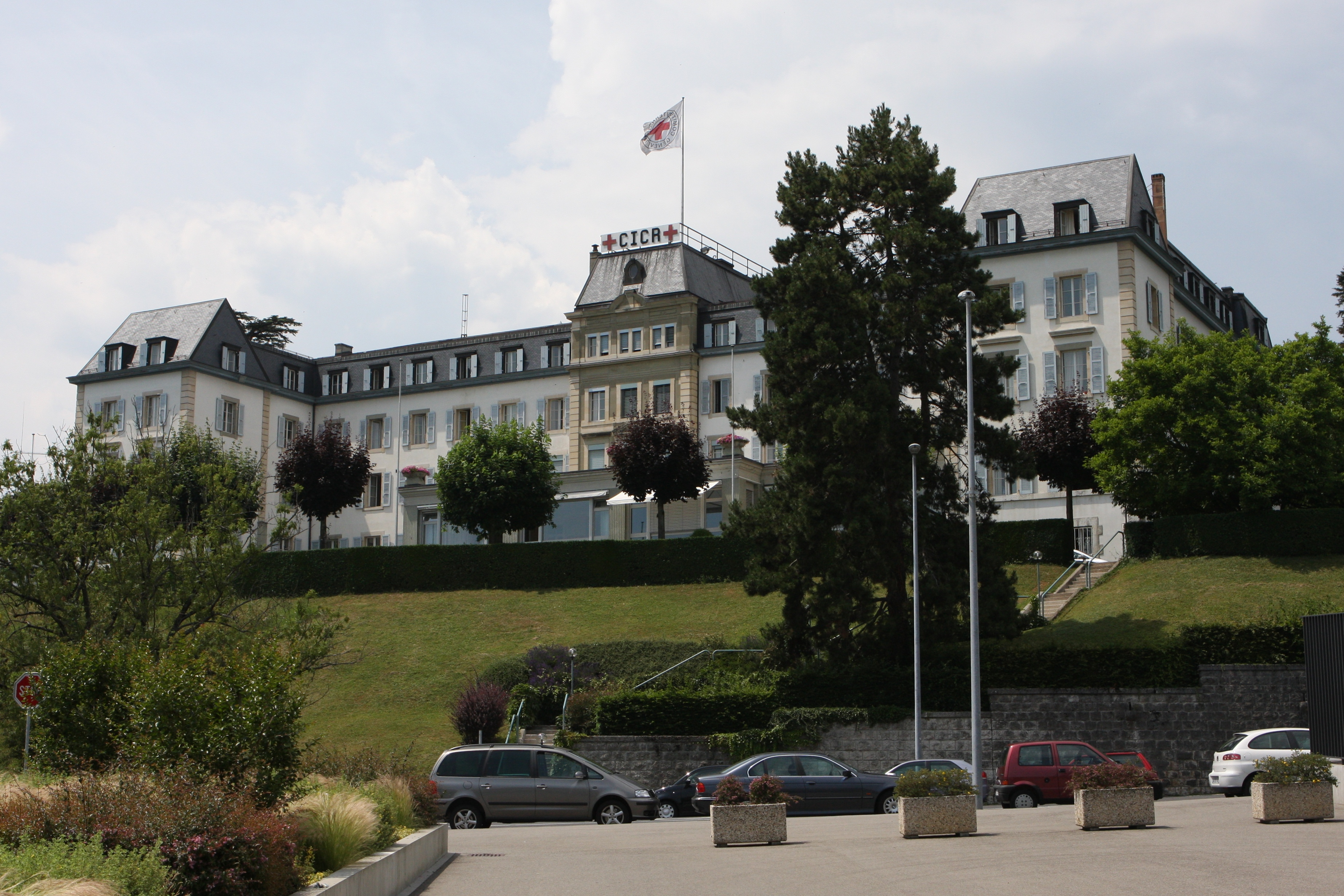
Internationale Föderation der nationalen Rotkreuz- und Rothalbmond-Gesellschaften, Genf

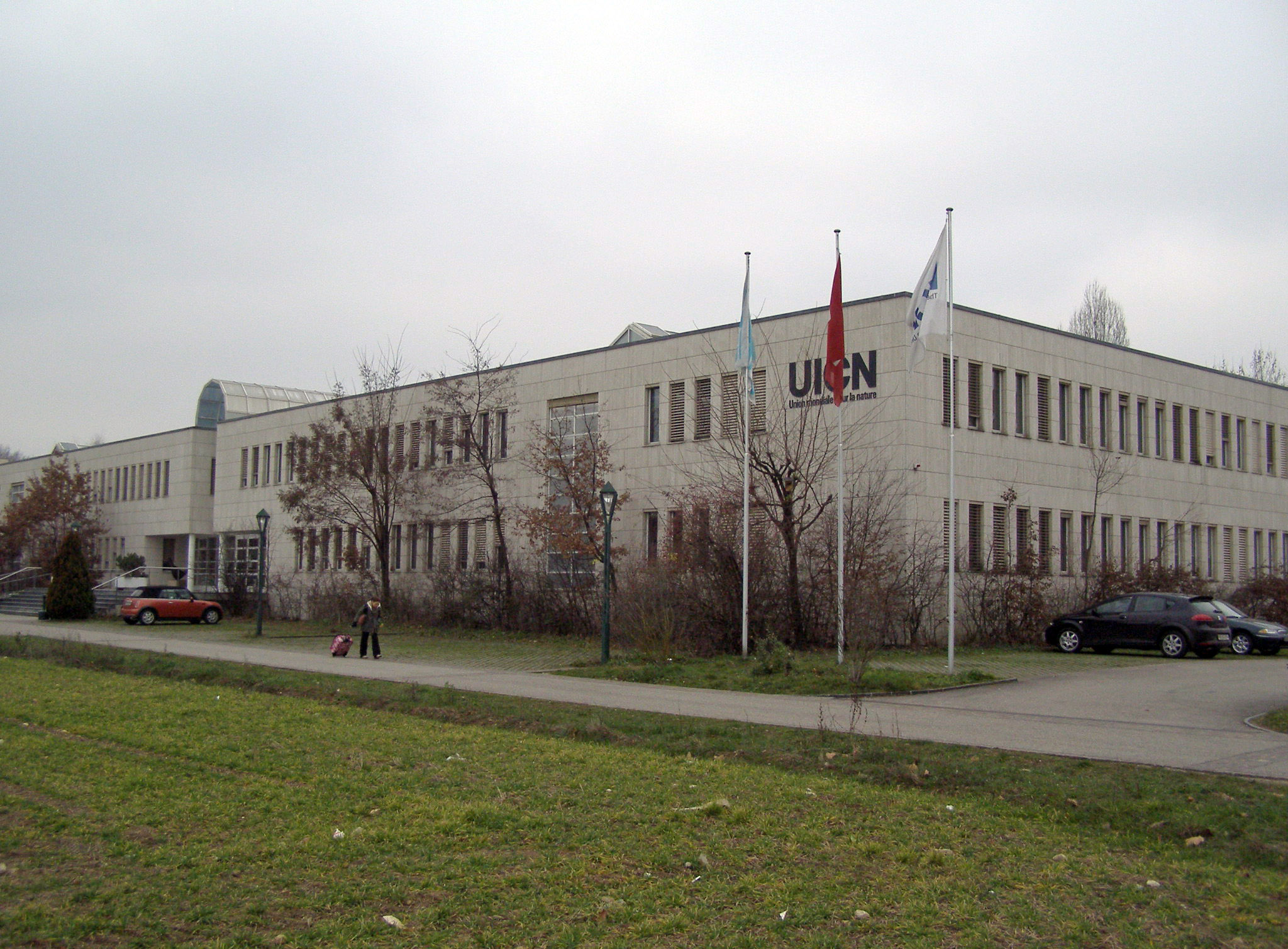
Internationale Union zur Erhaltung der Natur und der natürlichen Lebensräume, Gland

Die Vorrechte der zwischenstaatlichen Einrichtungen und ihrer Bediensteten richten sich nach den jeweiligen internationalen Vereinbarungen, die sehr unterschiedlich ausgestaltet sind. Die Bandbreite reicht von der Gleichbehandlung mit Diplomaten bis zur Amtshandlungsimmunität. Im Allgemeinen beschränken sich die Vorrechte auf die Unverletzlichkeit der Räumlichkeiten der zwischenstaatlichen Einrichtung, Zoll- und Steuerfreiheiten der Einrichtung und auf die Immunität ihrer Bediensteten für die in Ausübung ihrer offiziellen Funktion vorgenommenen Handlungen.
An zwischenstaatlichen Einrichtungen mit Sitz in Deutschland sind beispielhaft zu nennen:
- Asiatische Entwicklungsbank (ADB), Europabüro (ERO), Frankfurt am Main,
- Büro der Liga der Arabischen Staaten, Berlin,
- Deutsch-Französisches Jugendwerk (DFJW), Büro in Deutschland, Berlin,
- Deutsch-Polnisches Jugendwerk (DPJW), Büro Potsdam,
- Europäische Organisation für die Nutzung von meteorologischen Satelliten (EUMETSAT), Darmstadt,
- Europäische Organisation für astronomische Forschung in der südlichen Hemisphäre (ESO), Garching bei München,
- Europäisches Astronautenzentrum (ESA/EAC), Köln,
- Europäisches Laboratorium für Molekularbiologie (EMBL), Heidelberg,
- Europäisches Patentamt (EPA), München und Berlin,
- Europäisches Operationszentrum für Weltraumforschung (ESA/ESOC), Darmstadt,
- Gemeinsame Organisation für Rüstungskooperation (OCCAR), Bonn,
- Internationale Organisation für Erneuerbare Energien – Innovations- und Technologiezentrum (IRENA/IITC), Bonn,
- Internationale Organisation für Migration (IOM), Verbindungsstelle bei der Regierung der Bundesrepublik Deutschland, Berlin und Nürnberg,
- NATO EF 2000 and Tornado Development, Production and Logistics Management Agency (NETMA), Unterhaching,
- Organisation für wirtschaftliche Zusammenarbeit und Entwicklung (OECD) Berlin Center, Berlin.

In Österreich bestehen unter anderem folgende zwischenstaatliche Einrichtungen:
- Alpenkonvention, Innsbruck,
- Europäische Weltraumorganisation (ESA), Wien,
- Europäisches Fremdsprachenzentrum (EFSZ, ECML, CELV), Graz,
- Europäisches Patentamt (EPA) – Dienststelle Wien,
- Europarat – Büro Wien,
- InterAction Council, Sekretariat Wien,
- Internationale Anti-Korruptionsakademie (IACA), Laxenburg,
- Internationale Atomenergie-Organisation (IAEA), Wien,
- Internationale Kommission zum Schutz der Donau (ICPDR/IKSD), Wien,
- Internationales Institut für Angewandte Systemanalyse (IIASA), Laxenburg,
- Internationales Zentrum für Migrationspolitikentwicklung (ICMPD),[73] Wien,
- Joint Vienna Institute (JVI),[74] Wien,
- OPEC-Fonds für Internationale Entwicklung (OFID), Wien,
- Organisation erdölexportierender Länder (OPEC), Wien,
- Organisation für Sicherheit und Zusammenarbeit in Europa (OSZE), Wien,
- Parlamentarische Versammlung der OSZE (OSCE PA), Verbindungsbüro Wien,
- Wassenaar-Abkommen für Exportkontrollen von konventionellen Waffen und doppelverwendungsfähigen Gütern und Technologien (WA), Wien.

In der Schweiz beruht der Status der internationalen Organisationen auf den mit diesen geschlossenen Vereinbarungen. Das nationale Gaststaatgesetz (GSG) vom 22. Juni 2007 legt innerstaatlich die Voraussetzungen fest, unter denen die Schweiz internationalen Einrichtungen Vorrechte, Immunitäten und Erleichterungen einräumt sowie finanzielle Beiträge gewährt. Hierauf beruhend erging eine Vollzugsverordnung (Gaststaatverordnung – V-GSG) vom 7. Dezember 2007. Beide Normen traten am 1. Januar 2008 in Kraft.
Die Schweiz ist Sitz folgender zwischenstaatlicher Einrichtungen:
- Agentur für internationale Handelsinformation und -kooperation (ACICI),[77] Genf,
- Bank für internationalen Zahlungsausgleich (BIZ), Basel,
- Beratungszentrum für WTO-Recht (ACWL),[78] Genf,
- Europäische Freihandelsassoziation (EFTA), Genf,
- Europäische Organisation für Kernforschung (CERN), Genf,
- Globaler Fonds zur Bekämpfung von AIDS, Tuberkulose und Malaria (GFATM), Genf,
- Internationale Föderation der nationalen Rotkreuz- und Rothalbmondgesellschaften (FISCR), Genf,
- Internationale Organisation für Migration (IOM), Genf,
- Internationale Organisation für Zivilschutz (ICDO), Genf,
- Internationaler Verband zum Schutz von Pflanzenzüchtungen (UPOV), Genf,
- Internationales Amt für Textilien und Bekleidung (BITH), Genf,
- Internationales Komitee vom Roten Kreuz (IKRK), Genf,
- Interparlamentarische Union (IPU), Genf,
- Süd-Zentrum (South Centre),[79] Genf,
- Vergleichs- und Schiedsgerichtshof innerhalb der OSZE (Cour OSCE),[80] Genf,
- Welthandelsorganisation (WTO), Genf,
- Zwischenstaatliche Organisation für den internationalen Eisenbahnverkehr (OTIF), Bern.

Mit den folgenden quasizwischenstaatlichen Organisationen hat die Schweiz ein Fiskalabkommen geschlossen:
- Internationale elektrotechnische Kommission (IEC), Genf,
- Internationale Gesellschaft für Luftfahrt-Telekommunikation (SITA), Büro Genf,
- Internationale Normenorganisation (ISO), Genf,
- Internationale Union zur Erhaltung der Natur und der natürlichen Lebensräume (IUCN), Gland,
- Internationaler Luftverkehrsverband (IATA), Büro Genf,
- Internationaler Rat der Flughäfen (ACI), Genf,
- World Anti-Doping Agency (WADA), Büro Lausanne.

### Staatsoberhäupter und andere offiziell eingeladene Repräsentanten anderer Staaten

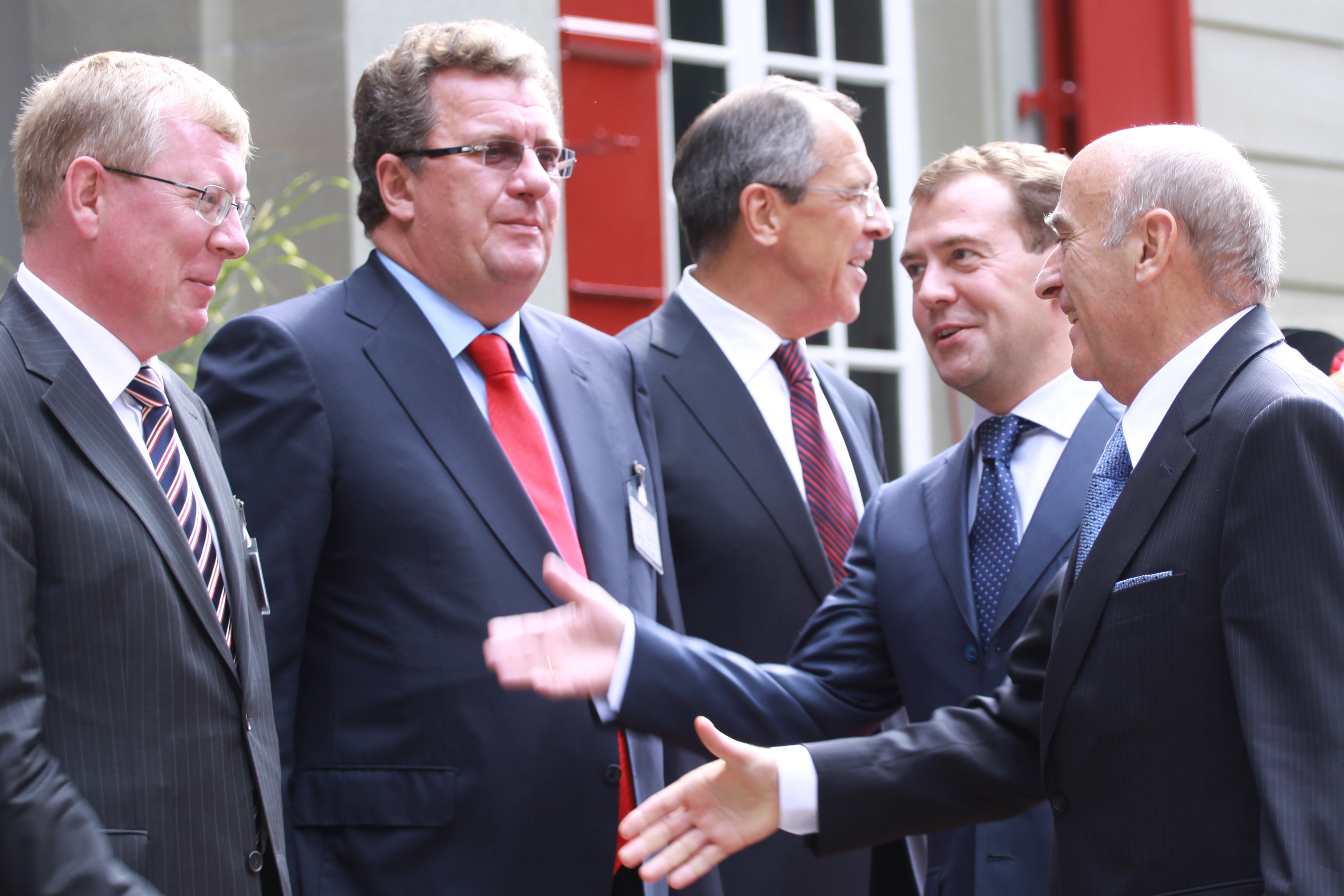
Während eines Staatsbesuchs genießen Staatsoberhäupter, Regierungschefs und Minister Immunität, hier der russische Präsident Dmitri Medwedew anlässlich eines Staatsbesuchs in der Schweiz am 21. September 2009 in Bern.

Amtierende Staatsoberhäupter, bei Besuchen aufgrund amtlicher Einladung auch die sie amtlich begleitenden Angehörigen sowie ihr sonstiges Gefolge (Berater, Presseberichterstatter, Fahrer, Sicherheitsbeamte), sind nicht nach dem WÜD, sondern nach allgemeinem Völkergewohnheitsrecht umfassend geschützt. Sie sind von der Gerichtsbarkeit des Gastlandes befreit und genießen das Privileg der Unverletzlichkeit, so dass keine hoheitlichen Zwangsmaßnahmen gegen sie durchgeführt werden dürfen. Dasselbe gilt für amtierende Regierungschefs und Minister von Regierungen anderer Staaten und die sie amtlich begleitenden Angehörigen und ihr sonstiges Gefolge bei Besuchen in amtlicher Eigenschaft (in Deutschland für beide Gruppen in § 20 GVG geregelt). Der Kreis der geschützten Personen ergibt sich aus der Delegationsliste, die dem einladenden Staat vorgelegt wird.
In Deutschland genießen auch sonstige Repräsentanten ausländischer Staaten, die sich aufgrund amtlicher Einladung in Deutschland aufhalten, Immunität (z. B. die ausländischen Gäste einer Bundesbehörde, vgl. § 20 Abs. 1 GVG).
Die auf einem russischen Flughafen im Rahmen der Flugsicherheitskontrollen vorgenommene Leibesvisitation an einer Schweizer Bundesrätin stieß in der Schweiz auf heftige Kritik. Die Bundesrätin war auf einem gewöhnlichen Linienflug gebucht und benutzte keine offizielle Maschine der Schweizer Regierung.
Die Familienangehörigen von Staatsoberhäuptern genießen keine Vorrechte und Befreiungen, z. B. der im Empfangsstaat studierende Sohn eines Staatspräsidenten.
Der in München u. a. des illegalen Waffenhandels und anderer Delikte verdächtige Sohn des damaligen libyschen Staatschefs Muammar al-Gaddafi, Saif al-Arab al-Gaddafi, genoss keine diplomatische Immunität. Auch die Tatsache, dass die Münchner Wohnung Gaddafis von der libyschen Botschaft ohne Zustimmung (vgl. hierzu Art. 12 WÜD) des Auswärtigen Amtes zum Gästehaus der Botschaft erklärt wurde und ihm zeitweise ein Botschaftsfahrzeug zur Nutzung überlassen wurde, änderte daran nichts. Gaddafis Wohnung wurde durchsucht, und er wurde wegen Fahrens ohne Fahrerlaubnis und einer Trunkenheitsfahrt strafrechtlich belangt.

### Diplomaten fremder Staaten auf der Durchreise

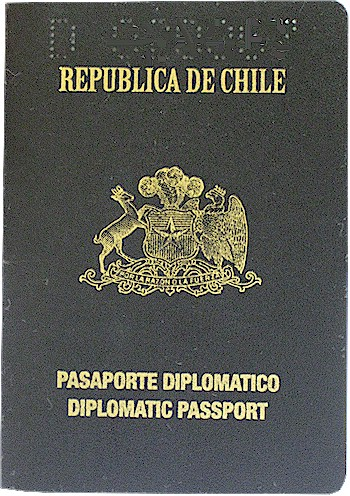
Ein Diplomatenpass allein verschafft noch keine Immunität.

Grundsätzlich gilt, dass nur die Personen Privilegien genießen, die im Empfangsstaat akkreditiert sind. Der Besitz eines ausländischen Diplomatenpasses allein begründet keine Privilegien.
Reist jedoch ein Diplomat, ein Konsularbeamter, ein Mitglied des Verwaltungs- und technischen Personals oder des dienstlichen Hauspersonals (nicht jedoch des privaten Hauspersonals) durch einen Drittstaat, um sein Amt im Empfangsstaat anzutreten oder um auf seinen Posten oder in seinen Heimatstaat zurückzukehren, so stehen ihm Unverletzlichkeit und alle sonstigen für seine sichere Durchreise oder Rückkehr erforderlichen Vorrechte und Befreiungen zu. Das gilt auch, wenn er in den Heimaturlaub fährt oder aus dem Urlaub an seine Dienststelle zurückkehrt. Der Transit darf grundsätzlich allerdings nicht mit unüblich langen Unterbrechungen touristischer bzw. sonstiger persönlicher Art verbunden werden. Dies gilt auch für die Familienangehörigen, die ihn begleiten oder die getrennt von ihm reisen, um sich zu ihm zu begeben, oder die in ihren Heimatstaat zurückkehren (Art. 40 Abs. 1 WÜD, Art. 54 Abs. 1 und 2 WÜK).
Hält sich der Betroffene dienstlich, z. B. als Teilnehmer einer Konferenz einer internationalen im Empfangsstaat vertretenen Organisation auf, genießt er Privilegien nur, wenn die entsprechende Reise offiziell angekündigt war, auf offizielle Einladung des Empfangsstaates hin erfolgte oder wenn für die Durchführung der Konferenz mit der durchführenden internationalen Organisation ein sogenanntes Konferenzabkommen abgeschlossen wurde, welches Privilegien vorsieht. Möglich ist auch, dass mit der betreffenden internationalen Organisation bereits entsprechende Privilegienabkommen existieren (in Deutschland z. B. mit den Vereinten Nationen).
Bei einem Drittstaat akkreditierte Diplomaten genießen außerhalb dieser Regelungen (z. B. anlässlich einer privaten Urlaubsreise) keine Immunität. Aus diesem Grunde hatte sich der ehemalige syrische Botschafter in der DDR nach der Wiedervereinigung vor deutschen Gerichten für seine Beteiligung an einem Sprengstoffanschlag gegen das Maison de France in West-Berlin im August 1983 zu verantworten. Der Botschafter hatte es seinerzeit zugelassen, dass der bei dem Anschlag verwendete Sprengstoff vorübergehend in der Botschaft in Ost-Berlin gelagert werden durfte. Sein Einwand, die Bundesrepublik sei Rechtsnachfolger der DDR und müsse seine diplomatische Immunität in der DDR respektieren, ließ das Bundesverfassungsgericht nicht gelten, weil die diplomatische Immunität in der DDR auch schon vor der Wiedervereinigung einer strafrechtlichen Ahndung vor bundesrepublikanischen Gerichten nicht entgegengestanden habe. Daran habe sich durch die Wiedervereinigung nichts geändert.

### In Deutschland stationierte NATO-Soldaten

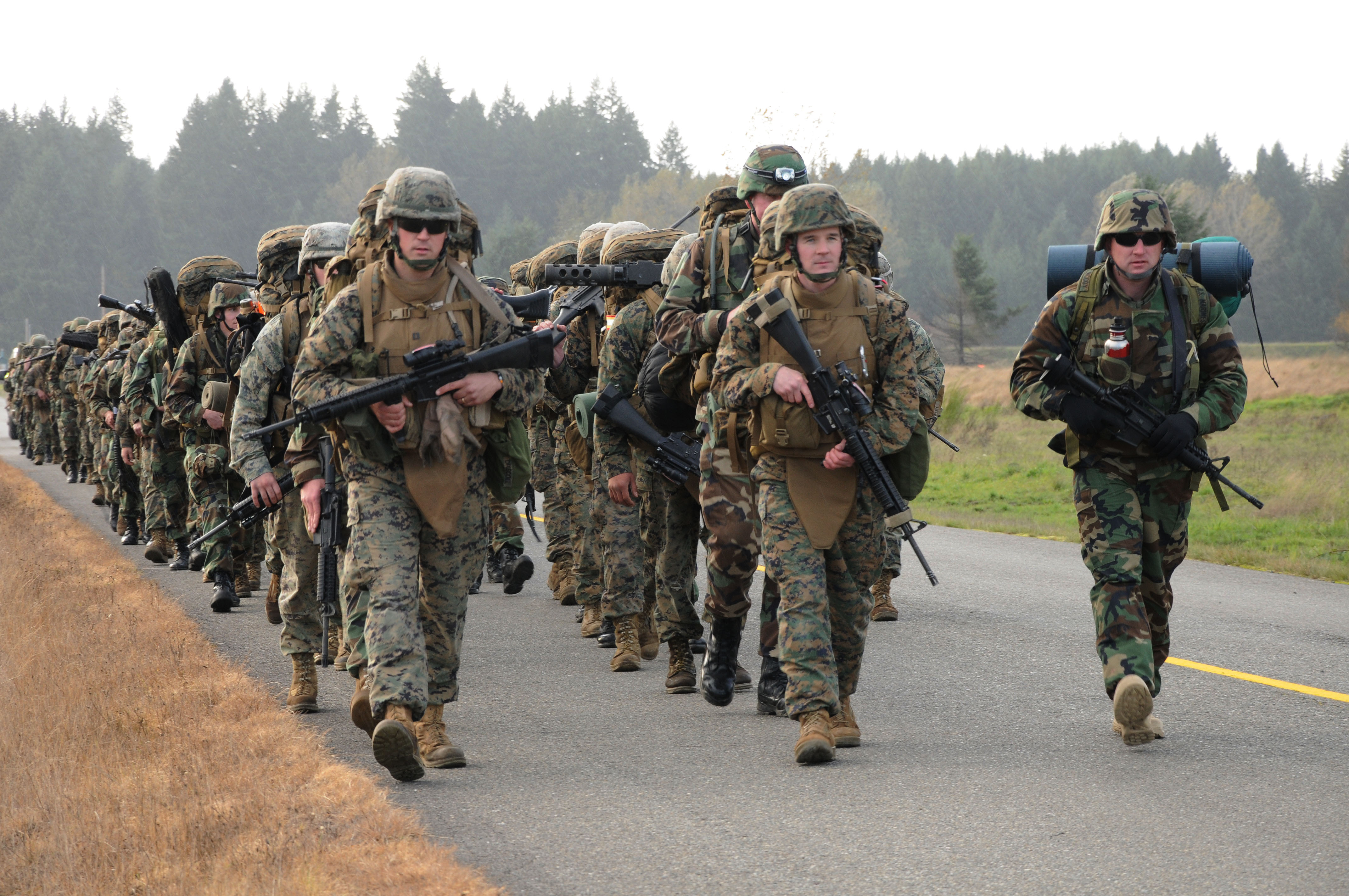
NATO-Soldaten genießen vor allem Zoll- und Steuerbefreiungen.

In Deutschland stationierte Soldaten der NATO-Mitgliedstaaten genießen keinen Diplomatenstatus, haben aber gleichwohl Sonderrechte, die denen der Diplomaten ähneln.
Für die Rechtsstellung der Stationierungsstreitkräfte Belgiens, Frankreichs, Kanadas, der Niederlande, Großbritanniens und der Vereinigten Staaten von Amerika innerhalb der Bundesrepublik Deutschland gilt das NATO-Truppenstatut und das Zusatzabkommen zum NATO-Truppenstatut.
Im NATO-Truppenstatut und im Zusatzabkommen zu diesem werden den jeweiligen Stationierungsstreitkräften Privilegierungen und Immunitäten gewährt. Dies umfasst beispielsweise die Bereiche Zivil-, Verwaltungs- und Strafgerichtsbarkeit, Sozialrecht, Zoll- und Steuerpflicht und das Führen von Kraftfahrzeugen. Daneben finden sich zusätzlich vor allem im Zusatzabkommen Regelungen zur Liegenschaftsnutzung oder auch zur Beschäftigung deutscher Ortskräfte als Arbeitnehmer bei den Stationierungsstreitkräften.
Für die NATO-Hauptquartiere in Deutschland bestehen besondere Vereinbarungen.

## Ausweisdokumente der Diplomaten

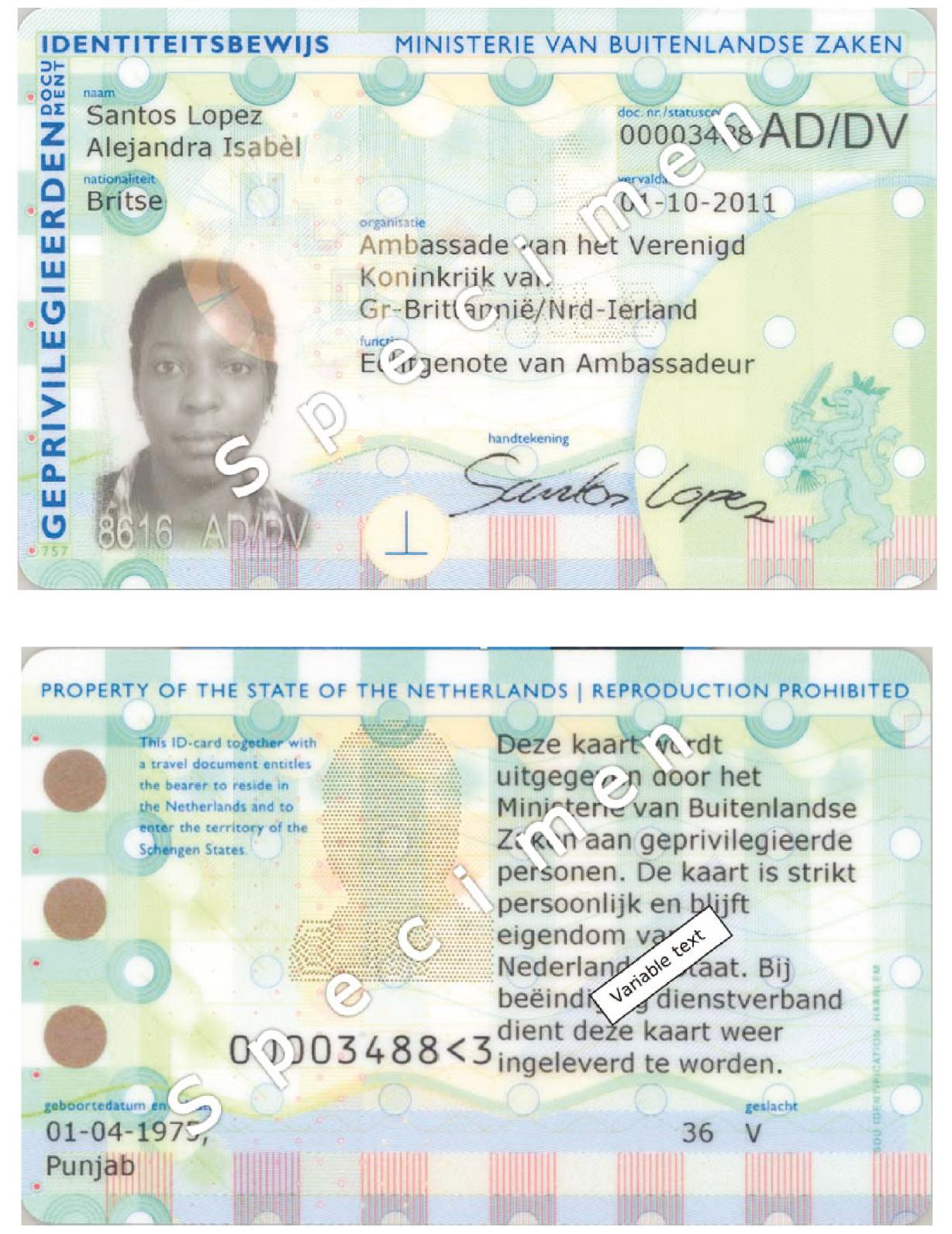
Muster eines niederländischen Diplomatenausweises

Neben dem Diplomatenpass seines eigenen Landes – des Entsendestaates – erhält der Diplomat vom Empfangsstaat einen Diplomatenausweis, der Angaben zum Umfang der diplomatischen Vorrechte und Befreiungen enthält. Ausgestellt wird der Diplomatenausweis vom Chef des Protokolls beim Außenministerium.
Für akkreditierte Angehörige des ausländischen diplomatischen Korps in Deutschland wird seit 2019 ein Protokollausweis ausgestellt, der zur Einreise in alle Schengenländer berechtigt und den Inhaber ausweist, Diplomatenstatus gem. WÜD oder WÜK innezuhaben. Aussteller ist vorgenanntes Ministerium.
Die Mitgliedstaaten des Schengenraums sind nach Art. 19 Abs. 2 Schengener Grenzkodex verpflichtet, sich gegenseitig über das Aussehen und die Bedeutung ihrer aufgrund nationaler Rechtsvorschriften ausgestellten Diplomatenausweise zu unterrichten. Dies ist erforderlich, weil die Diplomatenausweise auch Reisedokumentcharakter haben. Ihren Inhabern ist es innerhalb des Schengengebietes gestattet, visumfrei in jeden anderen Schengenstaat für kurzzeitige Aufenthalte von nicht mehr als drei Monaten je Halbjahr zu reisen.
Die Mitteilungen der Mitgliedstaaten werden im Amtsblatt C der Europäischen Union regelmäßig veröffentlicht. Bisher sind folgende Mitteilungen ergangen (dort sind auch umfangreiche Ausweismuster abgebildet):
- für alle Mitgliedstaaten des Jahres 2006; das sind (in der Reihenfolge des Abdrucks) Belgien, Tschechien, Dänemark, Deutschland, Estland, Griechenland, Spanien, Frankreich, Italien, Zypern, Lettland, Litauen, Luxemburg, Ungarn, Malta, Niederlande, Österreich, Polen, Portugal, Slowenien, Slowakei, Finnland, Schweden, Island, Norwegen: ABl. C 247/2006 vom 13. Oktober 2006, S. 85–198[86]

Folgende Ergänzungen wurden gemeldet:
- für Estland und Italien: ABl. C 153/2007 vom 6. Juli 2007, S. 15–20[87]
- für die Schweiz: ABl. C 331/2008 vom 31. Dezember 2008, S. 16–20[88]
- für Malta: ABl. C 64/2009 vom 19. März 2009, S. 18–19[89]
- für Island: ABl. C 239/2009 vom 6. Oktober 2009, S. 7–8[90]
- für Estland: ABl. C 304/2010 vom 10. November 2010, S. 6–9[91]
- für die Niederlande: ABl. C 273/2011 vom 16. September 2011, S. 11–12[92]
- für Spanien: ABl. C 357/2011 vom 7. Dezember 2011, S. 3–10[93]
- für Belgien: ABl. C 88/2012 vom 24. März 2012, S. 12–17[94]
- für Polen: ABl. C 120/2012 vom 25. April 2012, S. 4–8[95]
- für Finnland: ABl C 182/2012 vom 22. Juni 2012, S. 10–11[96]
- für Rumänien: ABl. C 214/2012 vom 20. Juli 2012, S. 4–6[97]
- für Tschechien: ABl. C 238/2012 vom 8. August 2012, S. 5–6[98]
- für Spanien: ABl. C 255/2012 vom 24. August 2012, S. 2–8[99]

## Dauer des Diplomatenstatus

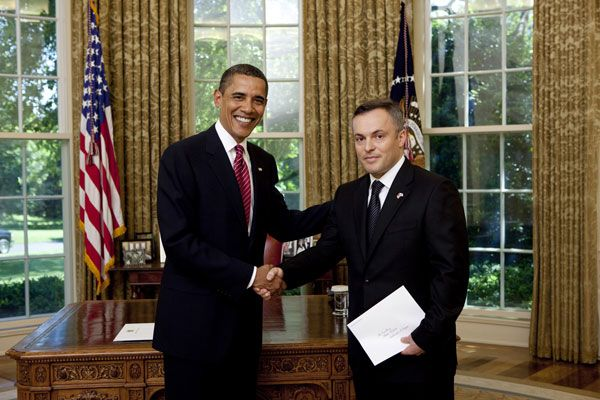
Der neue georgische Botschafter Batu Kutelia überreicht US-Präsident Obama sein Beglaubigungsschreiben. (2009)

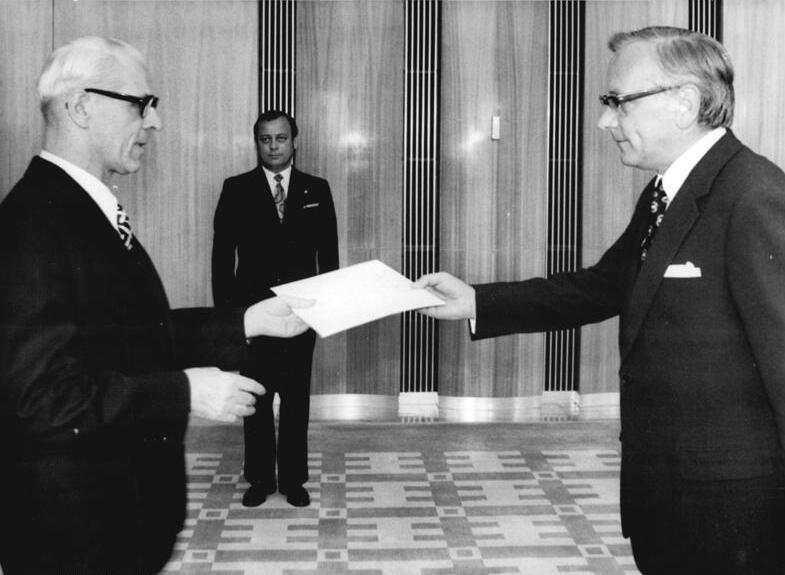
Eine eher untypische Akkreditierung „analog“ dem WÜD: Der Ständige Vertreter der Bundesrepublik Deutschland, Günter Gaus (rechts), überreicht dem Staatsoberhaupt der DDR, Willi Stoph, sein Beglaubigungsschreiben.

Um den Schutz diplomatischer Vorrechte und Befreiungen beanspruchen zu können, muss die Person beim Empfangsstaat in der Regel akkreditiert sein. Die Bestellung des Leiters der Mission bedarf der vorherigen Zustimmung des Empfangsstaates (Agrément, Art. 4 WÜD); die übrigen Funktionsstellen darf der Entsendestaat – von wenigen Ausnahmen abgesehen – nach freiem Ermessen besetzen (Art. 7 WÜD). Der Leiter der konsularischen Vertretung bedarf ebenfalls der Zustimmung des Empfangsstaates in Form des Exequaturs (Art. 12 WÜK), die übrigen Bediensteten des Konsulats besetzt der Entsendestaat nach freiem Ermessen (Art. 19 Abs. 1 WÜK).
Bei Personen unterhalb der Botschafterebene erfolgt die Akkreditierung durch ein Schreiben der Mission des Entsendestaates an das Außenministerium des Empfangsstaates, mit dem die betreffende Person zur Eintragung in die Diplomaten- oder Konsularliste angemeldet wird. Die Akkreditierung ist erfolgt, wenn der Empfangsstaat ein Dienstvisum zur Einreise und nach erfolgter Einreise einen Diplomatenausweis ausstellt.

### Beginn und Ende
Die Vorrechte und Befreiungen stehen einer akkreditierten Person mit der Einreise in den Empfangsstaat zum Dienstantritt zu. Befindet sich die Person bereits im Empfangsstaat stehen die Vergünstigungen ab dem Zeitpunkt zu, zu dem der Entsendestaat dem Empfangsstaat den Beginn der Tätigkeit notifiziert hat (Art. 39 Abs. 1 WÜD, Art. 53 Abs. 1 und 2 WÜK).
Die Vorrechte und Befreiungen enden bei einer Person, deren dienstliche Tätigkeit beendet ist (Art. 43 WÜD, Art. 25 WÜK), erst im Zeitpunkt der Ausreise (Art. 39 Abs. 2 WÜD, Art. 53 Abs. 3 WÜK). In Bezug auf die von der betreffenden Person in Ausübung ihrer dienstlichen Tätigkeit als Mitglied der Mission vorgenommenen Handlungen bleibt jedoch die Immunität über die Ausreise hinaus bestehen (Art. 39 Abs. 2 Satz 2 WÜD, Art. 53 Abs. 4 WÜK). Die fortbestehende Immunität gilt somit nicht in Bezug auf Handlungen im privaten Bereich, soweit diese gewährt wurde; diese Immunität endet mit der Ausreise. Ein Botschaftsangehöriger, der persönliche Immunität genießt, kann daher nach einer Rückkehr in den Empfangsstaat für Handlungen verfolgt werden, die er im privaten Bereich begangen hat. Für Handlungen im dienstlichen Bereich bleibt die Immunität dagegen auch bei einer späteren Rückkehr in den Empfangsstaat bestehen.
Stirbt ein Mitglied der Mission oder konsularischen Vertretung, so genießen seine Familienangehörigen bis zum Ablauf einer angemessenen Frist die Vorrechte und Befreiungen, die ihnen bisher zugestanden haben (Art. 39 Abs. 3 WÜD, Art. 53 Abs. 5 WÜK).
Die Vorrechte und Befreiungen enden auch, wenn der Empfangsstaat den Betroffenen zur unerwünschten Person erklärt hat (persona non grata) und die ihm gewährte Frist zur Ausreise verstrichen ist (Art. 9 WÜD und Art. 23 WÜK). Unter befreundeten Staaten sind solche plakativen Maßnahmen, auf die der Entsendestaat zudem regelmäßig mit gleichartigen Maßnahmen reagiert, unüblich; im Bedarfsfall wird der Entsendestaat konsultiert und diskret um baldige Abberufung des Betroffenen gebeten.
Honorarkonsularbeamten stehen Vorrechte und Befreiungen in der Regel nur für die Dauer ihrer Zulassung durch den Empfangsstaat zu, für Amtshandlungen, die während ihrer Amtszeit begangen worden sind, jedoch auf unbeschränkte Zeit (Art. 53 Abs. 4 i. V. m. Art. 58 Abs. 2 WÜK).

### Persönlicher Anwendungsbereich
Ist der Betroffene, der aufgrund seines Status privilegiert wäre, Staatsangehöriger des Empfangsstaates oder Staatsangehöriger des Entsendestaates, aber im Empfangsstaat ständig ansässig, genießt er Privilegien ungeachtet seines Ranges stets nur für Amtshandlungen, sogenannte Amtshandlungsimmunität (Art. 38 WÜD, Art. 71 WÜK). Bezüglich eigener Staatsangehöriger gilt dies auch für internationale Organisationen (z. B. für die UN und ihrer Nebenorgane gemäß Abschn. 15 der Abkommens von 1946, für die UN-Sonderorganisationen aufgrund § 17 des Abkommens von 1947). Verstöße gegen das Straßenverkehrsrecht fallen in der Regel nicht unter die Amtshandlungsimmunität.
Ständig ansässig ist eine Person in der Regel, wenn sie zu dem Zeitpunkt, zu dem sie von der Mission angestellt wird, bereits seit längerer Zeit im Empfangsstaat ihren Wohnsitz hatte. Bei einem entsandten Mitglied einer Mission oder konsularischen Vertretung, das sich ungewöhnlich lange (über zehn Jahre) im Empfangsstaat aufhält, ist ebenfalls von einer ständigen Ansässigkeit auszugehen.

### Verzicht auf den Diplomatenstatus
Angehörige einer diplomatischen oder konsularischen Vertretung können auf die diplomatische Immunität nicht wirksam verzichten. Dieses Recht steht nur dem Entsendestaat zu (Art. 32 WÜD, Art. 45 WÜK). Hierzu bedarf es einer ausdrücklichen Erklärung. Es entspricht internationaler Staatenpraxis, hiervon im Allgemeinen keinen Gebrauch zu machen.

### Verfolgung von Straftaten oder Ordnungswidrigkeiten durch den Entsendestaat
Eine Verfolgung von Straftaten oder Ordnungswidrigkeiten durch den Entsendestaat ist grundsätzlich möglich und völkerrechtlich ausdrücklich zugelassen (Art. 31 Abs. 4 WÜD). Hiervon wird auch Gebrauch gemacht (siehe Abschnitt Kritik am Verhalten der Vorgesetzten der Diplomaten).

## Missbrauch des Diplomatenstatus
Kritik am Diplomatenstatus richtet sich vor allem gegen den Missbrauch diplomatischer Vorrechte im Zusammenhang
- mit der dienstlichen und privaten Teilnahme am Straßenverkehr,
- mit Diebstählen von Waren in Läden, Kaufhäusern und an Tankstellen,
- mit den Pflichten des Diplomaten als Arbeitgeber hinsichtlich seiner privaten Hausangestellten.

### Verkehrsordnungswidrigkeiten
Situation in Deutschland

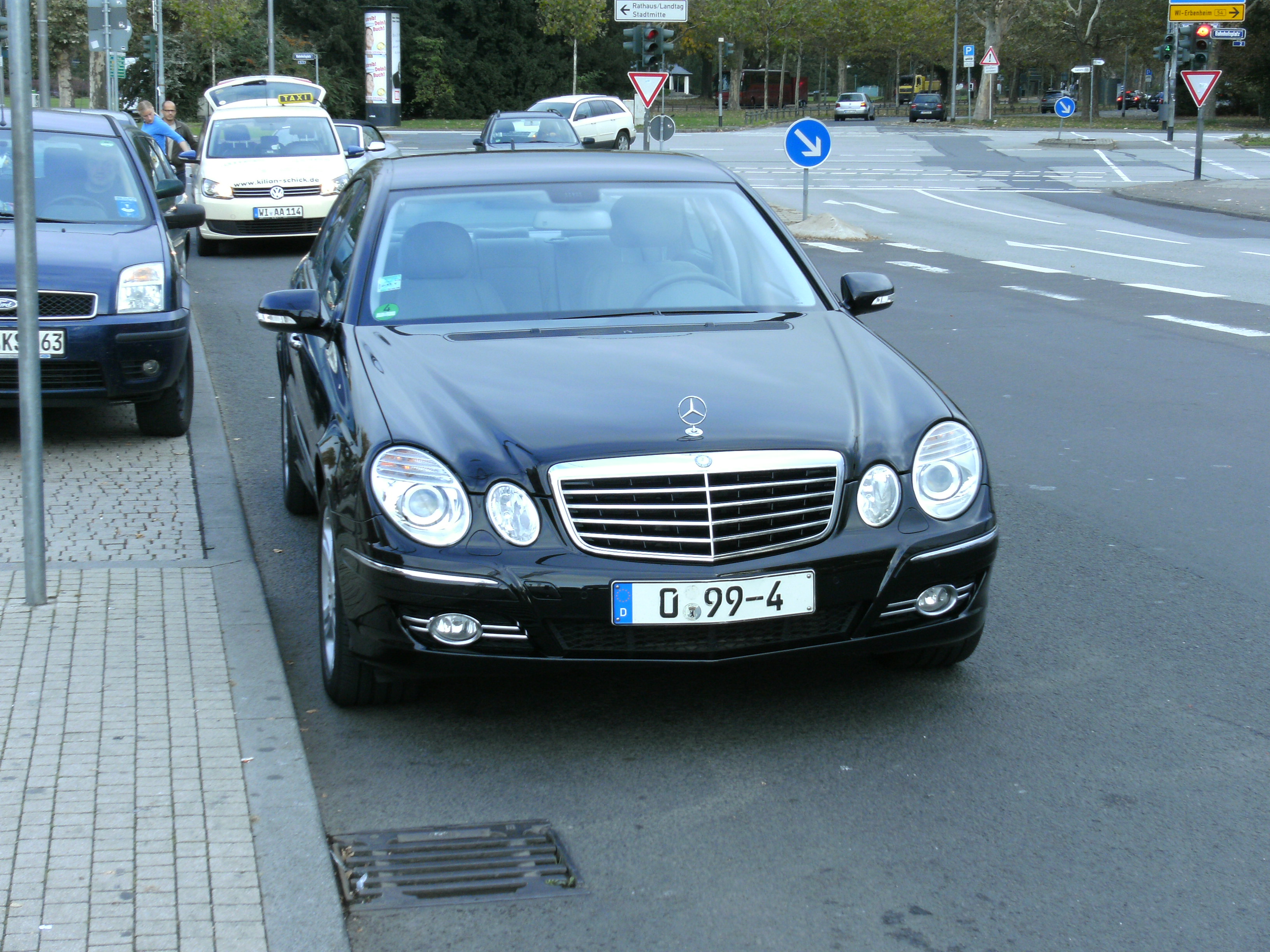
Die Zahl der von Diplomaten begangenen Verkehrsordnungswidrigkeiten erreichte im Jahr 2011 einen neuen Höchststand

Die Anzahl der von Diplomaten bzw. deren Fahrer in Berlin begangenen Verkehrsordnungswidrigkeiten hat seit 2005 nach einem kurzzeitigen Rückgang in den Jahren 2008 und 2009 kontinuierlich zugenommen. Offiziellen Angaben des Berliner Innensenators zufolge begingen Diplomaten im Jahre 2005 6.879 Verkehrsordnungswidrigkeiten. Im Jahr 2006 stieg die Zahl auf 10.179 und im Jahr 2007 auf 12.025 Delikte. Im Jahre 2008 fiel die Gesamtzahl auf 8.398 und 2009 auf 8.610 Delikte ab, während sie im Jahr 2010 auf insgesamt 14.934 Delikte anstieg und im Jahr 2011 einen vorläufigen Höchststand von 18.886 Delikten erreichte, ehe spätestens im Jahr 2018, mehr als 21.000 Ordnungswidrigkeiten von Diplomaten begangen wurden. In den Jahren 2020 und 2021, während der COVID-19-Pandemie, reduzierten sich die Ordnungswidrigkeiten durch Diplomaten in Berlin auf 12.570 (2020) bzw. 9973 (2021).
Der diplomatische Fahrzeugbestand blieb dabei weitgehend unverändert und lag bei 2.880 Fahrzeugen (16. März 2009), 3.048 Fahrzeugen (31. Dezember 2009), 2.939 Fahrzeugen (31. Dezember 2010) und 2.874 Fahrzeugen (22. Mai 2011). Stand 2022 sind es 2550 Fahrzeuge.
Die dem Land Berlin entgangenen Verwarnungs- und Bußgelder beliefen sich auf ca. 200.000 Euro (2007), 159.940 Euro (2008), 180.010 Euro (2009), 156.595 Euro (2010), 274.590 Euro (2011) und 200.000 Euro (2021). Die häufigsten Verstöße waren Parkverstöße und Geschwindigkeitsüberschreitungen.
Den zwischenzeitlichen Rückgang der Verkehrsordnungswidrigkeiten führte der Berliner Innensenator auf eine Rundnote des Auswärtigen Amtes an die in Berlin ansässigen Botschaften zurück, in der an die Beachtung des geltenden Straßenverkehrsrechts erinnert wurde. Zudem wurden ausländische Vertretungen, bei denen sich Verstöße gegen das Straßenverkehrsrecht häuften, durch das Auswärtige Amt in verstärktem Maße individuell ermahnt. Im Verhältnis zur Zahl der angemeldeten Fahrzeuge fielen überdurchschnittlich häufig die Diplomaten aus Ägypten, Iran, der Republik Korea (2009 und 2010), Aserbaidschan (2009 und 2010) sowie Libyen (2008 und 2009) auf; bei den weiteren Spitzenreitern Saudi-Arabien, Russische Föderation, China, Frankreich, Griechenland, Polen und USA (nur 2010) relativiert sich die Gesamtzahl der begangenen Verstöße wegen der von diesen Ländern zugleich eingenommenen Spitzenstellung im Fahrzeugbestand. Bei den am 31. Dezember 2009 in Berlin zugelassenen Diplomatenfahrzeugen entfielen auf die USA 269, auf die Russische Föderation 148, auf Frankreich 110, Saudi-Arabien 101, China 99, Griechenland und Polen je 70 im Vergleich zu Ägypten (43), Iran (42), der Republik Korea (55), Aserbaidschan (19) und Libyen (30). Für 2011 ist nur bekannt, dass die am häufigsten betroffenen diplomatischen Vertretungen in absteigender Reihenfolge Saudi-Arabien, Russische Föderation, USA, Volksrepublik China, Georgien, Ägypten, Italien, Aserbaidschan, Türkei, Iran, Pakistan und Griechenland waren.
Situation in Österreich
In Wien wurden zwischen Juni 2006 und Mai 2009 6.366 Verstöße gegen die Straßenverkehrsordnung und 31.283 Verstöße gegen das Parkometergesetz durch Diplomaten begangen, die seitens der Behörden als nicht verfolgbar angesehen wurden. Im Jahre 2008 lag die Zahl der Verwaltungsübertretungen bei ca. 2.100, im Jahre 2009 bei ca. 2.550 und im Jahre 2010 bei ca. 2.400. Seit 2009 werde die Botschaft oder die internationale Organisation um Mitteilung ersucht, ob die festgesetzte Strafe bezahlt werde. Das österreichische Außenministerium habe in den letzten Jahren zahlreiche Missionen und internationale Organisationen davon überzeugt, Verwaltungsübertretungen im Verkehr freiwillig zu bezahlen. Dies geschehe in etwa einem Drittel der Fälle – mit steigender Tendenz; im Übrigen werde Immunität geltend gemacht.
Über die Herkunftsländer der am häufigsten aufgefallenen Diplomaten wird von offizieller Seite lediglich mitgeteilt, dass im Jahre 2010 79 Verwaltungsübertretungen von Diplomaten aus Russland, 63 von Diplomaten aus Kasachstan und 40 von Diplomaten aus China begangen worden seien. Einer anderen Äußerung des österreichischen Außenministeriums ist zu entnehmen, dass der Durchsetzung von Bußgeldern gegen Diplomaten gewichtige wirtschaftliche Interessen gegenüberstünden: Ohne die Gewährung der international üblichen Privilegien und Immunitäten würden internationale Organisationen ihren Sitz von Wien wegverlegen, weshalb es dann zu Steuerausfällen komme. Der wirtschaftliche Nutzen der internationalen Organisationen sei für Österreich erheblich. In einer Studie des Consultingunternehmens Ernst & Young aus dem Jahr 2009 zur Umwegrentabilität internationaler Organisationen sei festgestellt worden, dass Österreich einen positiven jährlichen Nettoeffekt von über 400 Millionen Euro aus der Präsenz internationaler Organisationen erziele.
Situation in der Schweiz

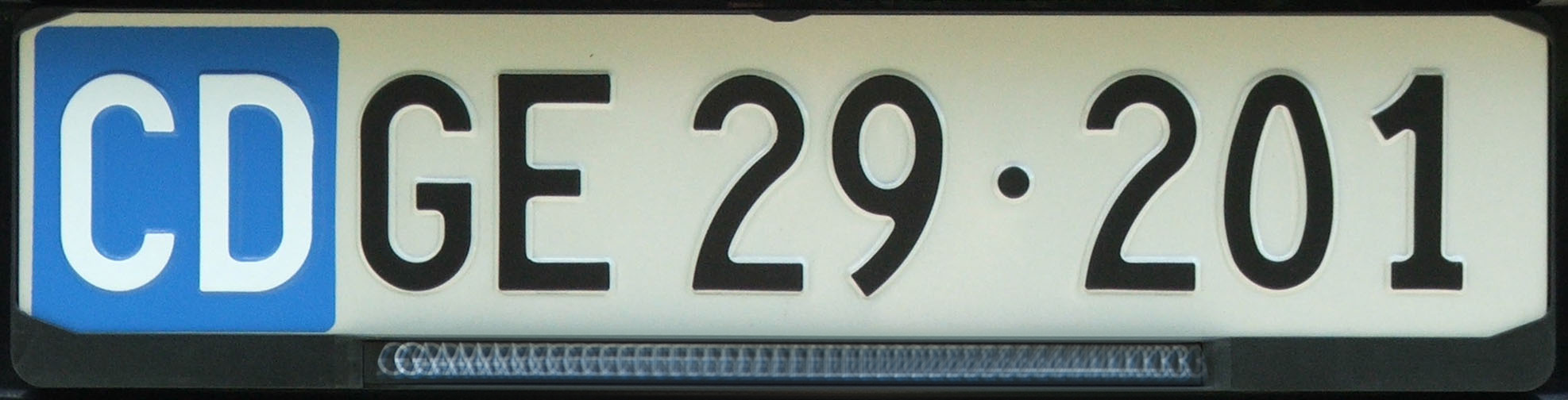
Das Kfz-Kennzeichen (Schweizer Sprachgebrauch: Kontrollschild) für Internationale Organisationen hat – wie hier bei einem Kennzeichen aus Genf – einen blauen Hintergrund, das der Botschaftsangehörigen (vor allem in Bern) einen grünen.

In der Schweiz werden seit 2005 Verkehrsordnungswidrigkeiten von Diplomaten in Bern durch Festsetzung von Bußgeldern verfolgt. Zwangsmaßnahmen werden im Falle der Nichtbezahlung jedoch nicht ergriffen. Im Jahre 2009 wurden 2.910 Zuwiderhandlungen gegen das Straßenverkehrsgesetz von Personen mit Diplomatenstatus registriert; hierauf ergangene Bußgeldbescheide wurden in nur 335 Fällen (12 %) bezahlt. Im Jahre 2010 seien 2.637 Ordnungsbußen ausgestellt worden, wovon lediglich 194 (7 %) bezahlt worden seien. In einer Antwort auf eine Interpellation erklärte der Bundesrat im Jahre 2009, dass sich die insgesamt von ausländischen Vertretungen und internationalen Organisationen über die Jahre geschuldeten Beträge auf rund 7,5 Millionen Franken in Genf und auf 389.000 Franken in Bern beliefen.
In Genf unterscheidet sich die Lage zu Bern insofern, als dort neben ca. 40 Botschaften (überwiegend afrikanischer und asiatischer Staaten), die bei der Schweiz akkreditiert sind, vor allem internationale Organisationen und bei diesen akkreditierte Ständige Vertretungen der Mitgliedstaaten ansässig sind, deren Mitglieder diplomatische Immunität in der Regel nur in dienstlichen Angelegenheiten beanspruchen können. Bußgelder für Parkverstöße oder Geschwindigkeitsüberschreitungen unterliegen als außerdienstliches Verhalten oft nicht dem diplomatischen Schutz.

### Straftaten von Diplomaten
Über die Art und Anzahl der von Diplomaten begangenen Straftaten werden in Deutschland aus diplomatischer Rücksichtnahme keine konkreten Zahlen seitens der Berliner Innenverwaltung oder des Auswärtigen Amts genannt. Auch für Österreich und die Schweiz liegen keine offiziellen Zahlen vor.
Straftaten von Diplomaten werden in Deutschland nicht gesondert erfasst. Der Verdacht der Unfallflucht von Diplomaten bestand in Berlin im Jahre 2008 in 27 Fällen, im Jahre 2009 in 25 Fällen, im Jahre 2010 in 40 Fällen und im Jahre 2011 in 32 Fällen.
Vor allem die im Zusammenhang mit dem Straßenverkehr begangenen Delikte werden vielfach von der Presse aufgegriffen. Nach Angaben der Polizei fielen immer schon die Diplomaten der ärmeren Länder durch viele Delikte, oft auch durch Alkohol am Steuer, auf, weil sie sich keinen Fahrer leisten könnten und sich der Botschafter nach Empfängen selbst ans Steuer setze.
Diplomaten träten im Freizeitbereich auch bei Ladendiebstählen, Benzinunterschlagung bzw. -betrug, bei der Fischwilderei, beim Fahren ohne Fahrerlaubnis und bei vorsätzlichen und fahrlässig begangenen Körperverletzungen anlässlich von Verkehrsunfällen, Barbesuchen oder bei Meinungsverschiedenheiten mit Taxifahrern in Erscheinung. Einige schlecht bezahlte Botschaftsangehörige armer Länder gingen in Berlin regelrecht auf Beutezüge in Luxus-Kaufhäusern.
In den Meldungen der österreichischen Presse wird gelegentlich von Trunkenheitsfahrten einzelner Diplomaten berichtet. Die österreichische Verkehrsministerin verweist im Übrigen darauf, dass es keine statistischen Aufzeichnungen über Fahrerfluchten von Diplomaten gäbe und Verkehrsstraftaten von Diplomaten auch im Vormerksystem nicht eingetragen werden könnten, weil dort nur rechtskräftige Bestrafungen gespeichert seien.
In der Schweizer Presse wird von vereinzelten Trunkenheitsfahrten und der Missachtung eines Fahrverbots berichtet.
Der israelische Geheimdienst verhaftete im Februar 2018 einen französischen Botschaftsangehörigen, der seinen Sonderstatus genutzt haben soll, um in einem Fahrzeug der Botschaft Waffen aus Gaza zu palästinensischen Empfängern im Westjordanland zu schmuggeln.

### Arbeitsrechtliche Streitigkeiten mit Diplomaten
Situation in Deutschland
Diplomaten vor allem aus dem nahöstlichen und dem asiatischen Raum wird vorgehalten, im Schutze der Befreiung von der Gerichtsbarkeit des Empfangsstaates eigene Hausangestellte auszunutzen, indem sie ihnen zugesagte Leistungen (z. B. das Arbeitsentgelt, Urlaub, Freizeit u. a.) ganz oder teilweise verweigerten. Betroffen seien fast immer asiatische Frauen. In einer Regelung zwischen dem Auswärtigen Amt und den Botschaften aus dem Jahre 2003 hätten sich Diplomaten verpflichtet, ihren Haushaltshilfen mindestens 750 Euro monatliches Gehalt zu zahlen und ihnen freie Kost und Logis zu gewähren. Die Arbeitszeit dürfe 40 Stunden pro Woche nicht überschreiten, jede Überstunde müsse mit 4,50 Euro abgegolten werden. Diese Mindeststandards würden teilweise nicht eingehalten.
Das deutsche Arbeitsgericht kann dem diplomatischen Hauspersonal bei der Durchsetzung von Gehaltsansprüchen oft nicht helfen. Die Durchführung eines Klageverfahrens scheitert in Deutschland in der Regel an der diplomatischen Immunität des Arbeitgebers.
Psychische und physische Gewalt, erniedrigende Behandlung und teilweise sexuelle Übergriffe kämen hinzu.
Werden solche Vorfälle bekannt, gehe das Auswärtige Amt auf die Botschaften zu, wobei Wert auf Diskretion und einvernehmliche Lösungen gelegt werde. Ein paar Mal pro Jahr komme es zu Vergleichsverhandlungen, in denen die Hausangestellten dann eine Entschädigung erhielten. Im Gegenzug verließen sie umgehend Deutschland, und alle Beteiligten verpflichteten sich schriftlich zu Stillschweigen.
Situation in Österreich

1999 sind in Österreich Fälle vor allem von Frauen aus den Philippinen und aus Sri Lanka, aber auch aus lateinamerikanischen Ländern bekannt geworden, die in Haushalten von UN-Bediensteten und Diplomaten unter schlechten Arbeitsbedingungen angestellt waren. Sie hätten oft 80 Stunden pro Woche bei einem monatlichen Verdienst von 4500 österreichischen Schilling (entspricht ca. 327 Euro) ohne Sozialversicherung zu arbeiten. Der Lohn sei den Frauen zumeist zur Abdeckung ihrer Reisekosten vorenthalten worden. Die Reisedokumente seien ihnen abgenommen worden, um über ein Druckmittel zu verfügen, falls die Betroffenen beabsichtigten, das Arbeitsverhältnis zu beendigen. Die Legitimationskarte, die die Migrantinnen zum Aufenthalt und zur Arbeit in Diplomatenhaushalten in Österreich berechtigte, sei ihnen in vielen Fällen nicht ausgehändigt worden.
Das österreichische Außenministerium hat in einem Rundschreiben im Oktober 2009 alle diplomatischen Vertretungen und internationalen Organisationen in Österreich darauf hingewiesen, dass Hausangestellte mindestens 1.000 Euro brutto monatlich verdienen müssten und dass sie laut Hausangestelltengesetz höchstens 238 Stunden monatlich arbeiten dürften und wöchentlich einen Tag frei bekommen müssten. Das Außenministerium bestehe nun darauf, dass die Haushaltshilfe beim Abholen der Legitimationskarte unbegleitet erscheine, um mit ihr ungestört reden zu können. Bei Schieflagenverdacht trete das Außenministerium mit dem Arbeitgeber, der als Diplomat oft Immunität genieße, in Verhandlungen.
Situation in der Schweiz

Vor allem in Genf sind Klagen über die Ausnutzung privater Haushaltshilfen in Diplomatenhaushalten bekannt geworden. Wegen nicht bezahlter Überstunden und nicht gewährter Ferien und anderer nicht abgegoltener Leistungen verurteilte das Genfer Arbeitsgericht Saudi-Arabien in den letzten Jahren zur Zahlung von Entschädigungen an vier ehemalige Angestellte. Die Gesamtsumme betrage über 650.000 Schweizer Franken (entspricht ca. 540.000 Euro). Eine Zahlung sei aus Riad jedoch nicht eingegangen.
Im Juli 2009 verurteilte ein Genfer Strafgericht einen indischen Diplomaten in Abwesenheit wegen Wucher, Nötigung, Freiheitsberaubung und Entführung zu 7 Monaten Gefängnis ohne Bewährung. Der Diplomat hatte einen jungen Inder von 1993 bis 1996 wie einen Sklaven gehalten. Der Diplomat hat die Schweiz inzwischen verlassen und wird mit internationalem Haftbefehl gesucht.
Praktisch sämtliche Streitigkeiten beträfen in Genf tätige Diplomaten. Aus Bern sind kaum Fälle bekannt, was daran liege, dass dort nur rund 700 Diplomaten (nach anderen Angaben: 3.700) gemeldet seien, während in der UNO-Stadt Genf rund 11.000 (nach anderen Angaben: 40.000) internationale Funktionäre lebten und arbeiteten. Hauptsächlich in Genf kommt es auch zu Gerichtsverfahren, weil die dortigen Diplomaten, soweit sie bei Internationalen Organisationen akkreditiert sind, oft nur Immunität für den dienstlichen Bereich genießen. Die Beschäftigung eigener privater Hausangestellter fällt in den außerdienstlichen Bereich.
Eine neue Verordnung über die privaten Hausangestellten (PHV), die am 1. Juli 2011 in Kraft getreten ist, schafft einheitliche arbeitsrechtliche Mindeststandards und ersetzt die entsprechenden kantonalen Normalarbeitsverträge. Die Verordnung regelt die Einreise-, Aufenthalts- und Arbeitsbedingungen für die privaten Hausangestellten von Personen, die in der Schweiz Vorrechte und Immunitäten genießen.
Die Verordnung verpflichtet die Diplomaten dazu, einen schriftlichen Arbeitsvertrag abzuschließen und dazu ausschließlich den Mustervertrag des EDA zu verwenden. Der Abschluss eines solchen Vertrags ist Voraussetzung für die Ausstellung von Einreisevisa und Legitimationskarten des EDAs (Aufenthaltsbewilligung). Der Lohn ist teilweise in bar und teilweise in Naturalien auszuzahlen; er betrage mindestens 1.200 Franken im Monat netto (entspricht ca. 1000 Euro). Von diesem Betrag dürfen keine Abzüge gemacht werden, und er muss in Schweizer Franken auf ein Bank- oder Postkonto in der Schweiz überwiesen werden, das ausschließlich auf den Namen der oder des betreffenden privaten Hausangestellten lautet.
Arbeitgeber müssen zudem verschiedene Vergütungen, z. B. für Unterkunft und Verpflegung, alle Beiträge an Sozialversicherungen (Arbeitnehmer- und Arbeitgeberanteil) und die Prämien der Kranken- und Unfallversicherung übernehmen.
Die privaten Hausangestellten müssen für die Ausstellung ihres Visums persönlich bei der zuständigen Schweizer Auslandsvertretung vorsprechen. Bei dieser Gelegenheit erhalten sie Informationen über die Lebenshaltungskosten in der Schweiz und eine Dokumentation über ihre Rechte und Pflichten. Darin steht insbesondere, an wen sie sich wenden können, wenn sie nach der Ankunft in der Schweiz in Schwierigkeiten geraten.
Die Verordnung wird kritisiert, weil sie hinsichtlich des Mindestlohns von 1.200 Franken hinter den Empfehlungen des Jahres 1981 zurückbleibe, die bereits einen Mindestlohn für Hausangestellte von monatlich 1.650 Franken vorsahen.

### Kritik am Verhalten der Vorgesetzten der Diplomaten
Der Eindruck, den Diplomaten durch ihr Verhalten in der Öffentlichkeit ihres Gastlandes erweckten, löst vielfach Unverständnis und teilweise auch Empörung aus. Diplomaten hätten Vorbildfunktion und sollten zu ihren Fehlern stehen und die Konsequenzen tragen. Dass Diplomaten ungestraft davonkämen, könne der Bürger nicht verstehen. Nach aufgeflogenem Schmuggel von Rauschgift und Kulturgütern im Diplomatengepäck oder Spionage würden sie ohne Folgen abberufen und woanders neu eingesetzt.
Manche Missionschefs – so wird vermutet – bekämen teilweise gar nicht mit, wie sich ihre Bediensteten in der Öffentlichkeit benähmen. Dabei hindere die diplomatische Immunität den Entsendestaat nicht, gegen eigene Mitarbeiter einzuschreiten (Art. 31 Abs. 4 WÜD). So diszipliniere das Auswärtige Amt deutsche Diplomaten bei Verstößen im Ausland, und leiteten deutsche Staatsanwälte auch Ermittlungsverfahren gegen deutsche Diplomaten ein, die im Ausland Straftaten begangen haben. Ein deutscher Lehrer in Moskau, der bei einem Verkehrsunfall zwei Menschen tötete und aufgrund seiner diplomatischen Immunität von den russischen Behörden nicht verfolgt werden konnte, ist nach seiner Rückkehr von einem deutschen Gericht bestraft worden. Wegen der unerlaubten Einfuhr eines Kraftfahrzeugs in den Empfangsstaat unter Ausnutzung diplomatischer Vorrechte (Einfuhrabgabenbefreiung) wurde der Beamte einer deutschen Botschaft mit einer Gehaltskürzung diszipliniert. Gegen einen Schweizer Diplomaten, der im Verdacht stand, einen Ladendiebstahl im Gastland begangen zu haben, ermittelten die Schweizer Behörden. Österreich weise im Ausland tätige Diplomaten an, verhängte Verkehrsstrafen zu bezahlen.

### Mögliche Ursachen für das gehäufte Fehlverhalten von Diplomaten
Viele Verstöße gegen arbeitsrechtliche Bestimmungen gehen auf die landesübliche Mentalität, kulturelle Unterschiede und die Gepflogenheiten in den Herkunftsländern der Diplomaten zurück, die mit den Standards im Gastland nicht vergleichbar seien. Das Lohnniveau in der Diplomatie nehme zudem – gerade bei Vertretern aus Entwicklungsländern – auf die hohen europäischen Lebenshaltungskosten keine Rücksicht, was die schlechte Behandlung von Hausangestellten zwar nicht entschuldigen, jedoch bis zu einem gewissen Grad erklären könne.
Was straßenverkehrsrechtliche Verstöße angehe, hat eine Studie der Universitäten Berkeley und Columbia herausgefunden, dass je schlechter der Ruf Amerikas in einem Land sei, desto mehr Parkdelikte seine Diplomaten in den USA verübten. Das Falschparkverhalten der Diplomaten eines Landes korreliere zudem mit seinem Korruptionsindex.

### Vorschläge für eine Änderung des Diplomatenstatus
Angeregt wird, die Immunität von Diplomaten weltweit auf den dienstlichen Bereich zu beschränken. Außerdem solle ein Protokollausweis für private Hausbedienstete (und damit die Befreiung von der Aufenthaltserlaubnis) nur vergeben werden, wenn der Diplomat einen Arbeitsvertrag mit den arbeitsrechtlichen Standards vorlege.
In einer Studie des Deutschen Instituts für Menschenrechte wird die Aufhebung der Immunität als spektakulärer Schritt und Erfolg für das Gastland gewertet. Den betroffenen Hausangestellten helfe dies aber oft wenig. Stattdessen wird der Weg der Mediation zwar als insgesamt beschwerlich, aber im Ergebnis als für die Betroffenen eher nützlich gewertet.
Als vorbildlich wird die Einrichtung eines Verbindungsbüros angesehen, wie es die Schweiz eingeführt hat. Das Bureau de l’Amiable Compositeur (BAC) in Genf wurde vom Kanton Genf und von der Schweizer Mission bei der UNO im Jahre 1995 ins Leben gerufen. Das dreiköpfige Gremium behandle pro Jahr zwischen 70 und 80 Fälle. Die Erfolgsquote läge über die Jahre verteilt bei 30 bis 40 Prozent.
Hinsichtlich der Erfüllung arbeitsvertraglicher Ansprüche müsse auch über eine Staatshaftung des Empfangsstaates nachgedacht werden. In einem Fall in Frankreich habe das oberste französische Verwaltungsgericht, der Conseil d’État, den französischen Staat haftbar gemacht.
In Bezug auf internationale Organisationen kann sich der Sitzstaat nicht von seiner Verantwortung aus der Europäischen Menschenrechtskonvention (EMRK), nach Art. 6 Abs. 1 EMRK Zugang zu einem fairen Gerichtsverfahren zu gewähren, dadurch befreien, dass er Aufgaben auf internationale Organisationen überträgt und ihnen Immunität von seiner Gerichtsbarkeit gewährt. In diesem Falle müssen andere angemessene Rechtsschutzmöglichkeiten zur Verfügung stehen, z. B. Kontrollsysteme innerhalb der internationalen Organisation selbst.